# Al Doilea Război Rece

Superputeri ale unui potențial al Doilea Război Rece: Statele Unite, Rusia și China.

Al Doilea Război Rece sau Noul Război Rece este un termen care se referă la o creștere a tensiunilor politice, sociale, informaționale și militare în secolul 21. Termenul este folosit în contextul creșterii tensiunilor dintre Statele Unite și China. Este folosit și pentru a descrie tensiunile dintre Statele Unite și Rusia, principalul succesor al Uniunii Sovietice, care a fost cealaltă principală superputere a Războiului Rece inițial până la dizolvarea sa în 1991. Mai mult, termenul este folosit pentru a descrie tensiunile din relațiile multilaterale dintre două sau mai multe grupuri de națiuni. Unii comentatori au folosit termenul ca o comparație cu Războiul Rece original. Alți comentatori fie s-au îndoit că tensiunea ar duce la un alt „război rece”, fie au descurajat utilizarea termenului pentru a se referi la orice tensiuni actuale.
Al Doilea Război Rece succede o serie de războaie proxy purtate între SUA și Rusia, respectiv China, în confictele din Iugoslavia, Darfur, Siria, Libia, Xinjiang, Taiwan, Yemen, Golful Persic și Ucraina. 
Rădăcinile conflictului sunt din anii 2003-2004, când SUA au invadat Irakul și au desfășurat baze militare în țări din Asia Centrală, aflate anterior sub influența Rusiei, și care sunt bogate în gaze și petrol.
Mai multe state foste comuniste din sfera sovietică (România, Polonia, Ungaria, Bulgaria), dar și foste state sovietice (țările baltice) au aderat la NATO. Spațiul euro-atlantic a ajuns să aibă graniță cu Rusia. Țările baltice, România și Polonia au fost dotate cu baze și trupe militare, cu armament și aeronave americane, dar și cu scut antirachetă care este destinat exclusiv pentru apărare. 
Ca reacție, a făcut o serie de manevre pentru a crește prețurile gazelor naturale și ale petrolului, a dezvoltat legături de cooperare cu China și alte state din cadrul Organizației de Cooperare din Shanghai, pentru a-și proteja interesele energetice și a început un program de înarmare. 
Într-un discurs ținut în februarie 2007, președintele rus Vladimir Putin a acuzat Statele Unite că „aruncă lumea într-un abis de conflict permanent” și că încearcă să creeze o „lume unipolară” guvernată de Washington. 
Această declarație a fost răspunsul la măsurile luate la Washington pentru a instala un scut antirachetă care, potrivit Statelor Unite, nu avea scopul de a viza Rusia, ci de a apăra Europa de atacurile din Coreea de Nord și Iran, dau de oricare atac comis de gruparea teroristă al-Qaeda. 
Putin a mai spus că „prăbușirea Uniunii Sovietice a fost cea mai mare catastrofă geopolitică a secolului 20”.
Rusia a văzut încercările americane de a extinde NATO ca parte a unei politici de strângere și încercuire a Rusiei.
După protestele Euromaidan din Ucraina și îndepărtarea președintelui pro-rus Rusia a anexat Crimeea în 2014 și a sprijinit forțele separatise pro-ruse din Donețk și Lugansk, băgând Ucraina în imposibilitatea de a adera la UE și NATO.
După ce a reclamat încălcarea Tratatului de la Minsk, Putin a trimis trupe rusești la frontiera Ucrainei, anexând regiunile Donețk și Lugansk pe 22 februarie 2022.
Pe 24 februarie 2022, Rusia a invadat și bombardat Ucraina la scară largă, acuzând regimul democratic de la Kiev ca fiind „nazist” și pentru crimele etnice desfășurate asupra minorităților ruse din Donbass. 
SUA și majoritatea statelor membre UE și NATO au răspuns cu sancționarea Rusiei și cu ajutorarea militară și financiară a Ucrainei. Rusia a amenințat NATO cu bombardamente nucleare sau cu escaladarea războiului dacă îi este amenințată securitatea. 
O serie de bombardamente și crime de război au fost comise în Ucraina, iar Herson, Donețk, Lugansk și Zaporojie au fost alipite Rusiei. Dar forțele ucrainene au rezistat invaziei rusești și au început contraofensiva pentru recuperarea teritoriilor, având sprijin occidental. Între timp, Iranul și Coreea de Nord furnizează arme Rusiei, iar Belarus a fost dotat cu arme nucleare tactice de către Kremlin pentru a-l proteja pe dictatorul Aleksandr Lukașenko.
Între timp, Statele Unite, Regatul Unit și Australia au format o nouă alianță militară menită să contracareze influența Chinei în regiunea Indo-Pacific: așa-numita „AUKUS”. 
Competiția dintre Statele Unite și China este încadrată în încercarea de a obține o anumită dominație în domeniul tehnologic, care să permită puterii dominante să-și consolideze poziția strategică pe termen lung. 
Tensiunile dintre Coreea de Nord și Coreea de Sud au luat amploare, regimul dictatorial de la Phenian amenințând constant cu atacuri nucleare și efectuând atacuri balistice asupra spațiilor maritime sud-coreene și japoneze.
Republica Populară Chineză amenință că va anexa Taiwanul, considerând insula autonomă a Republicii Chineze ca parte a teritoriului ei istoric. SUA continuă să garanteze că vor sprijini Taiwanul de orice atac chinez și va proteja NATO centimetru cu centimentru de agresiunea rusească, în conformitate cu articolul 5 al NATO. 
În 2023, Secretarul american de stat Antony Blinken a declarat că „Epoca post-Război Rece s-a încheiat odată cu invazia rusă în Ucraina”.

## Termeni

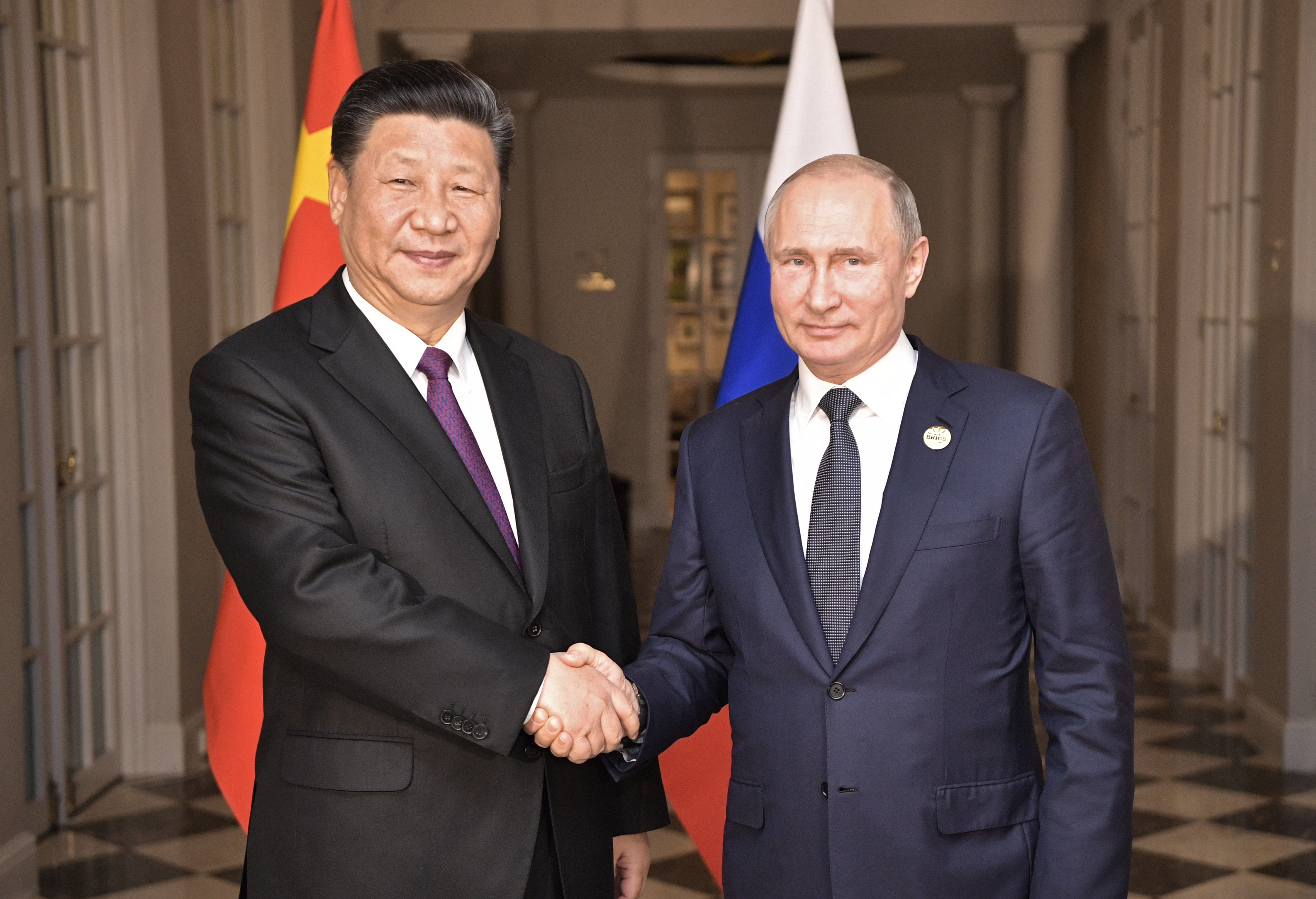
Vladimir Putin și Xi Jinping, coalizați împotriva Americii

Hartă cu cele trei puteri majore ale ipoteticului Al Doilea Război Rece: Statele Unite, Rusia și China

Anterior, academicieni ca Fred Halliday, Alan M. Wald și David S. Painter au folosit termenul pentru perioada anilor 1979-1985/1985-1991 când avea loc faza finală a Războiului Rece debutat în 1947. William Safire argumenta în revista New York Times în 1975, că politica de „détente” (relaxare) dusă de președintele SUA Richard Nixon (1969-1974) a eșuat și că cel de-al doilea război rece a izbucnit. Academicianul Gordon H. Chang a susținut în 2007 că cel de-al doilea război rece a debutat după 1972, când președintele american Richard Nixon și liderul chinez Mao Zedong s-au întâlnit, respectiv după retragerea trupelor americane din Vietnam și ocuparea acestuia de forțele comuniste.
Dar până la urmă, seria de evenimente petrecute în intervalul 1970-1990 a rămas doar ca o fază a războiului rece.
În 1998, George F. Kennan a susținut că un nou război rece a început după ce Senatul American a votat pentru extinderea NATO prin aderarea Poloniei, Ungariei și Cehiei la organizația respectivă, prevestind că rușii vor reacționa advers și gradual și le vor afecta politicile.
Politologul american Robert Legvold declară că cel de-al doilea război rece a început în timpul crizei din Ucraina în 2014. Andrew Kuchins, un politolog american și un kremlinolog susținea în 2016 că termenul era "necorespunzător conflictului actual", deși poate fi un context periculos. Philip N. Howard, profesor de studii de internet la Universitatea Oxford, a considerat că din 2012, conflictul SUA-Rusia este experimentat prin războaie cibernetice de informații, desfășurate prin intermediul mass-media, rețelele sociale și infrastructură informațională. În aprilie 2018, Antonio Manuel de Oliveira Guterres, secretarul general al Organizației Națiunilor Unite a declarat într-o ședință a Consiliului de Securitate al ONU că sunt necesare noi mecanisme pentru a evita o escaladare a tensiunilor dintre Rusia și Statele Unite asupra intereselor lor concurente în războiul civil sirian.

### Tensiunile americano-ruse

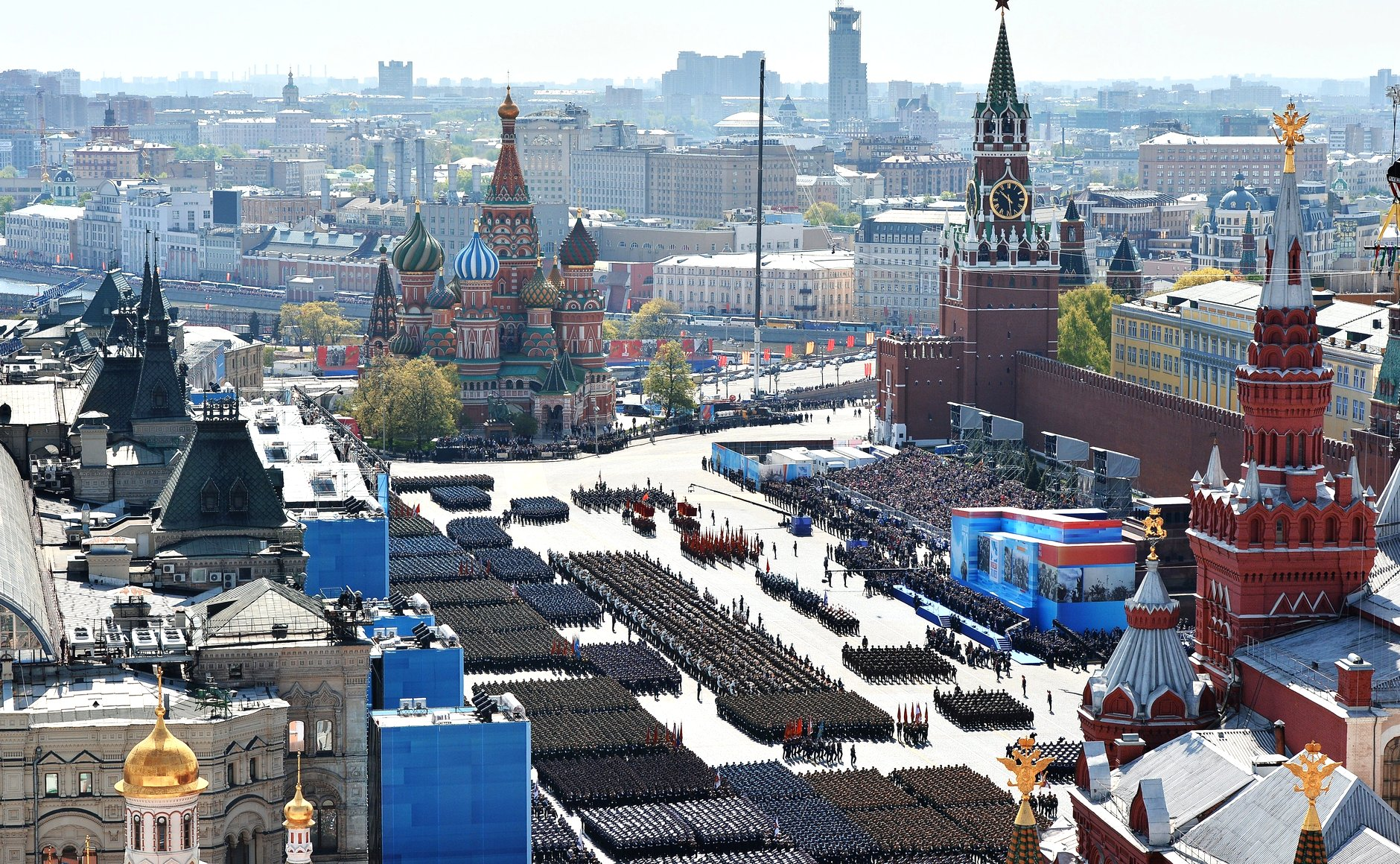
Parada militară la Moscova cu ocazia aniversarii a 70 de ani de la încheierea celui de Al Doilea Război Mondial

Unele surse folosesc termenul de „Al Doilea Război Rece”, ca un posibil sau viitor improbabil război în timp ce alții au folosit termenul pentru a descrie tensiunile în curs de desfășurare sau ostilități reînnoite și rivalitatea politică care s-a intensificat în mod dramatic din 2014 între Federația Rusă și Statele Unite ale Americii, NATO, Uniunea Europeană. Jurnalistul Edward Lucas a scris cartea „Noul război rece: Cum Kremlinul amenință atât Rusia, cât și Occidentul” că noul război rece dintre Rusia și Occident a început din 2008.
Michael Klare, scriitor la RealClearPolitics și academician, a comparat în iunie 2013 tensiunile dintre Rusia și Occident cu actualul conflict proxy între Arabia Saudită și Iran. Profesorul Oxford, Philip N. Howard, a susținut că noul război rece are o dimensiune distinctă a mass-mediei prin faptul că luptele se duc pentru controlul radiodifuzorilor mass-media ai Rusiei și prin războiul cibernetic între guverne și grupuri ale societății civile. Unele figuri notabile, cum ar fi Mikhail Gorbaciov, a avertizat în 2014, pe fondul confruntării politice dintre Rusia și Occident asupra crizei ucrainene, că lumea era pe punctul de a se întâlni cu un nou război rece sau că a început deja un nou război rece, alții au susținut că termenul nu descrie cu exactitate natură relațiilor dintre Rusia și Occident.
Unii academicieni Robert Legvold, Stephen F. Cohen, Robert D. Crane și Alex Vatanka menționează acest conflict ca fiind „Războiul Rece SUA-Rusia”.
Politicianul american Legvold a spus că a început în timpul crizei din Ucraina în 2013. Andrew Kuchins, un politolog american și un kremlinolog, crede că termenul este "necorespunzător conflictului actual", deși el a susținut că poate fi mai periculos. Philip N. Howard, profesor de studii de internet la Universitatea Oxford, a susținut că din 2012, conflictul a fost experimentat prin război informațional, realizat în primul rând prin mass-media, prin mijloace social media și prin infrastructură informațională.
Deși noile tensiuni dintre Rusia și Occident au asemănări cu cele din timpul războiului rece, există și diferențe majore, cum ar fi relațiile economice crescute ale Rusiei moderne cu lumea exterioară, care ar putea să constrângă acțiunile Rusiei și să-i ofere noi căi de exercitare a influenței, cum ar fi prin Belarus și Asia Centrală. În același timp Rusia s-a angajat prin acțiuni militare în fostele state sovietice mai puțin cooperative, cum ar fi Ucraina sau regiunea Caucazului.
Termenul „război rece II” a câștigat relevanță pe măsură ce tensiunile dintre Rusia și Occident au escaladat în timpul tulburărilor pro-ruse din 2014 în Ucraina, urmate de intervenția militară a Rusiei și în special de prăbușirea zborului 17 al companiei Malaysia Airlines în iulie 2014. Până în august 2014, ambele părți și-au aplicat reciproc sancțiuni economice, financiare și diplomatice: practic toate țările occidentale, conduse de SUA și UE, au impus măsuri restrictive asupra Rusiei; acestea din urmă au dus la represalii.
Unii observatori - inclusiv președintele sirian Bashar al-Assad a declarat că Războiul Civil Sirian este un război proxy între Rusia și Statele Unite ale Americii, chiar un „proto război mondial”. În ianuarie 2016 se știa că oficialii guvernamentali britanici au înregistrat temerile legate de faptul că „un nou război rece” se desfășoară acum în Europa: dovezi alarmante despre eforturile Rusiei de a dezlega țesătura unității europene.
Într-un interviu acordat revistei Time în decembrie 2014, Gorbaciov a declarat că SUA, sub Obama, trage Rusia într-un nou război rece. În februarie 2016, la Conferința de Securitate de la München, secretarul general al NATO, Jens Stoltenberg, a declarat că NATO și Rusia „nu sunt într-o situație de război rece, ci parteneriatul stabilit la sfârșitul Războiului Rece”. Premierul rus Dmitri Medvedev, vorbind despre ceea ce el numea politica ca fiind „neprietenoasă și opacă” a NATO față de Rusia, a declarat: „S-ar putea ajunge atât de departe încât să spunem că am alunecat într-un nou război rece”. În octombrie 2016 și martie 2017, Stoltenberg a spus în repetate rânduri, respectiv la BBC News și apoi CBS News, că NATO nu va căuta „un nou război rece” sau o „nouă cursă a înarmărilor” cu Rusia.
În februarie 2016, la Universitatea Națională de Cercetare academică și Universitatea Harvard, savantul Yuval Weber a declarat că „lumea nu intră într-un nou Război Rece”, afirmând că tensiunile și ideologiile actuale ale ambelor părți nu sunt similare celor ale războiul rece original, că situațiile din Europa și Orientul Mijlociu nu destabilizează alte zone din punct de vedere geografic și că Rusia „este mult mai integrată în societatea globalizată decât a fost Uniunea Sovietică”. În septembrie 2016, când a fost întrebat dacă lumea a intrat într-un nou război rece, ministrul rus de externe, Serghei Lavrov, a susținut că tensiunile actuale nu sunt comparabile: el a remarcat lipsa unei diviziuni ideologice între Statele Unite și Rusia, spunând că conflictele nu mai sunt privite din perspectiva unui sistem internațional bipolar.
În octombrie 2016, John Sawers, un fost șef al MI6, a declarat pentru programul BBC Radio 4 Today că lumea intră într-o epocă care este probabil „mai periculoasă” decât cea a Războiului Rece, deoarece „nu avem acest accent pe o strategie privind relația dintre Moscova și Washington”. Similar, Igor Zevelev, un coleg de la Centrul Wilson, a declarat: „Nu este un război rece, ci o situație mult mai periculoasă și mai imprevizibilă”. 
La televiziunea CNN s-a declarat că „nu este un nou război rece, nici nu este un răcnet profund. Este un conflict absolut”.
În ianuarie 2017, fostul consilier guvernamental Molly K. McKew a declarat la Politico că SUA ar câștiga „noul război rece” dacă va izbucni. Redactorul Republicii Noi, Jeet Heer, a respins această posibilitate ca „o amenințare la fel de îngrijorătoare, exagerată de supraevaluarea și amploarea ambițiilor și a puterii rusești în sprijinul unei politici costisitoare” și prea concentrată pe Rusia în timp ce „ignoră ascensiunea unor puteri precum China și India”. Heer l-a criticat de asemenea pe McKew pentru susținerea acestei posibilități. Jeremy Shapiro, un coleg senior în instituția Brookings, a scris în postul său de blog la RealClearPolitics, referindu-se la relațiile dintre SUA și Rusia drept „o deviație într-un nou război rece a devenit inevitabilă”.
În august 2017, ministrul adjunct de externe al Rusiei, Serghei Ryabkov, a negat pretențiile că SUA și Rusia sunt într-un alt război rece, în ciuda tensiunilor permanente dintre cele două țări și a sancțiunilor SUA împotriva Rusiei.
În martie 2018, președintele rus Vladimir Putin a declarat jurnalistului Megyn Kelly într-un interviu: „Punctul meu de vedere este că indivizii care au spus că a început un nou război rece nu sunt analiști, ci propagandiști”. 
Michael Kofman, cercetător științific la CNA Corporation și un coleg la Institutul Kennan din cadrul Centrului Wilson, a declarat că noul Război Rece pentru Rusia „este despre supraviețuirea sa ca putere în ordinea internațională și menținerea rămășițelor imperiului rus”. Lyle Goldstein, profesor de cercetare la Colegiul de Război Naval al SUA, susține că situațiile din Georgia și Ucraina „par să ofere povestea necesară pentru noul Război Rece”. 
În contextul deteriorării relațiilor dintre ambele părți în legătură cu o potențial atac militar condus de SUA în Orientul Mijlociu după atacul chimic de la Douma și cazurile de otrăvire din Regatul Unit, Antonio Guterres, secretarul general al Organizației Națiunilor Unite, a declarat într-o întâlnire a Consiliului de Securitate al ONU din aprilie 2018 că „războiul rece s-a întors cu o răzbunare”.

### Tensiunile sino-americane

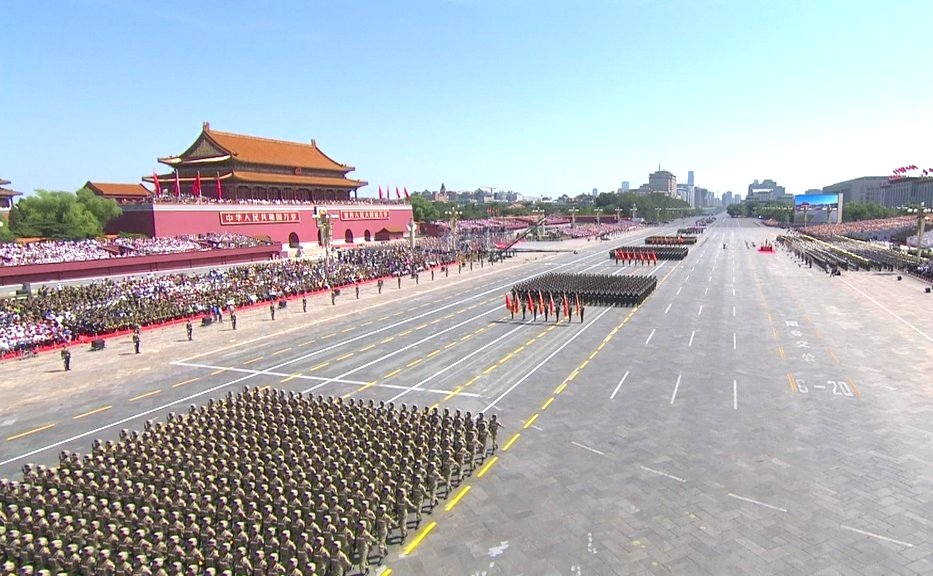
Paradă militară la Beijing ce aniversează 70 de ani de la încheierea celui de Al Doilea Război Mondial

Oficialul american de rang înalt Jed Burbin, profesorul universitar Yale David Gelernter, editorul Firstpost R. Jagannathan, Subhash Kapila din grupul de analiză al sudului Asiei, fostul prim-ministru australian Kevin Rudd, și alte surse au folosit termenul de război rece (ocazional, folosind termenul Războiul Rece din Pacific) pentru a se referi la tensiunile dintre Statele Unite și China în anii 2000-2010.
Discuția despre un „nou război rece” între un bloc de țări condus de Statele Unite și o presupusă axă Beijing-Moscova, inclusiv referirile explicite la acesta în mass-media oficială a RPC s-a intensificat în vara anului 2016 ca urmare a disputei teritoriale din Marea Chinei de Sud, atunci când China a sfidat Curtea permanentă de Arbitraj, iar SUA au anunțat în iulie 2016 că va desfășura Zona de apărare (THAAD) în Coreea de Sud, o mișcare care a nemulțumit China, precum și Rusia și Coreea de Nord. Tot de atunci, Kim Jong Un a efectuat periodic testele cu rachete și bombe nucleare, devenind o mare amenințare pentru Japonia, Coreea de Sud și SUA. 
Donald Trump, care a fost inaugurat în funcția de președinte al SUA la 20 ianuarie 2017, a spus în repetate rânduri în timpul campaniei sale prezidențiale că consideră China o amenințare, o poziție care a amplificat speculațiile privind posibilitatea unui „nou război rece cu China”. Profesorul Colegiul Claremont McKenna, Minxin Pei, a declarat că câștigarea alegerilor de la Trump poate spori șansele acestei posibilități.
În iulie 2018, Michael Collins, director adjunct al Centrului de misiune CIA din Asia de Est, a declarat pentru Aspen Security Forum din Colorado că China sub conducerea lui Xi Jinping conduce un „război” împotriva Statelor Unite, încercând să înlocuiască SUA ca lider mondial. El a elaborat: „Ceea ce se poartă împotriva noastră este în mod fundamental un nou tip de război rece, nu cum am văzut în timpul Războiului Rece (între SUA și Uniunea Sovietică), ci un război rece prin definiție”.

## Originile noului război rece

### 1991-2008: Ascensiunea la putere a lui Vladimir Putin

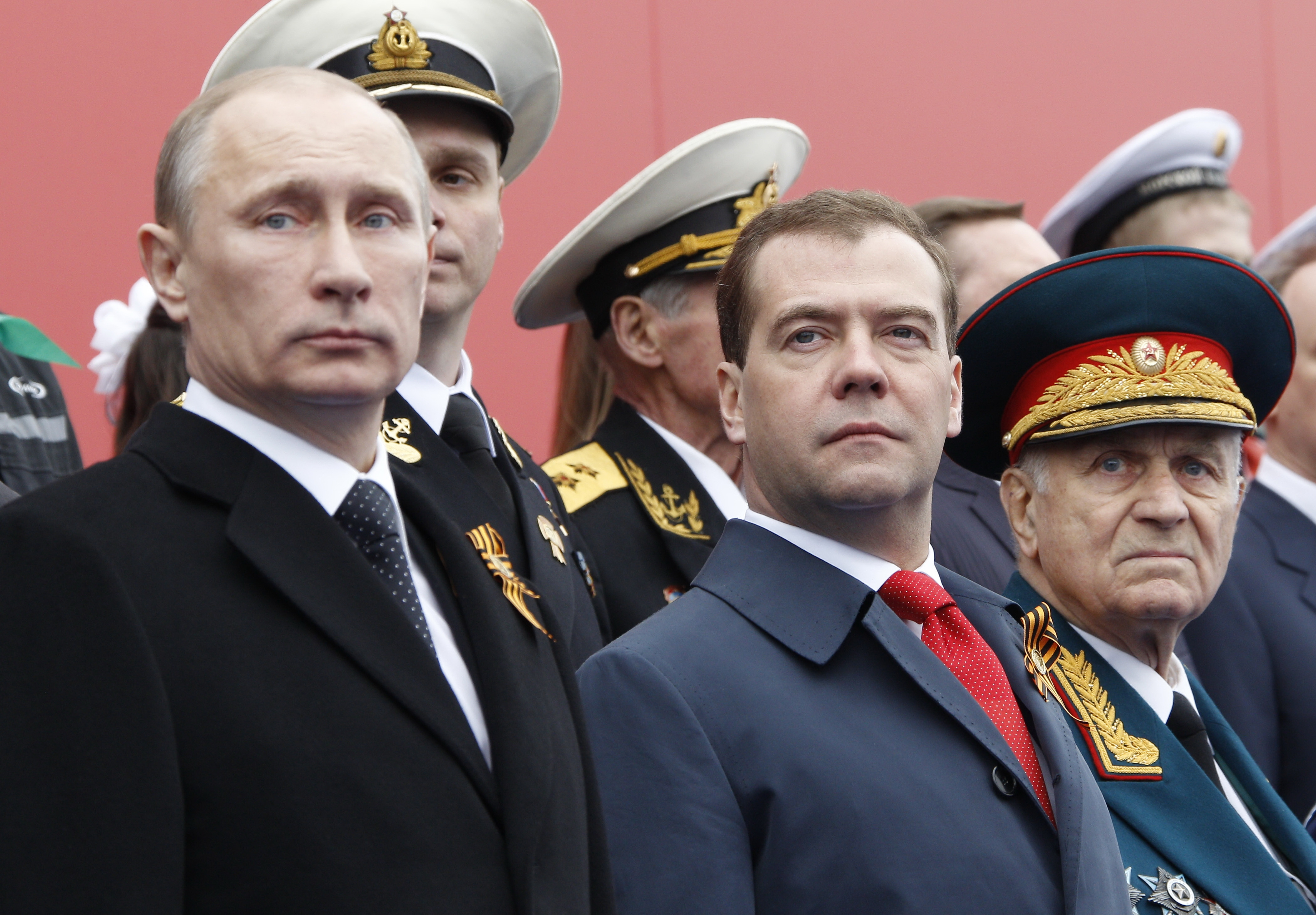
Vladimir Putin si Dimitri Medvedev

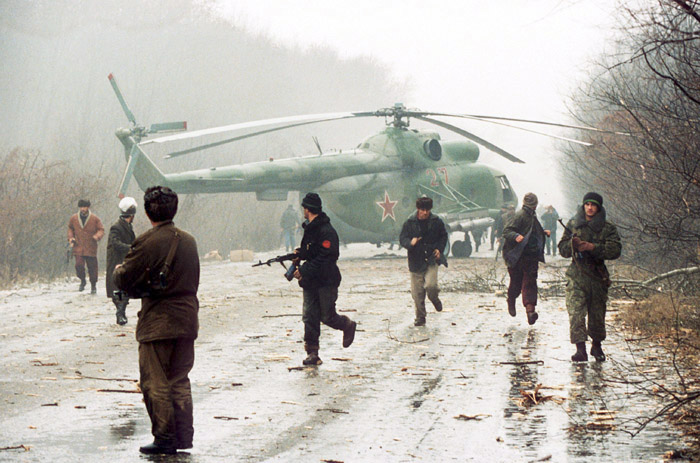
Primul razboi cecen

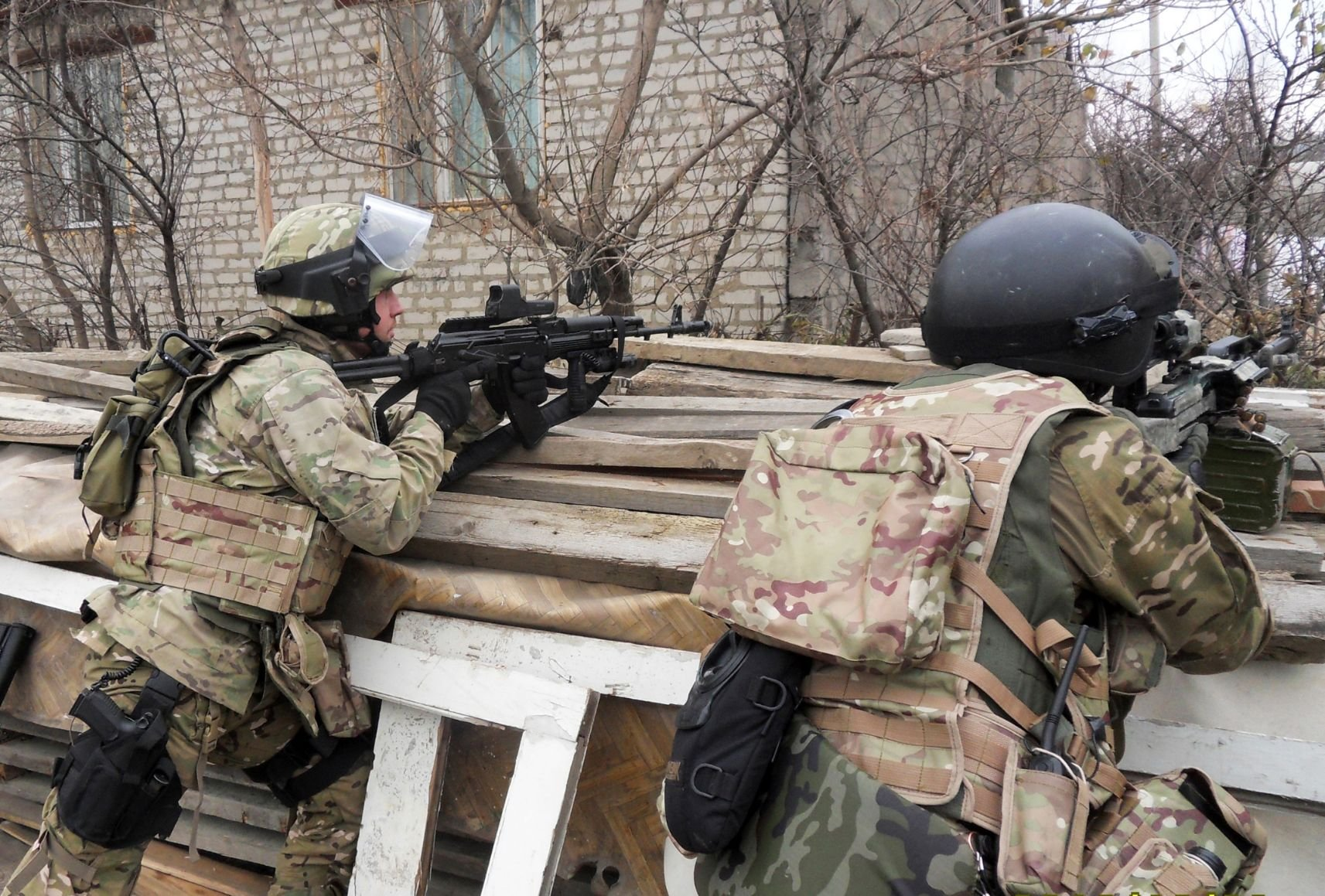
Soldati rusi in Dagestan

În 1991, Uniunea Republicilor Sovietice Socialiste s-a desființat din cauza falimentului și incapacității sistemului sovietic de a combate criza. 
Unsprezece foste republici sovietice - Armenia, Azerbaidjan, Belarus, Georgia, Kazahstan, Kîrgîzstan, Republica Moldova, Tadjikistan, Turkmenistan, Ucraina și Uzbekistan s-a retras alături cu Rusia, formând Comunitatea Statelor Independente-CSI. Boris Elțîn a fost ales ca președintele noii Federației Ruse. În anii următori, Elțîn a solicitat sprijin financiar din partea occidentului, după ce accelerat procesul de dezarmare.
Statele Unite ale Americii, conduse de președintele George H. W. Bush, s-au declarat învingătoare în războiul rece, devenind unica superputere mondială într-o lume unipolară. 
În iunie 1994, Rusia s-a alăturat programului de Parteneriat pentru Pace al NATO, iar în 1997 a semnat un acord de securitate. Părea că Rusia și America se află într-un proces de reapropiere și înțelegere la nivel global. Dar trupele ruse au invadat Cecenia și Dagestan după izbucnirea unor mișcări separatiste. Ofensiva militară rusă a degenerat într-o ocupație sângeroasă, care a fost criticată de comunitățile internaționale. La sfârșitul anului 1999, Boris Elțîn a demisionat din cauza problemelor de sănătate, fiind succedat de Vladimir Putin.
Vladimir Putin, fostul președinte al KGB-ului, se remarcă că un lider popular și puternic. Și-a anunțat intenția de a diminua corupția oligarhică. 
Putin a urmărit să restabilească poziția Rusiei pe plan internațional. A acordat sprijin Americii în lupta împotriva terorismului și în 2002 a semnat Protocolul de la Kyoto privind schimbările climatice. În timpul războiului din Irak din 2003, s-a aliat cu Franța și Germania, opunându-se intervenției. 
În 2008, premierul Dmitri Medvedev a câștigat alegerile prezidențiale și l-a numit pe Putin ca prim-ministru, începând o perioadă de așa-numită „tandemocrație”.

#### Otrăvirea unui agent FSB dezertor, colaborator MI6
Au apărut critici în interiorul și în afara Rusiei după ce Vladimir Putin a limitat libertatea presei și a impus un stil de conducere autoritar. În noiembrie 2006, Aleksandr Litvinenko, un transfug din serviciile secrete ruse (FSB), care colabora cu serviciul britanic de informații externe MI6, a murit la Londra, la vârstă de 43 de ani, după ce a fost otrăvit cu poloniu-210, o substanță radioactivă extrem de toxică și aproape nedectabilă, nu înainte de a-l acuza pe Vladimir Putin că i-a ordonat asasinarea sa, o acuzație pe care Kremlinul a respins-o de fiecare dată.

#### Extinderea NATO în Europa de Est (1999-2004)

Extinderea NATO

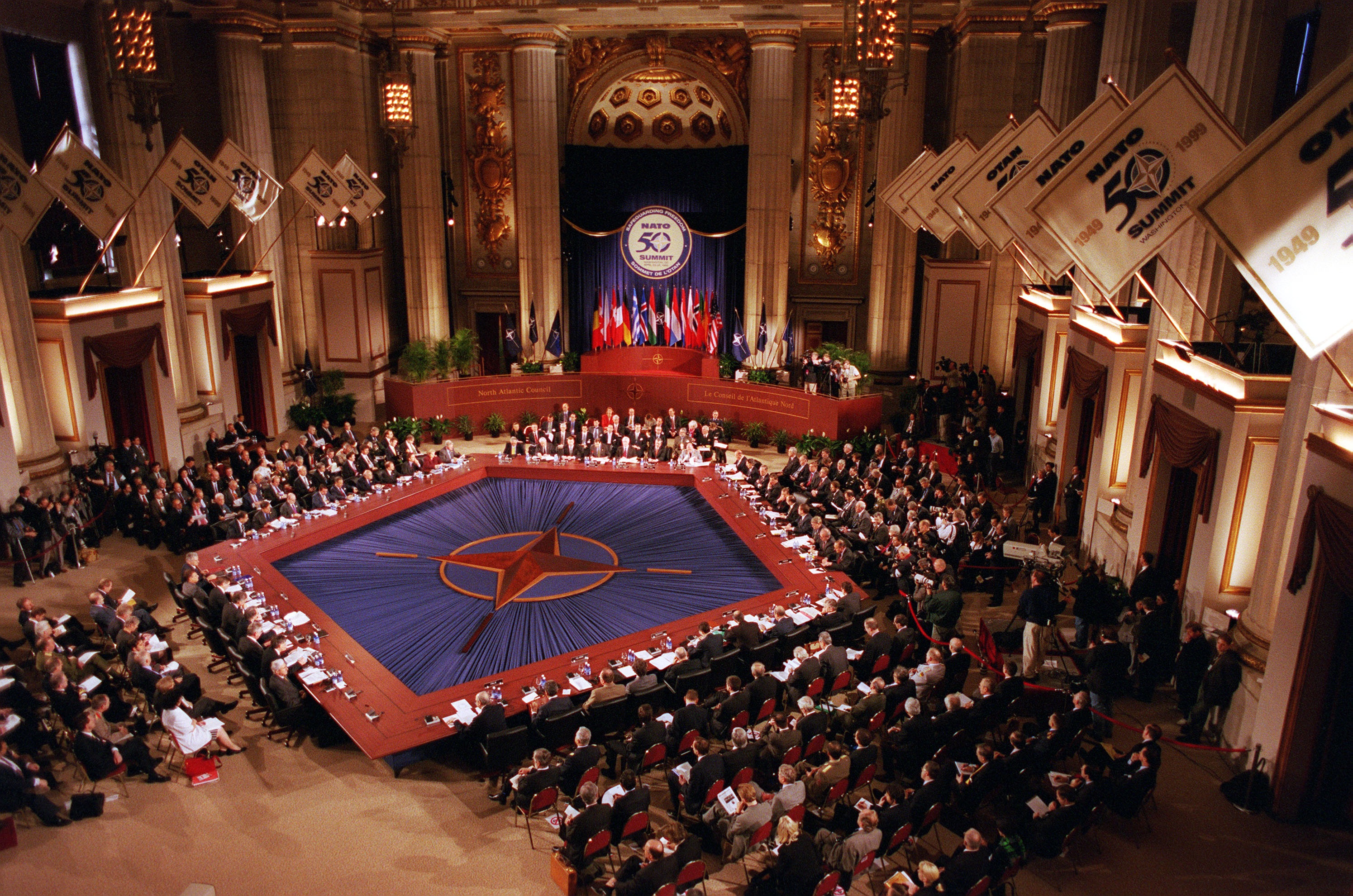
Summitul NATO de la Washington 1999 prin care se decidea aderarea Poloniei, Cehiei și Ungariei

După încheierea Războiului Rece și reunificarea Germaniei în 1990, a avut loc o dezbatere în cadrul NATO despre extinderea spre est. În 1999, Polonia, Ungaria și Cehia s-au alăturat organizației, în ciuda multor dezbateri din cadrul organizației și a opoziției rusești. 
Pe 21 noiembrie 2002, la Palatul Congreselor de la Praga s-a desfășurat un Consiliu în care au fost invitate șapte state să adere (Estonia, Letonia, Lituania, Slovacia, Slovenia, România și Bulgaria) cu puțin timp înainte de summitul de la Istanbul din 2004. 
Obiectivul fundamental al alianței s-a schimbat fundamental. De la apărarea Europei occidentale de amenințarea sovietică s-a trecut la apărarea întregului continent european de terorismul internațional și rețelele criminale. Structura de comandă NATO a fost modificată pentru a asigura o structură de comandă mai suplă și eficientă care să fie ușor dislocată. A plasat toate responsabilitățile operaționale sub autoritatea Comandamentului Aliat pentru Operații. A fost creată o Forța de Răspuns NATO, o forță avansată tehnologic, flexibilă, ușor de dislocat, interoperabilă și sustenabilă. Această include elemente terestre, maritime și aeriene, fiind pregătită să se deplaseze rapid oriunde în lume unde este nevoie. Prin Angajamentul Capabilităților de la Praga, statele membre și-au luat angajamentul să își îmbunătățească capabilitățile operaționale ale forțelor militare individuale și colective.
Rusia a fost deosebit de deranjată de aderarea celor trei state baltice la NATO care anterior făcuseră parte din Uniunea Sovietică. 
Rusia a acuzat de asemenea că lărgirea NATO spre Europa de Est este de fapt un proces prin care SUA îngrădește libertatea de acțiune geopolitică a Rusiei și că scuturile anti-rachetă amplasate în Polonia și România sunt îndreptate împotriva Rusiei.

#### Revoluția Portocalie din Ucraina (2004)

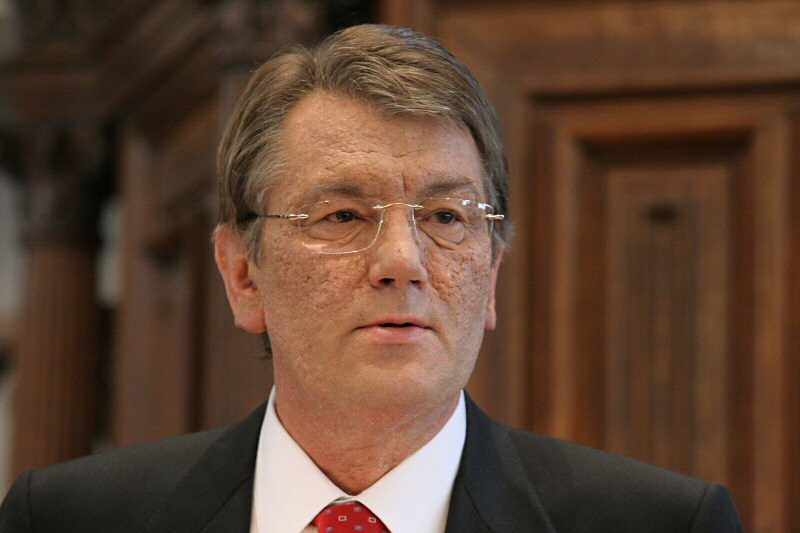
Viktor Iușcenko

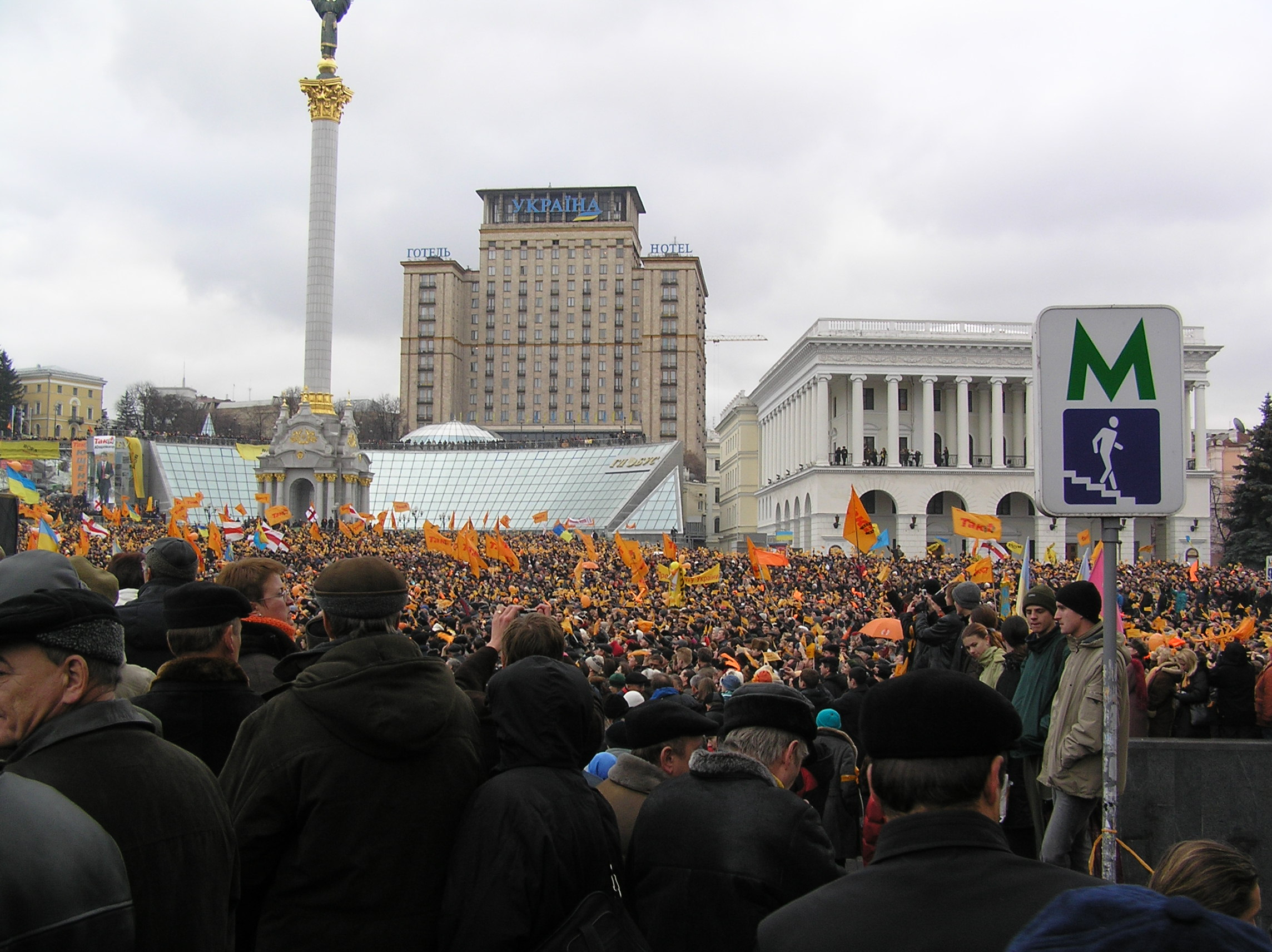
Protestele Revoluției Portocalii

În Ucraina, Viktor Iușcenko, candidatul pro-occident a câștigat alegerile în fața candidatului pro-rus, premierul Viktor Ianukovici, dar rezultatele oficiale au fost foarte diferite de cele ale sondajelor de la ieșirea de urne. 
Protestele au început în ziua următoare, susținătorii lui Iușcenko și observatorii internațional acuzând o fraudă electorală în favoarea lui Ianukovici, candidatul sprijinit de putere și care avea suport deplin din partea președintelui Rusiei, Vladimir Putin. 200.000 de participanți care au făcut un marș pașnic în fața sediului Verhovna Rada, parlamentul ucrainean, mulți dintre ei purtând haine sau steaguri portocalii (culoarea de campanie a coaliției lui Iușcenko). După ce Ianukovici a fost confirmat oficial în funcție, Iușcenko le-a vorbit susținătorilor din Kiev, cerându-le să înceapă "Revoluția Portocalie" de greve generale și blocade umane pentru a forța puterea să accepte înfrângerea. Sub o examinare intensă a observatorilor locali și internaționali, al doilea tur de scrutin a fost declarat "corect și gratuit". Rezultatele finale au arătat o victorie clară pentru Iușcenko, care a primit aproximativ 52 % din voturi, în comparație cu 44 % din Ianukovici. Iușcenko a fost declarat câștigător oficial și odată cu inaugurarea sa la 23 ianuarie 2005 la Kiev. Revoluția portocalie s-a încheiat, Ucraina făcând pași decisivi spre Occident și ieșind de sub influența Rusiei. În aprilie 2005, Ucraina a intrat în programul Dialogului intensificat cu NATO. 
În martie 2008, sub președintele ucrainean Viktor Iușcenko și premierul Iulia Timoșenko, Ucraina a trimis o scrisoare oficială de solicitare a unui plan de acțiune pentru aderare, primul pas în aderarea la NATO. Au garantat că aderarea la orice alianță militară nu va trece fără aprobarea publică într-un referendum. Această idee a câștigat sprijinul unui număr mare de lideri NATO, în special cei din Europa Centrală și de Est. Liderii ruși precum premierul și președintele ales, Dmitri Medvedev, și-a exprimat clar opoziția față de aderarea Ucrainei la summitul NATO de la București din aprilie 2008. 
La alegerile 2010 a revenit pe scenă politică Viktor Ianukovici, fiind ales ca președinte și a marcat o schimbare în relațiile Ucrainei cu NATO. În februarie 2010, el a afirmat că relațiile Ucrainei cu NATO au fost în prezent „bine definite” și că „nu se pune problema aderării Ucrainei la NATO”.

#### Războiul Ruso-Georgian (2008)

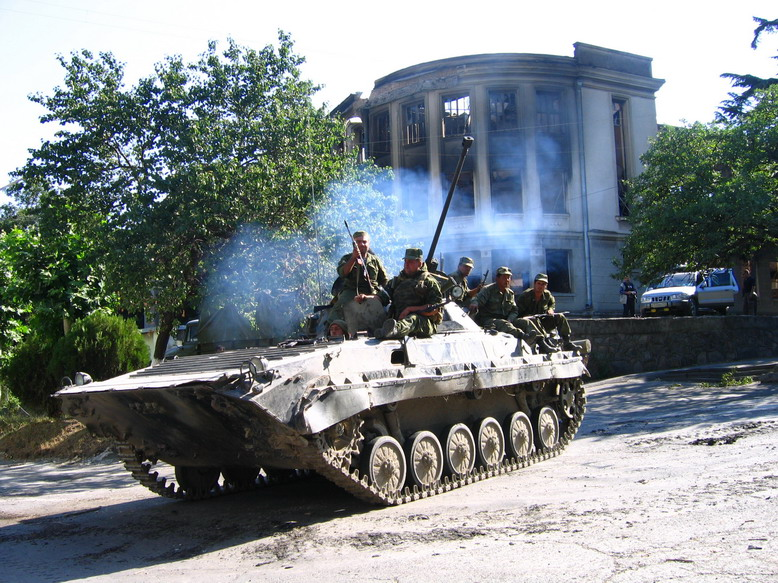
Tanc rusesc în Osetia de Sud

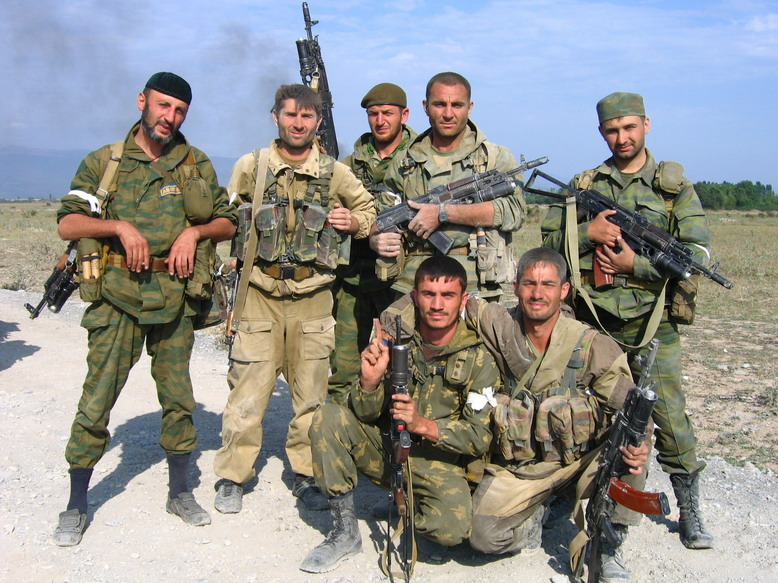
Batalionul Vostok în Osetia

Pe 17 februarie 2008, Adunarea din Kosovo a aprobat Declarația de independență, o acțiune a instituțiilor provizorii de autoguvernare declarând independența Kosovo față de Serbia. 
În zilele următoare, o serie de state (Statele Unite, Turcia, Albania, Austria, Germania, Italia, Franța, Regatul Unit, Taiwan, Australia, Japonia, Coreea de Sud și altele) au anunțat recunoașterea independenței Kosovo, în ciuda protestelor din partea Rusiei și a altor țări din cadrul Organizației Națiunilor Unite.
Între timp, în Georgia, în regiunile Abhazia și Osetia de Sud, aveau loc mișcări pentru separatism. 
Pe 3 aprilie 2008, la summitul NATO de la București, a fost luată decizia că Georgia și Ucraina să fie admise în NATO în ciuda protestelor Rusiei. Pe 21 aprilie 2008, Georgia a acuzat Rusia că i-a doborât o dronă deasupra Abhaziei. Rusia a trimis trupe în Abhazia pentru a „aduce ordine”. Conform investigației ONU, drona respectivă a fost doborâtă de un proiectil tras de un avion de vânătoare rus. Rusia a trimis în mai sute de trupe în Abhazia sub pretextul de a le repara căile ferate. Pe 7-8 august, Președintele Georgiei, Mihail Saakașvili a trimis ca răspuns trupe militare în Osetia de Sud. Rusia a răspuns prin aducerea trupelor la granița și bombardamente aeriene în Osetia de Sud. 
Pe 8 august, SUA, Regatul Unit al Marii Britanii și NATO au cerut încetarea focului dintre Rusia și Georgia, iar o delegație UE și diplomații SUA s-au dus în Georgia pentru a preveni escaladarea tensiunilor. Tancurile ruse au avansat în interiorul Georgiei, ajungând până la orașul Gori. Pe 12 august, președintele Rusiei, Dimitri Medvedev a acceptat propunerile de pace ale occidentalilor și planul mediatorului, președintele francez Nicolas Sarkozy. 
Pe 15-16 august, Saakashvili și Medvedev au semnat un acord de pace cu Rusia. Pe 22 august, Rusia a retras parțial trupele din Georgia, dar și-a menținut trupele în teritoriile disputate ale Abhaziei și Osetiei de Sud. Pe 26 august, Medvedev a semnat ordinul pentru recunoașterea independenței Osetiei de Sud și Abhaziei. 
Președintele american George W. Bush a lansat o declarație, prin care spunea că „ Statele Unite condamnă decizia președintelui rus de a recunoaște regiuni ale Georgiei drept state independente și că integritatea teritorială și granițele Georgiei trebuiesc respectate de către Rusia și oricare țară.” 
Problema a rămas nerezolvată. Între timp, Rusia a instalat baze militare în Osetia de Sud și Abhazia.
Relațiile dintre NATO și Rusia s-au deteriorat pentru prima dată de după războiul rece.

#### Crearea BRICS (2010)

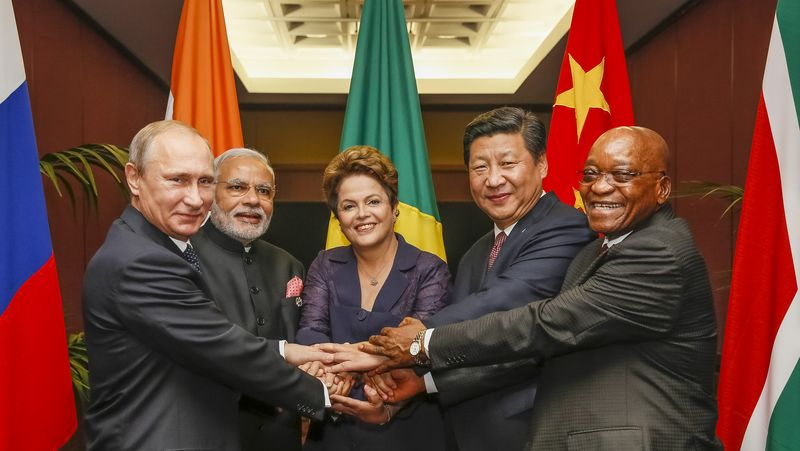
Liderii BRICS în 2012

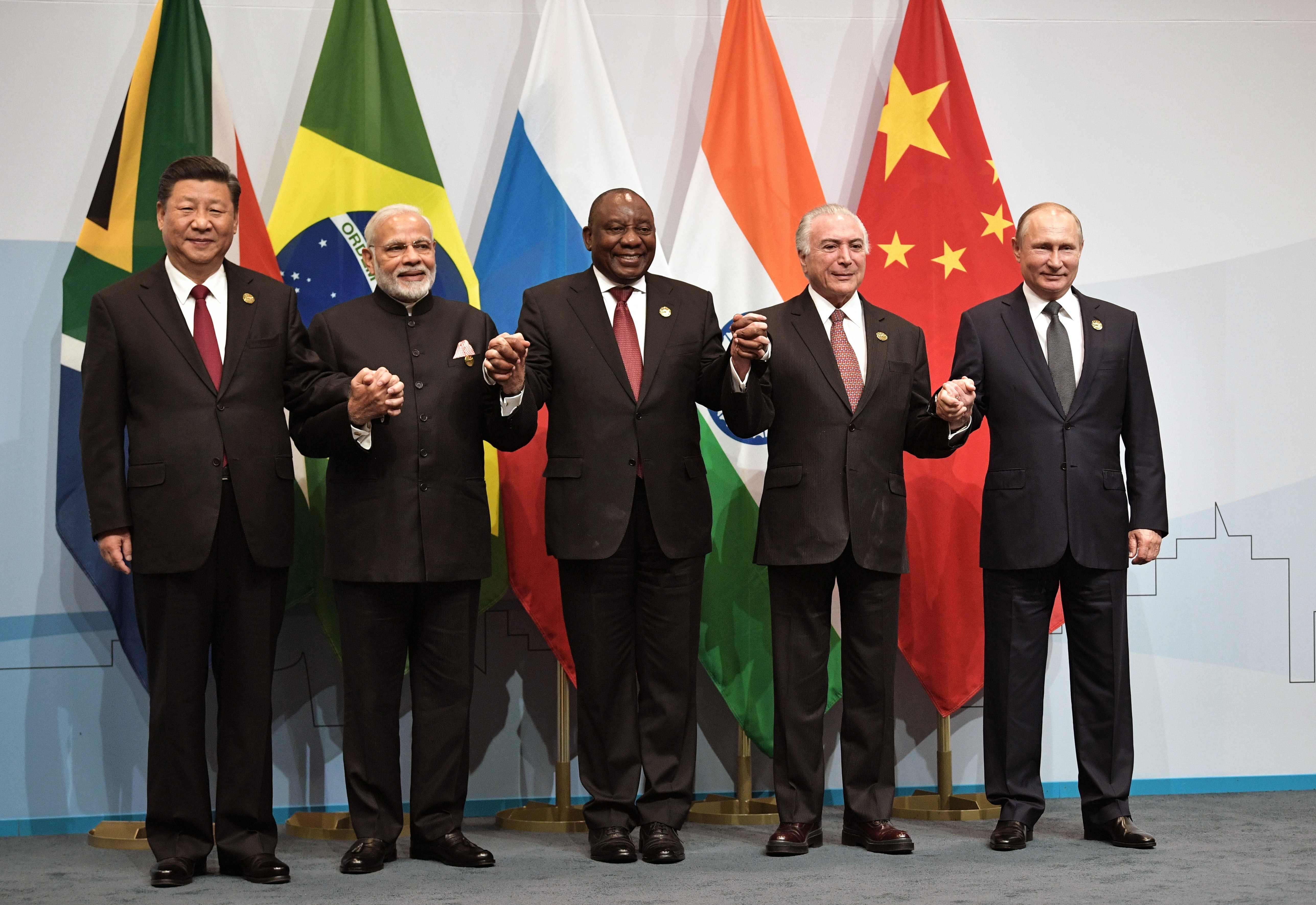
Summitul BRICS în 2018

Ca răspuns la avansul economic al SUA și UE și pentru a combate supremația dolarului, Brazilia, Rusia, India și China au creat un forum economic comun - BRIC în 2006-2010. 
Primul summit formal al BRIC la Yekaterinburg pe 16 iunie 2009, venind Luiz Inácio Lula da Silva (președintele Braziliei), Dmitri Medvedev (președintele Rusiei), Manmohan Singh (premierul Indiei) și Hu Jintao (președintele Chinei). Aceștia au menținut discuții privind dezvoltarea economică globală, reforma financiară, cooperare economică și implicarea în afacerile globale. 
După summit, membrii BRIC au anunțat că vor crea o nouă moneda globală de rezervă, care ar putea fi diversă, stabilă și previzibilă față de supremația dolarului american.
În 2010, Africa de Sud, prezidată de Jacob Zuma, a aderat la BRIC, numele organizației fiind schimbat în BRICS, cu "S" de la Africa de Sud. 
În 2011, BRICS a devenit o organizație internațională independența comercială, politică și culturală, având intenția de a concura Fondul Monetar Internațional. 
S-au creat pe parcurs noi instituții financiare: Nouă Bancă de Dezvoltare, Aranjament de Rezervă Contingentă și Sistemul de plăți propriu.

#### 2012-2014: Relațiile dintre Occident si Rusia sub Vladimir Putin la cel de-al treilea mandat

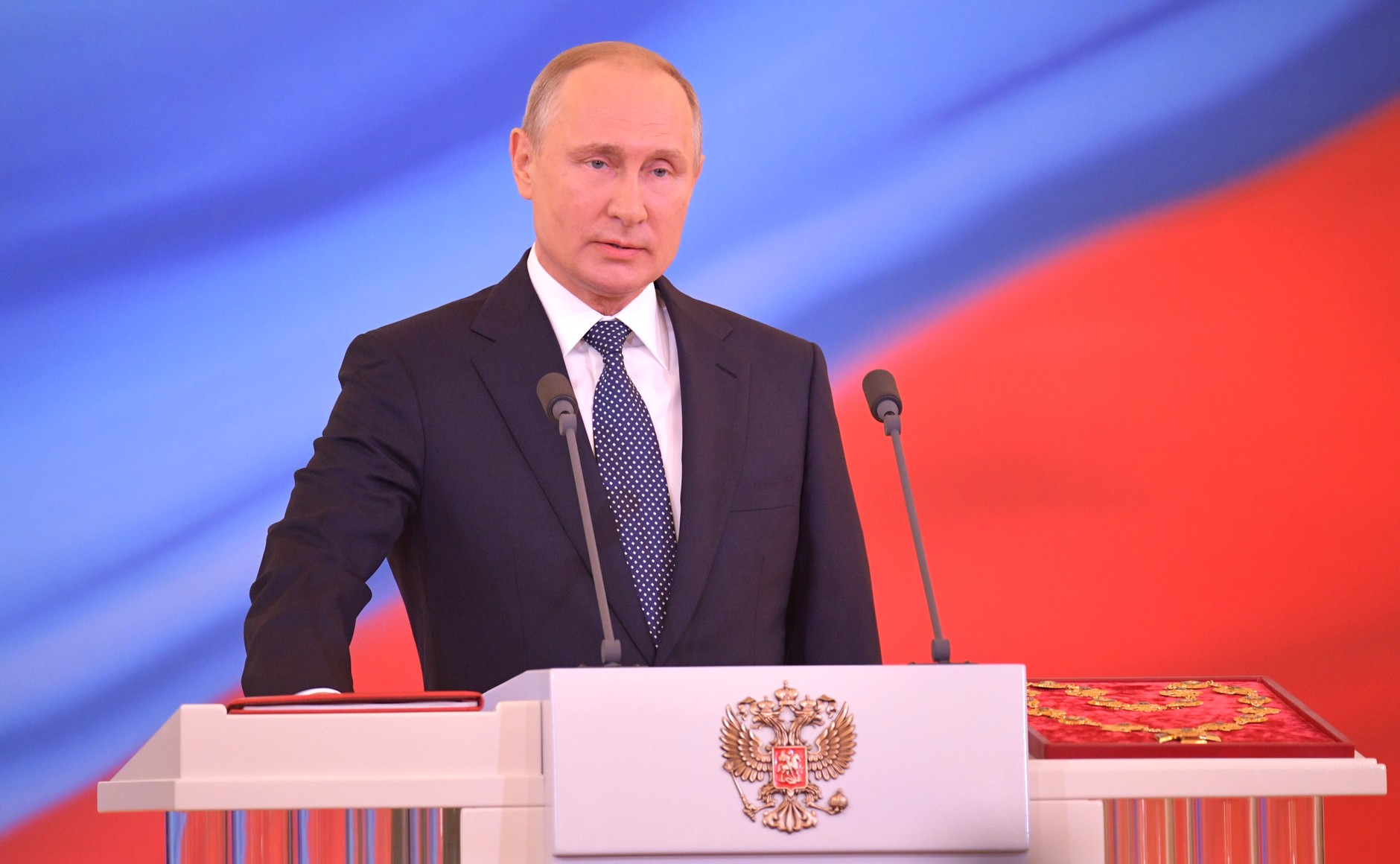
Discursul de inaugurare al lui Vladimir Putin

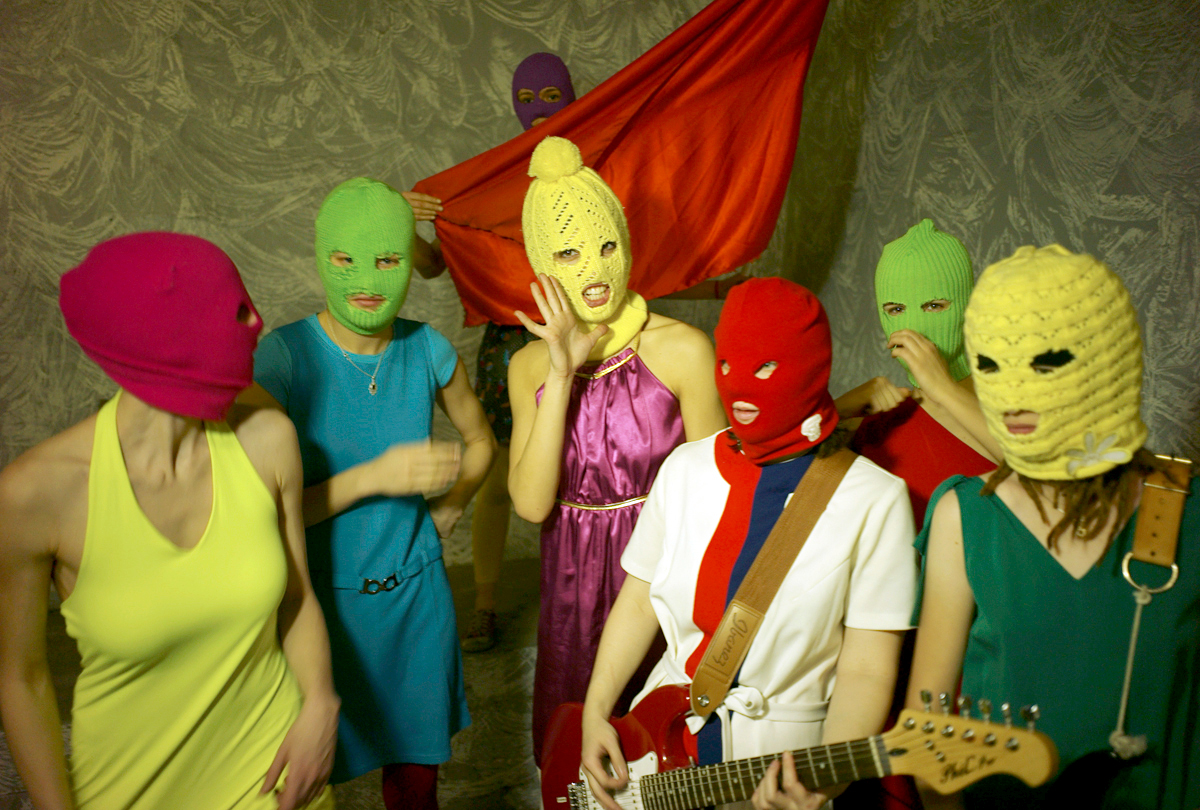
Formatia Pussy Riot

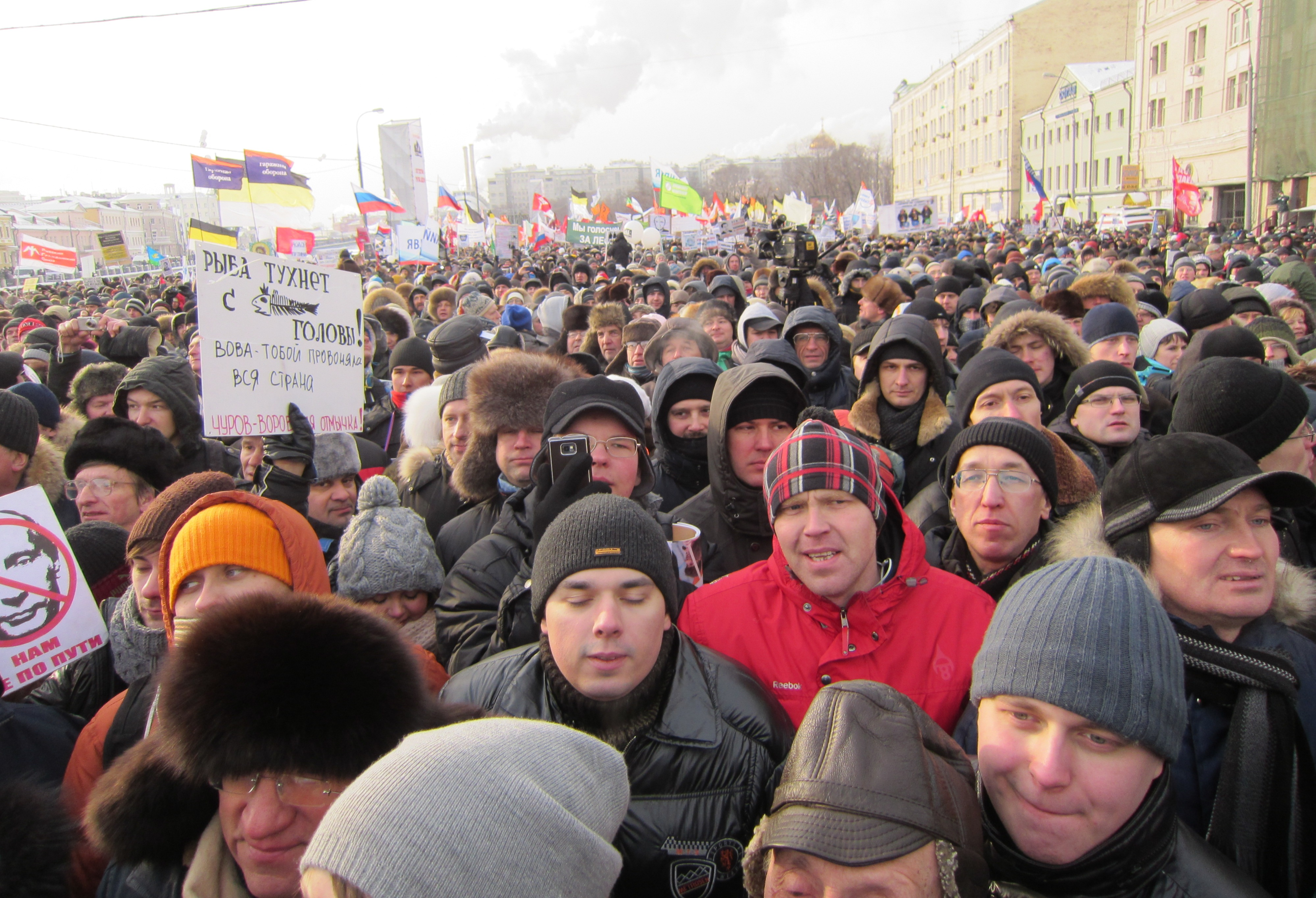
Proteste împotriva lui Putin

În 2012, Vladimir Putin revine la președinție, fiind reales pentru cel de-al treilea mandat, iar fostul președinte Dmitri Medvedev care a refuzat să mai candideze pentru un nou mandat este numit premier din nou.
Acesta a devenit mai autoritar față de mandatele precedente, promulgând legi anti-LGBT și anti-pedofilie sau implementând măsuri care au cenzurat internetul, precum și pedepse mai aspre pentru cetățenii ruși care îi critică regimul.
În martie 2012, două membre al formației punk rock Pussy Riot, Nadejda Tolokonnikova și Maria Aliohina au fost arestate pentru huliganism, critica față de Biserica Ortodoxă Rusă și regimul lui Putin. Pussy Riot militează pentru respectarea drepturilor femeilor și homosexualilor. O a treia membră, Ekaterina Samutsevici, a fost arestată pentru huliganism. Toate cele trei au fost puse sub acuzația de „huliganism cu motivație de ura religioasă” și au primit fiecare doi ani de închisoare. Cele trei au fost eliberate ulterior până în 2013 după o serie de proteste și presiuni internaționale.
Putin a reînceput politica de înarmare a Rusiei și a demarat programe pentru dezvoltare economică, educație, domeniul imobiliar, locuri de muncă, domeniul energetic, industria de apărare. Zeci de mii de ruși au protestat împotriva regimului sau datorită încălcării drepturilor omului, lăsându-se cu sute de arestări. 
Suporterii lui Putin organizau contra-proteste la care au venit peste 100.000 de participanți. 
Putin a declarat într-un discurs ținut la Jocurile Olimpice de Iarnă de la Soci, că interzice propaganda privind homosexualitatea, negând însă că homosexualii sunt supuși discriminării în Rusia.
Între timp, în Siria s-a petrecut atacul chimic din Ghouta, iar președintele sirian, Bashar al-Assad, aliatul lui Putin, fiind acuzat de comiterea acestuia. Administrația Obama l-a învinuit formal pe Assad pentru incident și a cerut aprobare de la Congresul American pentru intervenție. Obama avea apoi suportul Marii Britanii și al Franței pentru atacarea Siriei. Secretarul Apărării, Chuck Hagel, a aprobat planul prin a bombarda fabricile și depozitele de arme chimice din Siria ale regimului cu rachete de croazieră Tomahawk. Pe 11 septembrie 2013, în urma presiunilor și negocierilor cu președintele Federației Ruse, Vladimir Putin, Obama a anulat orice intenție militară, fiind asigurat că Rusia va supraveghea distrugerea armelor chimice de către regimul sirian. Decizia lui Barack Obama de a lăsa Siria nepedepsită a atras un val de critici de la elitele americane și aliații săi în detrimentul credibilității internaționale al Americii.

## Începuturile celui de-al doilea război rece (2014-2017)

### Criza din Ucraina

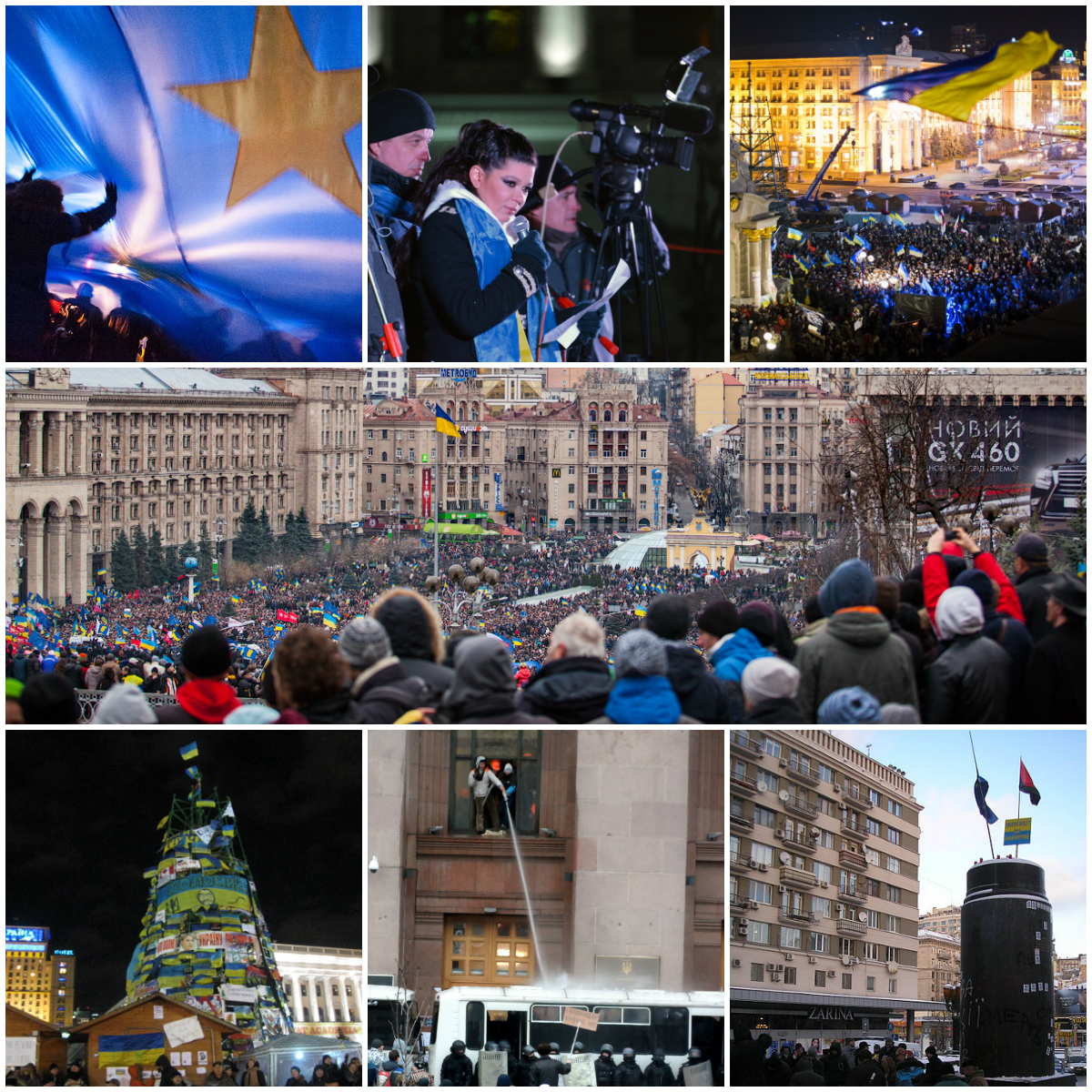
Euromaidanul din 2014

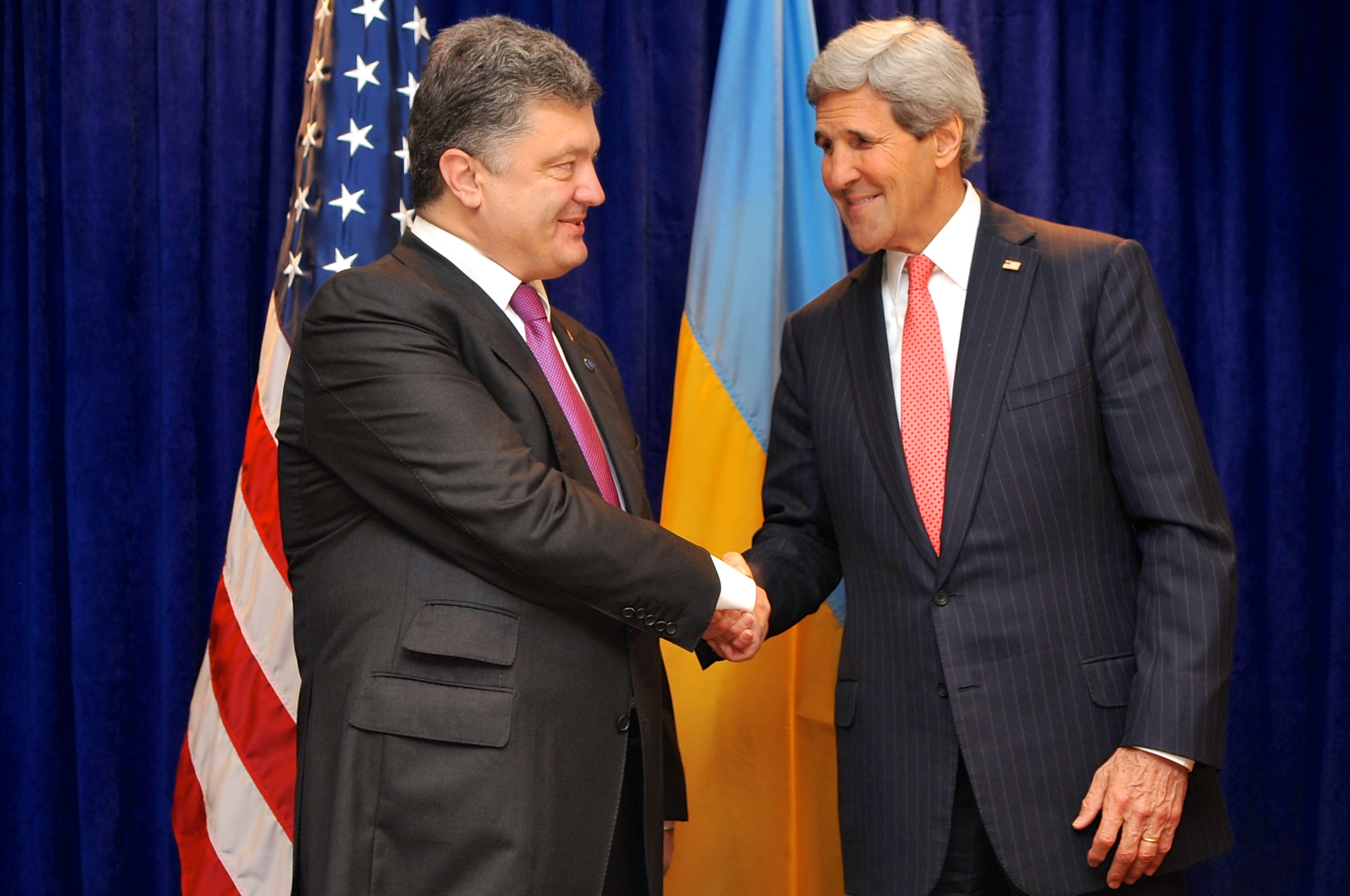
Secretarul de stat american Kerry se întâlnește cu noul presedinte ales al Ucrainei, Poroșenko

Ucraina a devenit agitată de tulburări atunci când președintele Viktor Ianukovici a refuzat să semneze un acord de asociere cu Uniunea Europeană la 21 noiembrie 2013. O mișcare politică organizată cunoscută sub numele de „Euromaidan” a cerut legături mai strânse cu Uniunea Europeană și demisia lui Ianukovici. Această mișcare a avut în cele din urmă succes, care a culminat în februarie 2014 cu o revoluție ce l-a determinat pe Ianukovici și guvernul său să demisioneze. Petro Poroșenko, liberal pro-european, a fost ales drept noul președinte al Ucrainei după alegerile anticipate.
În urma plecării președintelui Ianukovici la 23 februarie 2014, în regiunea Crimeea cu populație predominant rusă și activiști anti-revoluție au izbucnit proteste pro-ruse. Acestea au fost urmate de demonstrații în orașe din estul și sudul Ucrainei, inclusiv Donețk, Lugansk, Harkov și Odessa.
Începând cu 26 februarie 2014, separatiști pro-ruși înarmați au început să preia peninsula, provocând proteste. Rusia a declarat inițial că acești militanți în Ucraina erau „forțe locale de apărare”. Cu toate acestea, ei au recunoscut mai târziu că aceștia erau, de fapt, soldați ruși fără însemne, confirmând rapoartele la fața locului despre o incursiune rusească în Ucraina. Până la 27 februarie, clădirea parlamentului din Crimeea a fost preluată de forțele rusești. Au fost ridicate steaguri rusești deasupra acestor clădiri, iar un guvern pro-rus autodeclarat a declarat că va organiza un referendum asupra independenței față de Ucraina.
Pe 18 martie 2014, președintele Rusiei Vladimir Putin a inițiat procedura de alipire a Crimeei, înștiințând guvernul, Duma de Stat și Consiliul Federației despre propunerea Consiliului de Stat al Crimeei și a Adunării legislative a Sevastopolului cu privire la primirea lor în Federația Rusă și formarea de noi subiecte federale. După care Vladimir Putin a remis către parlament legea cu privire la primirea Crimeei și Sevatopolului în Federația Rusă, țînând un discurs⁠ în fața Adunării Federale a Rusiei. Apoi a urmat semnarea acordului „interstatal” cu privire la primirea Republicii Crimeea în Federația Rusă, în conformitate cu care în Federația Rusă s-au format noi subiecte — Republica Crimeea și orașul de importanță federală Sevastopol.
În urma referendumului nerecunoscut la nivel internațional, care a avut loc la 16 martie 2014, Rusia a anexat Crimeea la 18 martie 2014, care este o zona majoritar rusească, populația fiind compusă din 58,32 % ruși, 24,32 % ucraineni și 12,03 % tătari și o zonă cu mare importanță socio-economică pentru Rusia.

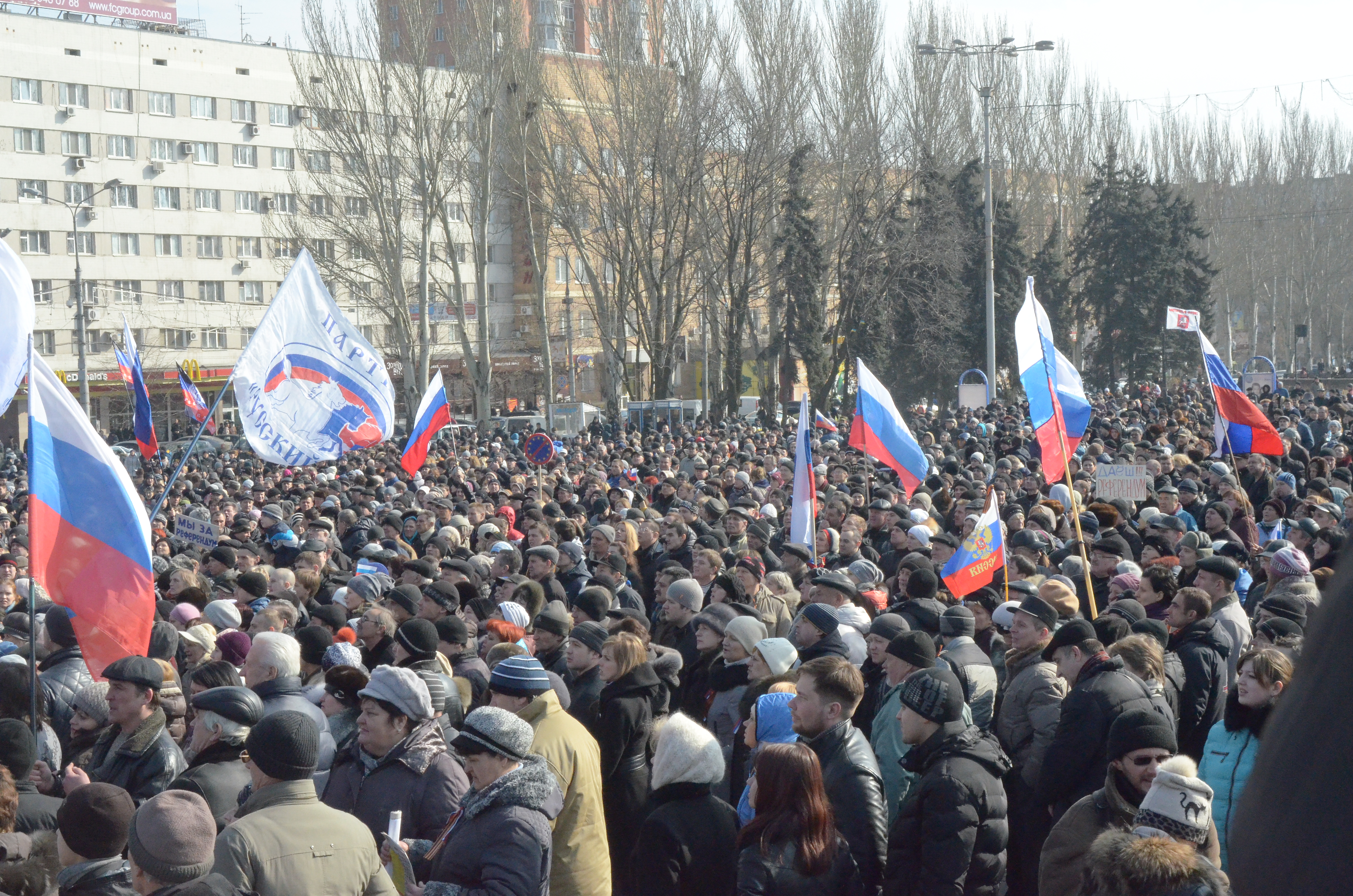
Demonstratii pro-ruse

De la începutul lunii martie 2014, au avut loc demonstrații ale grupurilor pro-ruse și antiguvernamentale în regiunile Donetsk și Luhansk din Ucraina, denumite împreună "Donbass", în urmă revoluției ucrainene din 2014 și a mișcării Euromaidan. Aceste demonstrații, care au urmat anexarea Crimeea de către Federația Rusă, și care făceau parte dintr - un grup mai mare de concurente protestelor pro-rusești pe sudul și estul Ucrainei, a escaladat într - un conflict armat între forțele separatiste ale a Donetsk și Republica Populară Luhansk(respectiv, DPR și LPR) și guvernul ucrainean. Înainte de schimbarea conducerii de varf în august 2014, separatiștii au fost conduși în mare parte de cetățeni ruși. Se precizează că paramilitarii ruși reprezintă între 5 % și 20 % dintre combatanți.

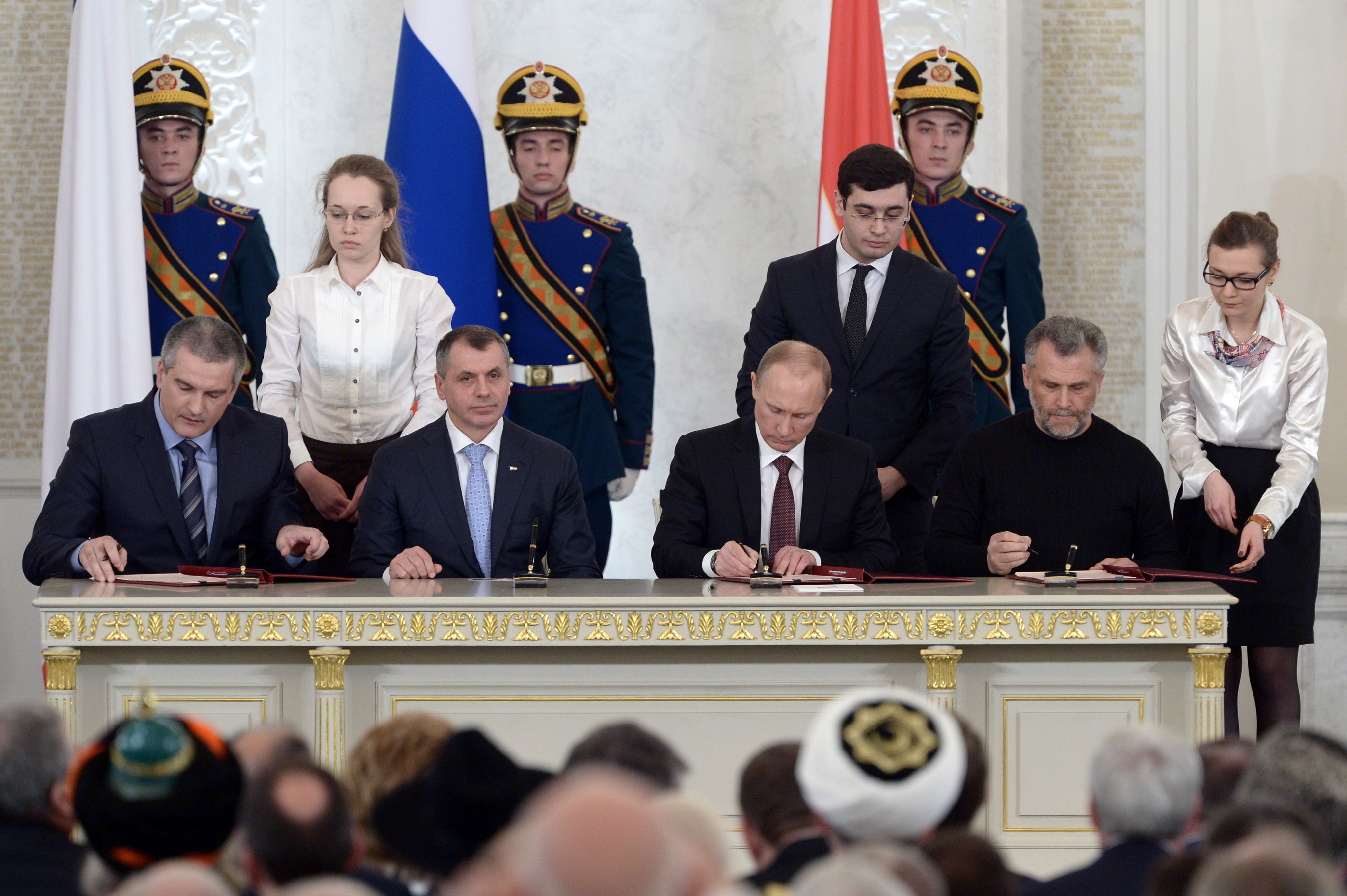
Putin, Vladimir Konstantinov, Serghei Aksionov si Alexei Cialîi semnează separarea Crimeii de Ucraina și crearea acesteia ca republică autonomă

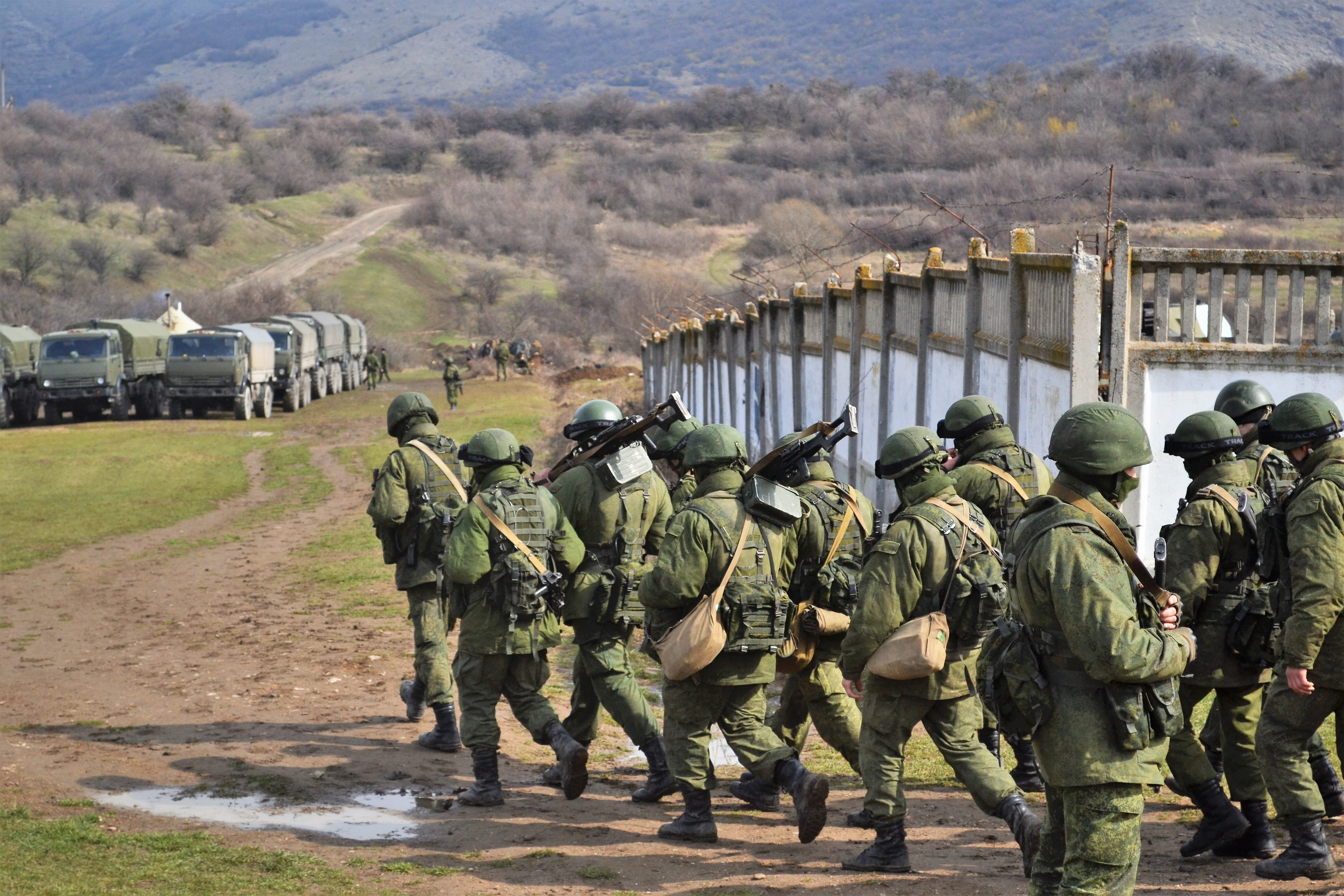
Trupe rusești nelegitimate

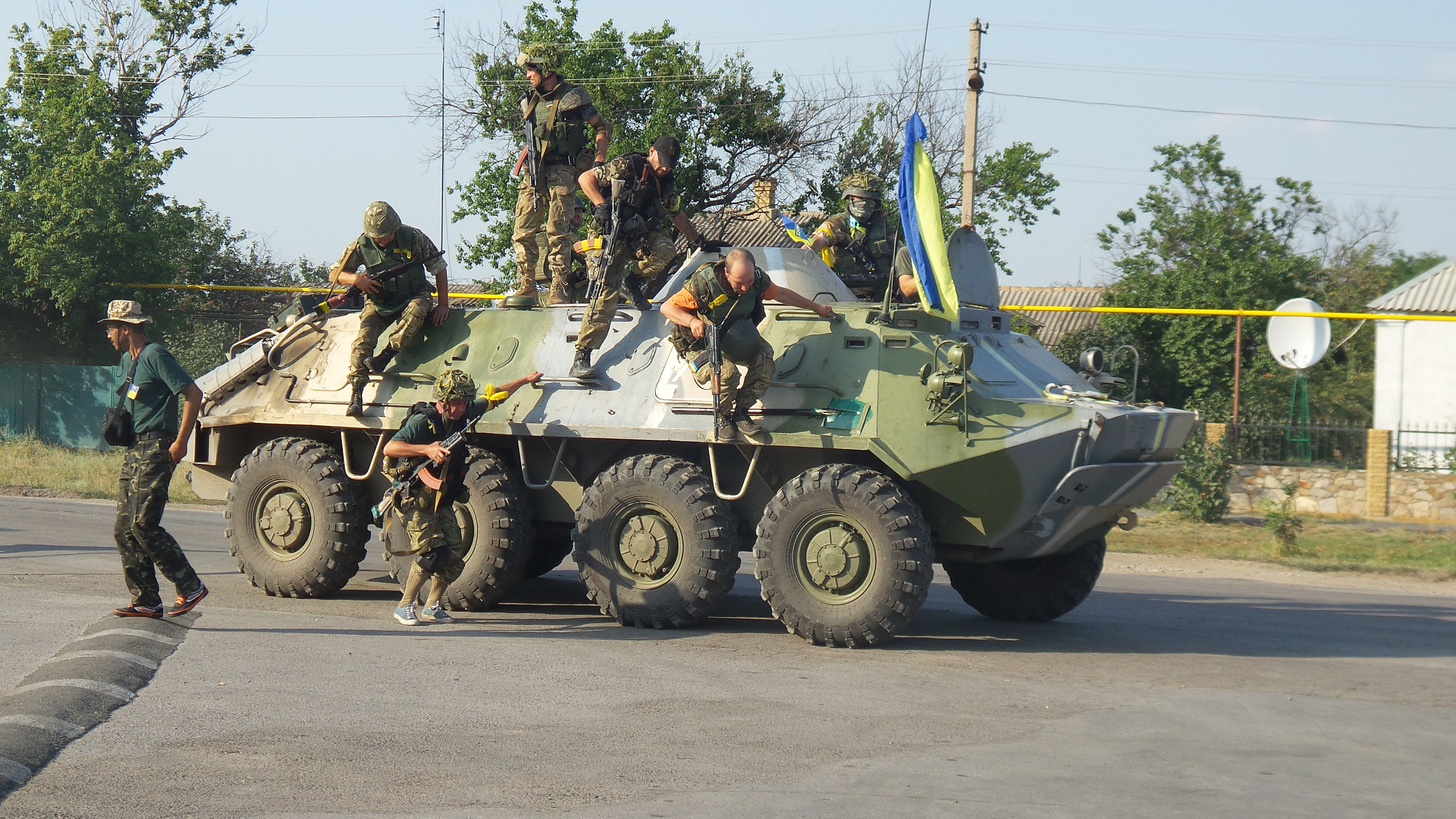
Tanc ucrainean în Donețk

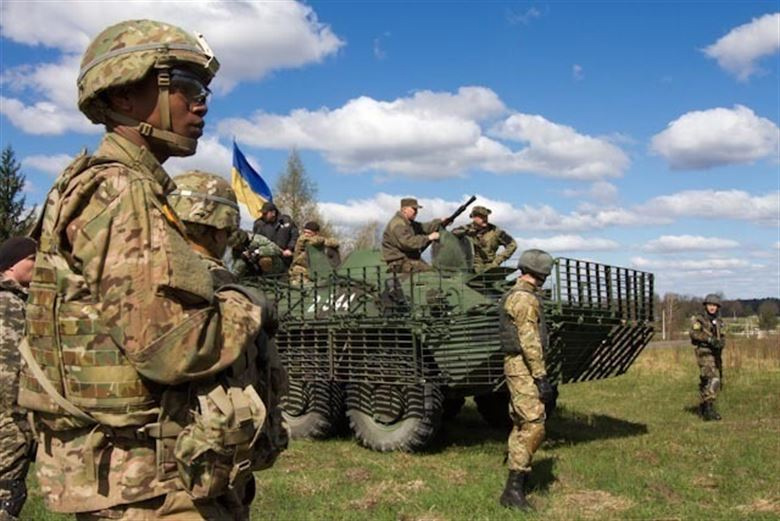
Soldați americani din brigada aerienă 173 și soldati din batalionul întâi al gărzii naționale ucrainene

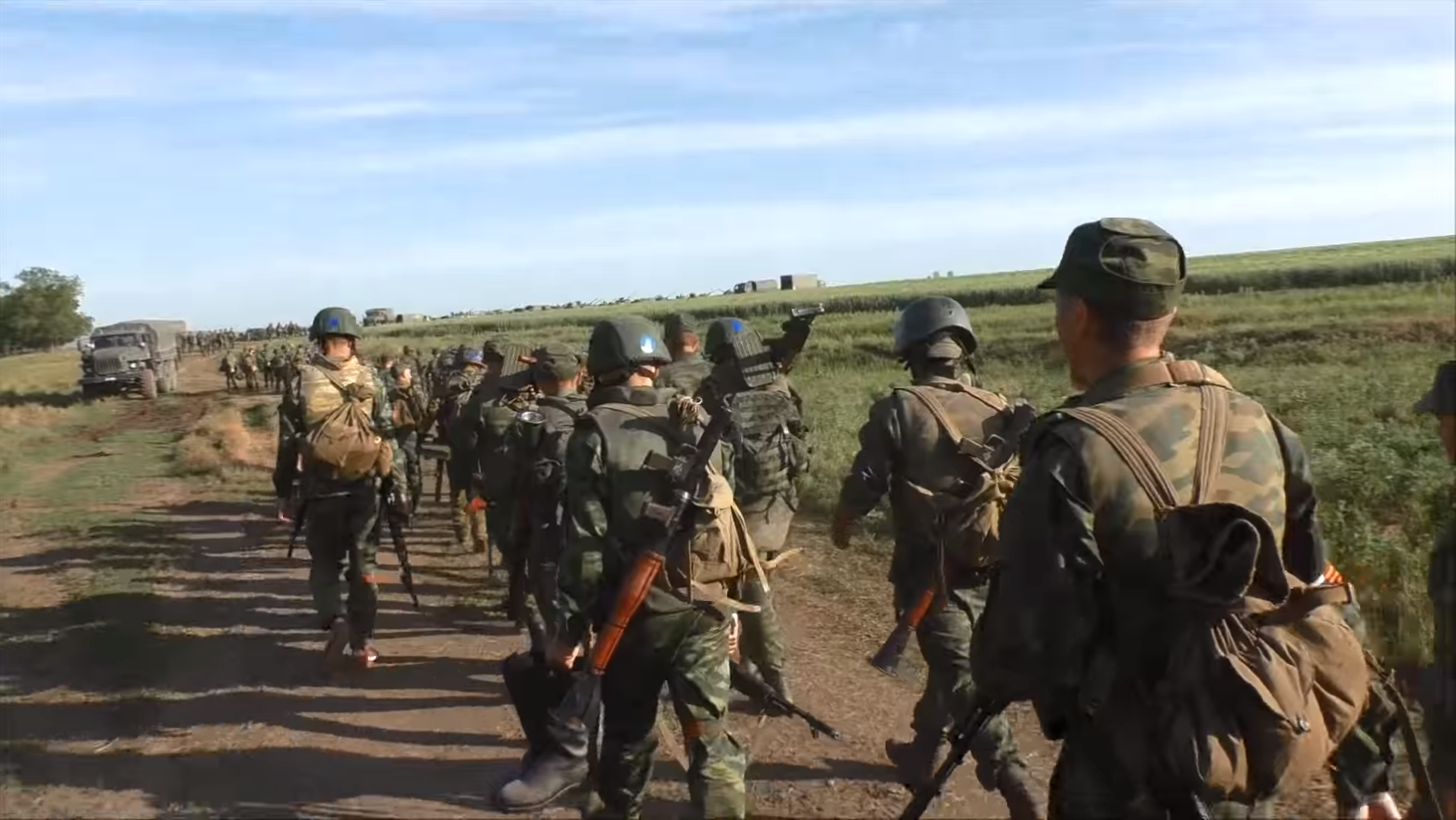
Trupele separatiste din batalionul Viking

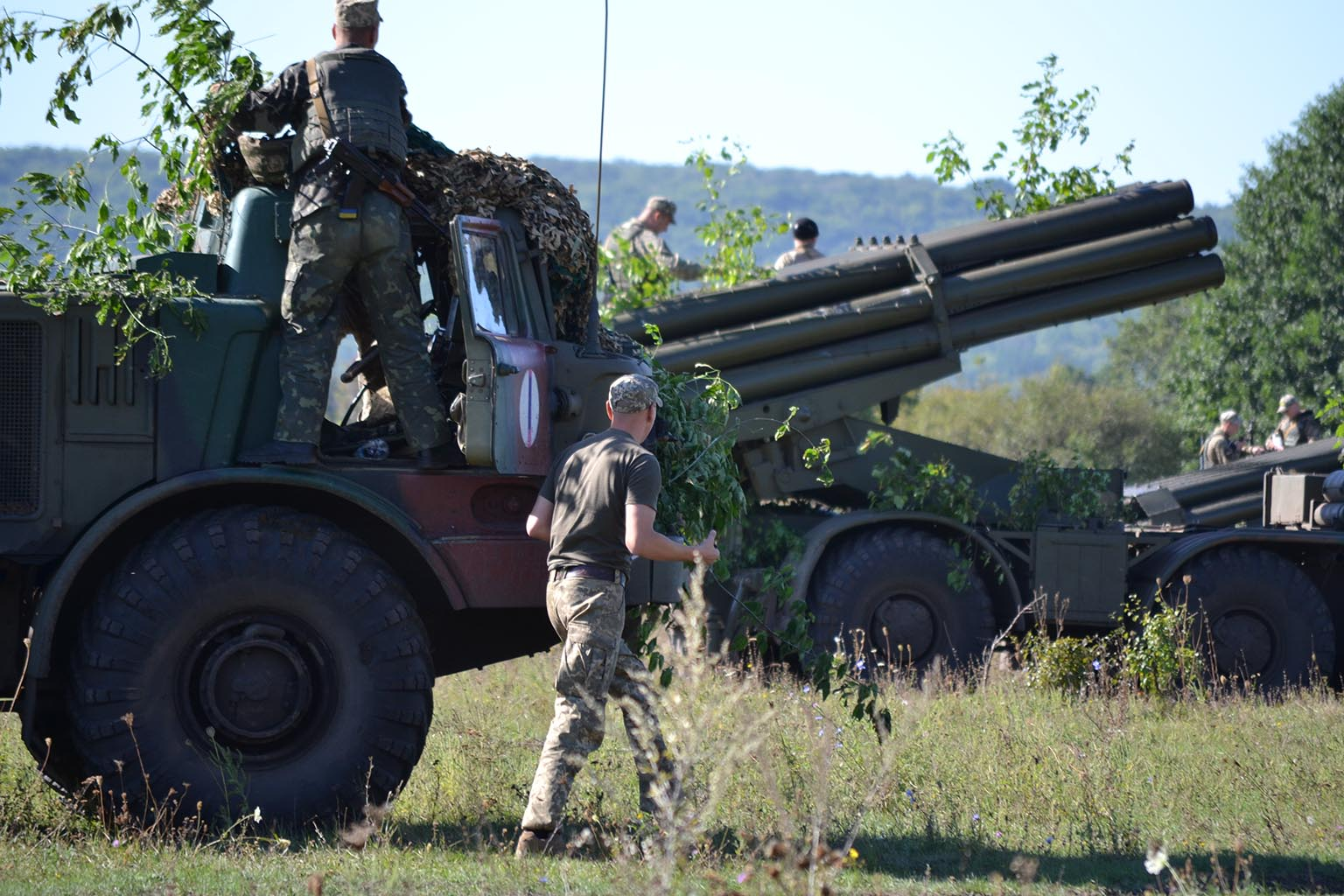
Artilerie ucraineană

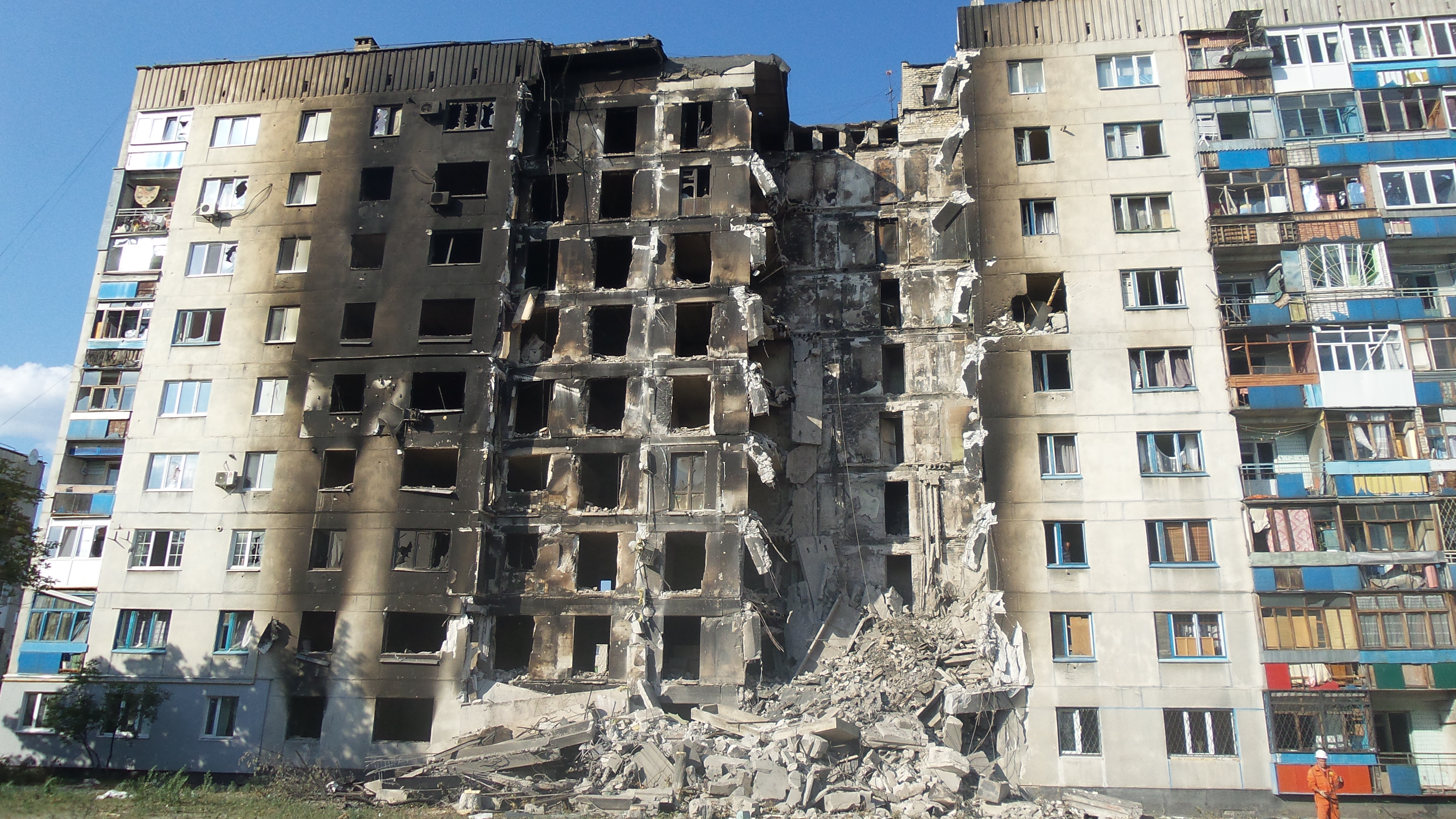
Clădire distrusă din Lîsîceansk

Pe 17 iulie 2014, Zborul 17 al Malaysia Airlines (MH17/MAS17) de la Amsterdam (Olanda) la Kuala Lumpur (Malaezia) s-a prăbușit în apropiere de Hrabove, regiunea Donețk, Ucraina, la aproximativ 40 de kilometri de frontiera Ucrainei cu Rusia. Avionul, un Boeing 777-200ER, transporta 283 de pasageri și 15 membri ai echipajului. A fost al doilea incident al Malaysia Airlines în ultimele cinci luni, în urma dispariției zborului 370 de la începutul lunii martie 2014. Conform rapoartelor inițiale, guvernul ucrainean a sugerat că avionul a fost doborât la o altitudine de 10.000 de metri de către tiruri ale unui sistem de rachete antiaeriene Buk lansate de teroriști ai așa numitei Republici Populare Donețk. Mai multe companii aeriene au declarat că vor evita ruta aeronavei doborâte. Lufthansa, Virgin Atlantic, KLM, British Airways, Aeroflot (Rusia), Air France și alții au declarat că nu își vor mai trimite avioanele prin spațiul aerian din estul Ucrainei.
Între 22 și 25 august 2014, artileria rusă, personalul militar de trupe nelegitimate sau ceea ce a numit Rusia drept un „convoi umanitar” au fost trimise la frontiera cu teritoriul ucrainean fără permisiunea guvernului ucrainean. Se spune că trecerile au avut loc atât în zone aflate sub controlul forțelor pro-ruse, cât și în zonele care nu erau sub controlul lor, cum ar fi partea de sud-est a regiunii Donetsk, în apropiere de Novoazovsk. Șeful Serviciului de Securitate al Ucrainei Valentin Nalivaicenko a declarat că evenimentele din 22 august au fost „o invazie directă a Rusiei în Ucraina”. Oficialii occidentali și ucraineni au descris aceste evenimente ca o „invazie pe furiș” a Ucrainei de către Rusia. Ca urmare, insurgenții DPR și LPR au recăpătat o mare parte din teritoriul pe care l-au pierdut în timpul ofensivei guvernamentale anterioare. La 5 septembrie 2014, Rusia și Ucraina au semnat un acord de încetare a focului, numit Protocolul de la Minsk. Cu toate acestea au avut loc încălcări comune. În timpul solidificării liniei dintre teritoriul insurgent și ucrainean în timpul armistițiului, iar luptătorii ucraineni au preluat controlul asupra terenurilor insurgenților, ducând la o destabilizare ulterioară. Armistițiul a fost complet anulat în ianuarie 2015. În zona conflictului s-au reluat lupte grele, inclusiv la Aeroportul Internațional Donetsk și Debaltseve. Un nou acord de încetare a focului, numit Minsk II, a fost semnat la 12 februarie 2015.
Imediat după semnarea acordului, forțele separatiste au lansat o ofensivă asupra orașului Debaltseve și au forțat forțele ucrainene să se retragă din acesta. În lunile care au urmat după căderea orașului Debaltseve, au continuat confruntările minore de-a lungul liniei, însă nu s-au produs schimbări teritoriale. Această stare de impas a dus la „conflict înghețat”, zona a rămas una de război, cu zeci de soldați și civili uciși în fiecare lună. În 2017, în medie, un soldat ucrainean a murit în luptă la fiecare trei zile. De la începutul conflictului au existat mai mult de zece armistiții, fiecare destinată să funcționeze pe o perioadă nedeterminată, însă niciuna nu a oprit violența. Cea mai recentă încetare a focului a început la 29 august 2018.
Pe 25 noiembrie 2018, navele ucrainene Berdiansk, Nikpol și Yani Kapu au intrat în strâmtoarea Kerci, care face legătura între Marea Neagră și Marea Azov, indreptandu-se spre portul Mariupol, aflat într-o regiune de conflict.
Navele ucrainene nu ar fi răspuns la „solicitările legale” ale navelor autorităților ruse, care le-au cerut să se oprească, și au facut manevre. 
Forțele speciale ruse au capturat aceste trei nave, evocând „informații potrivit cărora doi marinari ucraineni au fost răniți”. Forțele navale ucrainene au acuzat Rusia că a deschis focul asupra navelor lor.
Președintele ucrainean Petro Poroșenko a convocat de urgență cabinetul de război, după ce Rusia a deschis focul și a confiscat trei nave militare care aparțin Ucrainei. UE și NATO au făcut apel la o dezescaladare urgentă a situației.

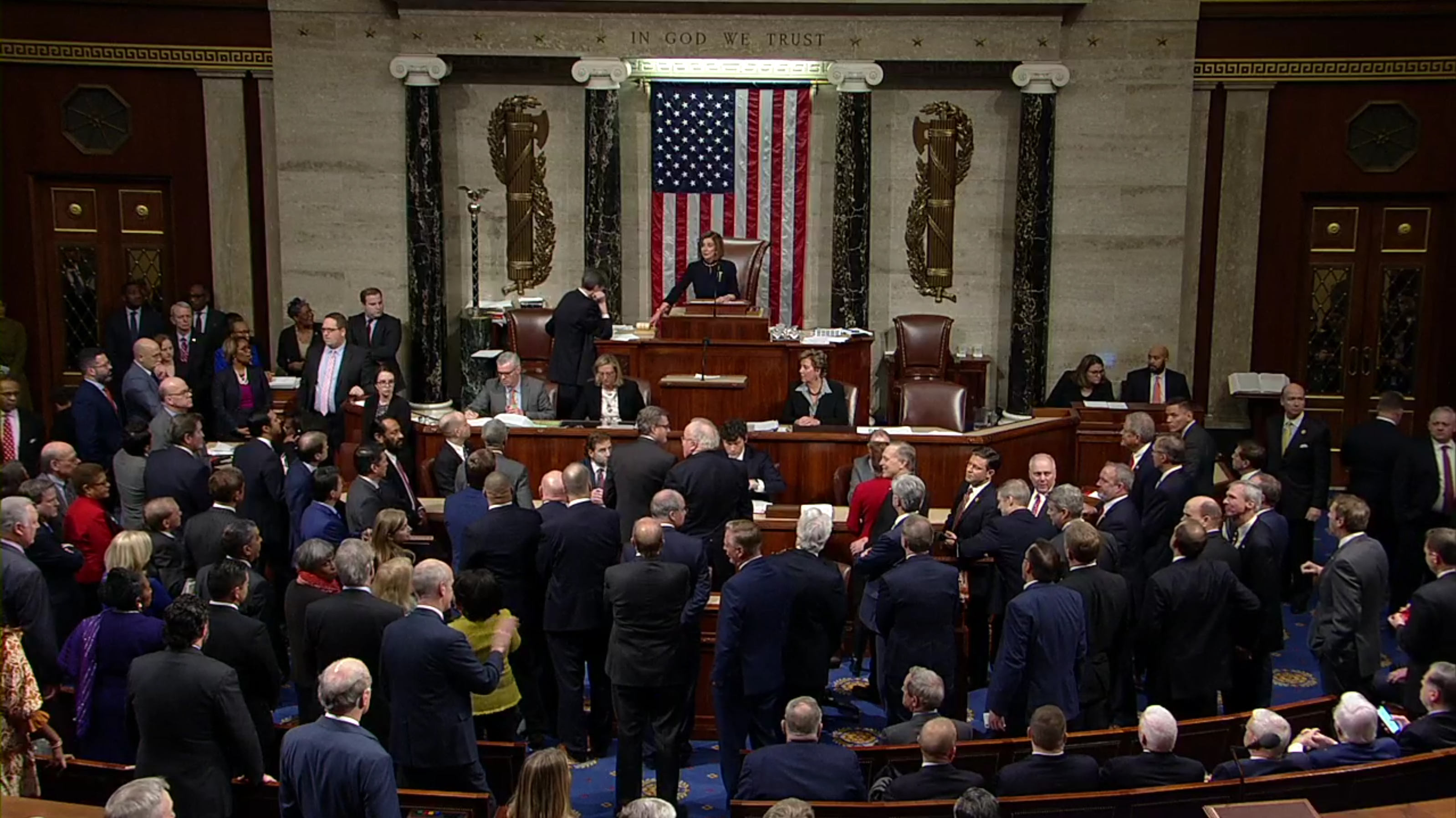
Casa Reprezentantilor adoptă articolul pentru demiterea lui Donald Trump

In august 2019, Donald Trump intr-o convorbire telefonică și înregistrată, l-a șantajat pe președintele Ucrainei, Volodimir Zelenski, că daca nu-i va oferi informații despre afacerile corupte ale lui Joe Biden și ale fiului său Hunter Biden din Ucraina, va retrage sprijinul NATO acordat Ucrainei. 
La aflarea acesteia, democrații din Camera Reprezentantilor a Congresului american au inițiat un proces de punere sub acuzare și suspendare a președintelui Donald Trump pentru abuz de putere în decembrie 2019, dar acesta a fost salvat de Senat, dominat în majoritate de republicani în februarie 2020.

### Sancțiuni și Tensiuni

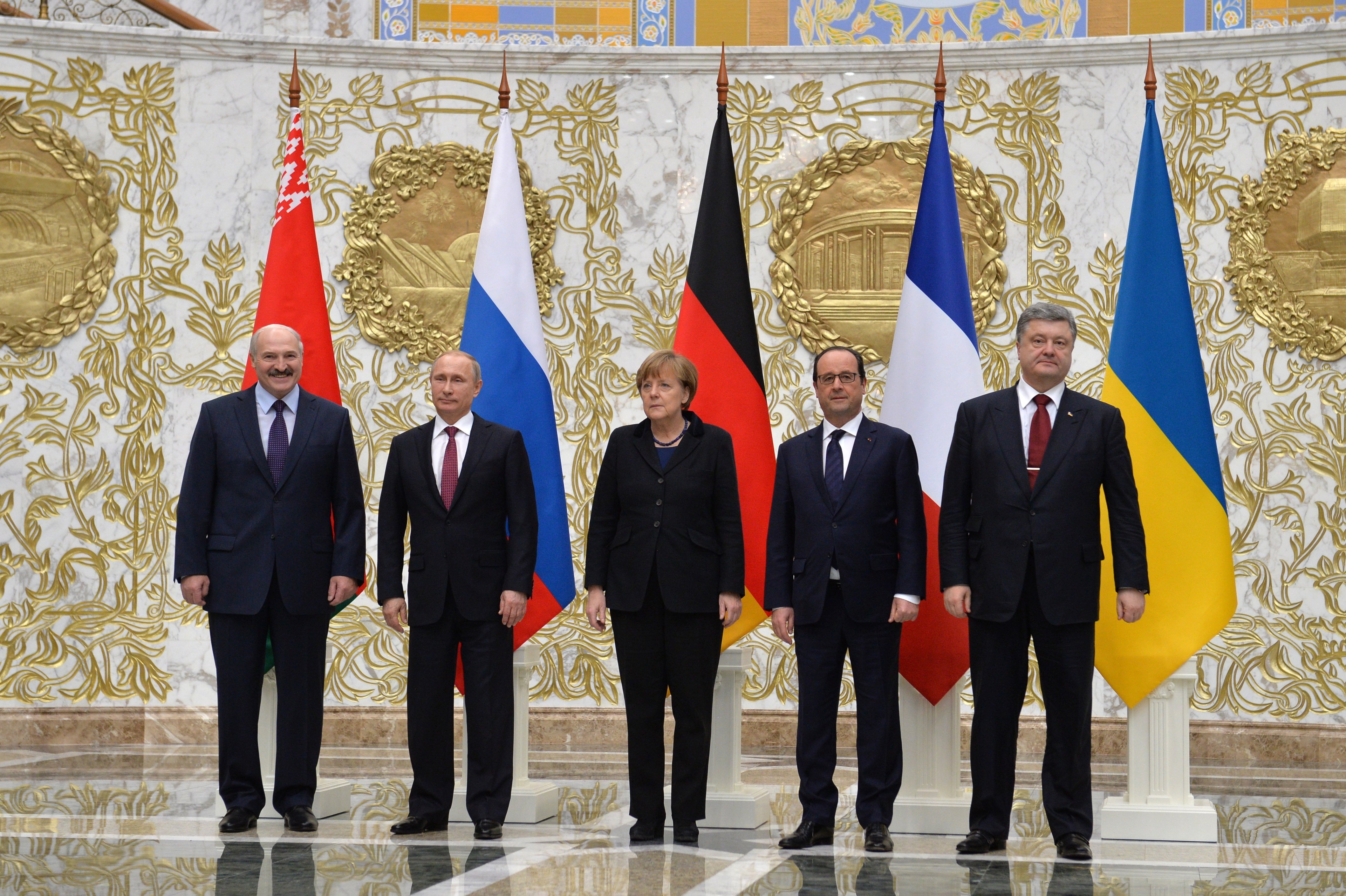
Acordul de la Minsk

Ca răspuns la anexarea Crimeei de către Federația Rusă, unele guverne și organizații internaționale, conduse de Statele Unite, Uniunea Europeană, Australia, Norvegia, Canada, Japonia, Albania, Islanda Muntenegru și Ucraina au impus sancțiuni persoanelor fizice și întreprinderilor rusești. Barack Obama a emis ordinul executiv pentru sanctionarea persoanelor ce contribuiau la amploarea crizei din Ucraina. Pe măsură ce tulburările s-au extins în alte părți ale Ucrainei de Est și din regiunea Donbass, sfera sancțiunilor a crescut. În ansamblu, au fost impuse trei tipuri de sancțiuni: interzicerea furnizării de tehnologie pentru explorarea petrolului și a gazelor, interzicerea acordării de credite companiilor petroliere rusești și băncilor de stat, restricții de călătorie asupra cetățenilor ruși influenți apropiați de președinte și implicați în anexarea Crimeei. Guvernul rus a răspuns cu sancțiuni împotriva unor indivizi canadieni și americani și, în august 2014, cu interzicerea totală a importurilor de alimente din Uniunea Europeană, Statele Unite, Norvegia, Canada și Australia.
La 28 aprilie, Statele Unite au impus o interdicție asupra tranzacțiilor comerciale pe teritoriul său a șapte funcționari ruși, printre care Igor Sechin, președintele executiv al companiei petroliere de stat Rosneft și altor 17 companii rusești. În aceeași zi, UE a emis interdicții de călătorie împotriva a încă 15 persoane.
Ca răspuns la războiul din Donbass, pe 17 iulie 2014, Statele Unite au extins interdicția de tranzacționare la două mari companii rusești de energie, Rosneft și Novatek, și la două bănci, Gazprombank și Vnesheconombank. La 25 iulie, UE a extins în mod oficial sancțiunile sale la 15 persoane și 18 entități. La 31 iulie 2014, UE a introdus cea de-a treia rundă de sancțiuni care a inclus un embargo asupra armelor și a materialelor conexe, precum și embargoul asupra bunurilor și tehnologiilor cu dublă utilizare destinate utilizării militare, interzicerea importurilor de arme și materiale conexe, controlul exportului de echipamente pentru industria petrolieră și o restricție privind emiterea și tranzacționarea anumitor obligațiuni, instrumente de capitaluri proprii sau instrumente financiare similare la scadență mai mare de 90 de zile (în septembrie 2014, redus la 30 de zile).
La 11 septembrie 2014, președintele american Obama a declarat că Statele Unite se vor alătura UE pentru a impune sancțiuni mai severe în sectoarele financiar, energetic și de apărare ale Rusiei. La 12 septembrie 2014, Statele Unite au impus sancțiuni celor mai mari companii petroliere ( Gazprom, Gazprom Neft, Lukoil, Surgutneftegas și Gazprom ), celei mai mari bănci din Rusia (Sberbank), un important producător de arme și de explorare arctică (Rosneft). Sberbank și Rostec aveau capacitatea limitată de a accesa piețele datoriilor americane. Sancțiunea asupra companiilor petroliere a dus la anularea cooperării cu firmele petroliere din Rusia cu privire la tehnologiile și serviciile energetice, inclusiv de către companii că Exxon Mobil Corp. și BP Plc.  
La 24 septembrie 2014, Japonia a interzis emiterea de valori mobiliare de către 5 bănci rusești (Sberbank, VTB, Gazprombank, Rosselkhozbank și banca de dezvoltare VEB) și a emis restricții privind exporturile către Rusia. 
La 18 decembrie 2014, UE a interzis unele investiții în Crimeea, oprind sprijinului pentru explorarea rusească a petrolului și a gazului din Marea Neagră și oprirea companiilor europene să cumpere bunuri imobiliare sau companii din Crimeea sau să ofere servicii turistice. La 19 decembrie 2014, președintele american Obama a impus sancțiuni asupra Crimeei ocupate de Rusia prin ordin executiv care interzice exporturile de bunuri și servicii din SUA în regiune. 
La 16 februarie 2015, UE și-a mărit lista de sancțiuni pentru a acoperi 151 de persoane și 37 de entități.În septembrie 2015, Ucraina a sancționat mai mult de 388 persoane, peste 105 companii și alte entități rusești.
Au fost unele state membre UE care s-au opus sancționării Rusiei ca Italia, Ungaria, Grecia, Franța, Cipru și Slovacia fiind printre statele cele mai sceptice în ceea ce privește sancțiunile și au cerut revizuirea sancțiunilor. Premierul maghiar Viktor Orbán a declarat că Europa "s-a împușcât în picior" prin introducerea sancțiunilor economice asupra Rusiei. Fostul prim-ministru bulgar, Boiko Borisov, a declarat: "Nu știu cum este afectată Rusia de sancțiuni, dar Bulgaria este afectată grav"; Președintele ceh Miloš Zeman și premierul slovac Robert Fico au susținut că sancțiunile ar trebui ridicate. În octombrie 2017, ministrul de externe și comerț al Ungariei, Péter Szijjártó, a adăugat că sancțiunile "au fost în totalitate nereușite deoarece Rusia nu este în genunchi din punct de vedere economic, ci mai degrabă au dăunat mult economiile noastre și, din punct de vedere politic, nu a avut niciun progres real în privința acordului de la Minsk ". 
În 2015, premierul grec Alexis Tsipras a declarat în repetate rânduri că Grecia va încerca să amelioreze legăturile dintre Rusia și UE prin intermediul instituțiilor europene. Tsipras a mai spus că Grecia nu este în favoarea sancțiunilor occidentale impuse Rusiei, adăugând că ar putea riscă începutul unui alt război rece. 
Franța și Germania s-au opus sancțiunilor. Ministrul german al economiei, Sigmar Gabriel a declarat că criză din Ucraina ar trebui să fie rezolvată prin dialog, mai degrabă decât confruntare economică, mai târziu, adăugând că consolidarea sancțiunilor anti-rusești vor „provoca o situație mai periculoasă ... în Europa ". 
Paolo Gentiloni, ministrul italian al afacerilor externe, a declarat că sancțiunile "nu sunt soluția conflictului". În ianuarie 2017, ministrul economiei elvețiene și fostul președinte al Elveției, Johann Schneider-Ammann, și-a exprimat îngrijorarea cu privire la prejudiciile cauzate de sancțiuni economiei elvețiene și și-a exprimat speranța că vor înceta în curând. 
În august 2015, grupul britanic de reflecție Bow Group a lansat un raport privind sancțiunile, solicitând eliminarea acestora. Potrivit raportului, sancțiunile au avut "consecințe negative asupra întreprinderilor europene și americane, iar dacă acestea sunt prelungite ... ele pot avea efecte și mai grave în viitor"; costul potențial al sancțiunilor pentru țările occidentale a fost estimat la peste 700 de miliarde de dolari. 
În iunie 2017, Germania și Austria, a criticat Senatul SUA peste noi sancțiuni împotriva Rusiei care vizau planificat conducta de gaz din Rusia în Germania. Statele Unite puteau astfel să pună în pericol aprovizionarea cu energie a Europei de către Rusia. Într-o declarație comună, Cancelarul Austriei, Christian Kern, și ministrul german de externe, Sigmar Gabriel, au declarat că "aprovizionarea cu energie a Europei este o problemă pentru Europa, și nu pentru Statele Unite ale Americii". De asemenea, au declarat: "Să amenințe companiile din Germania, Austria și alte state europene cu sancțiuni pe piața americană dacă participă la proiecte de gaze naturale precum Nord Stream cu Rusia". 

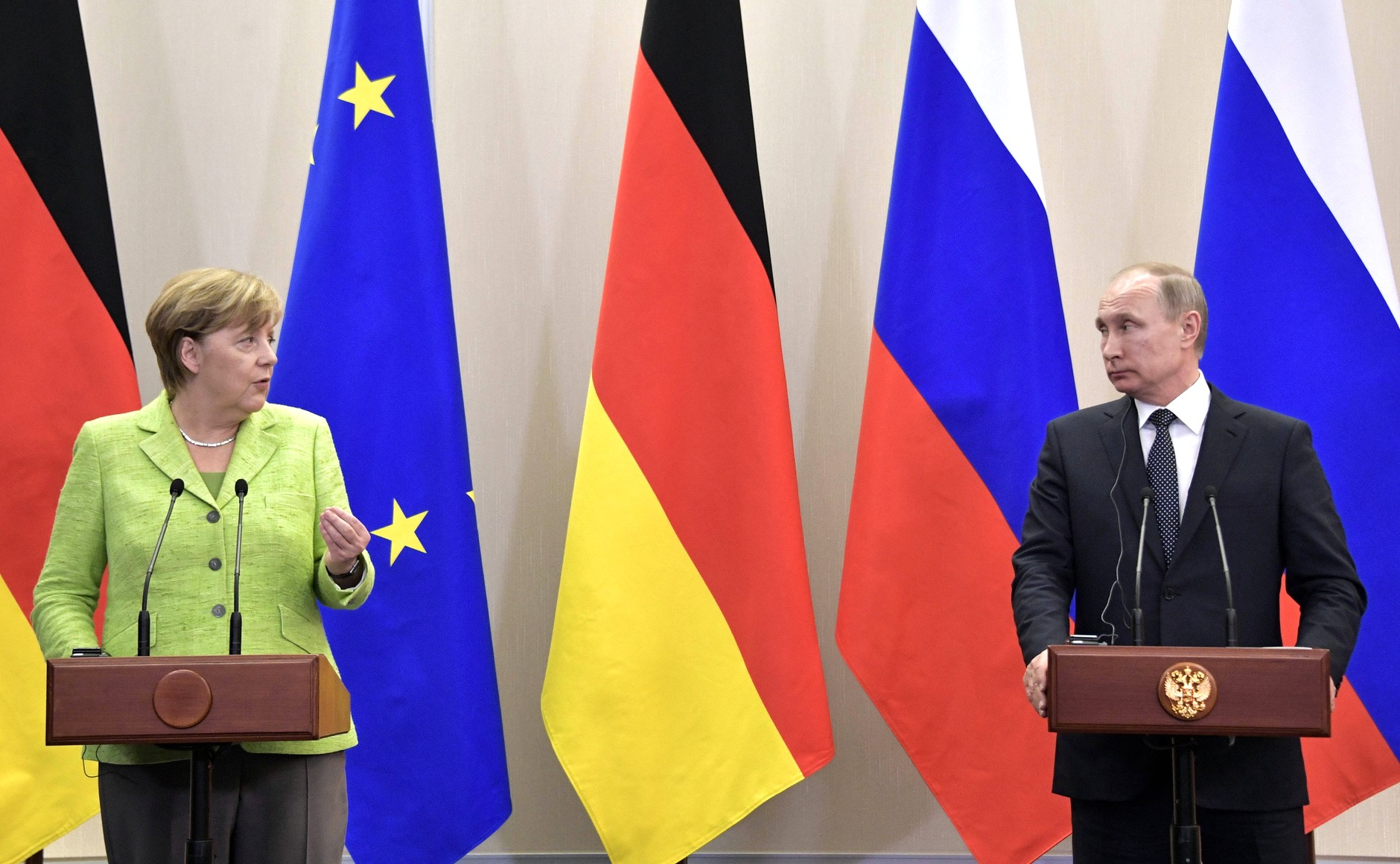
Intalnire dintre cancelarul german Angela Merkel si presedintele rus Vladimir Putin

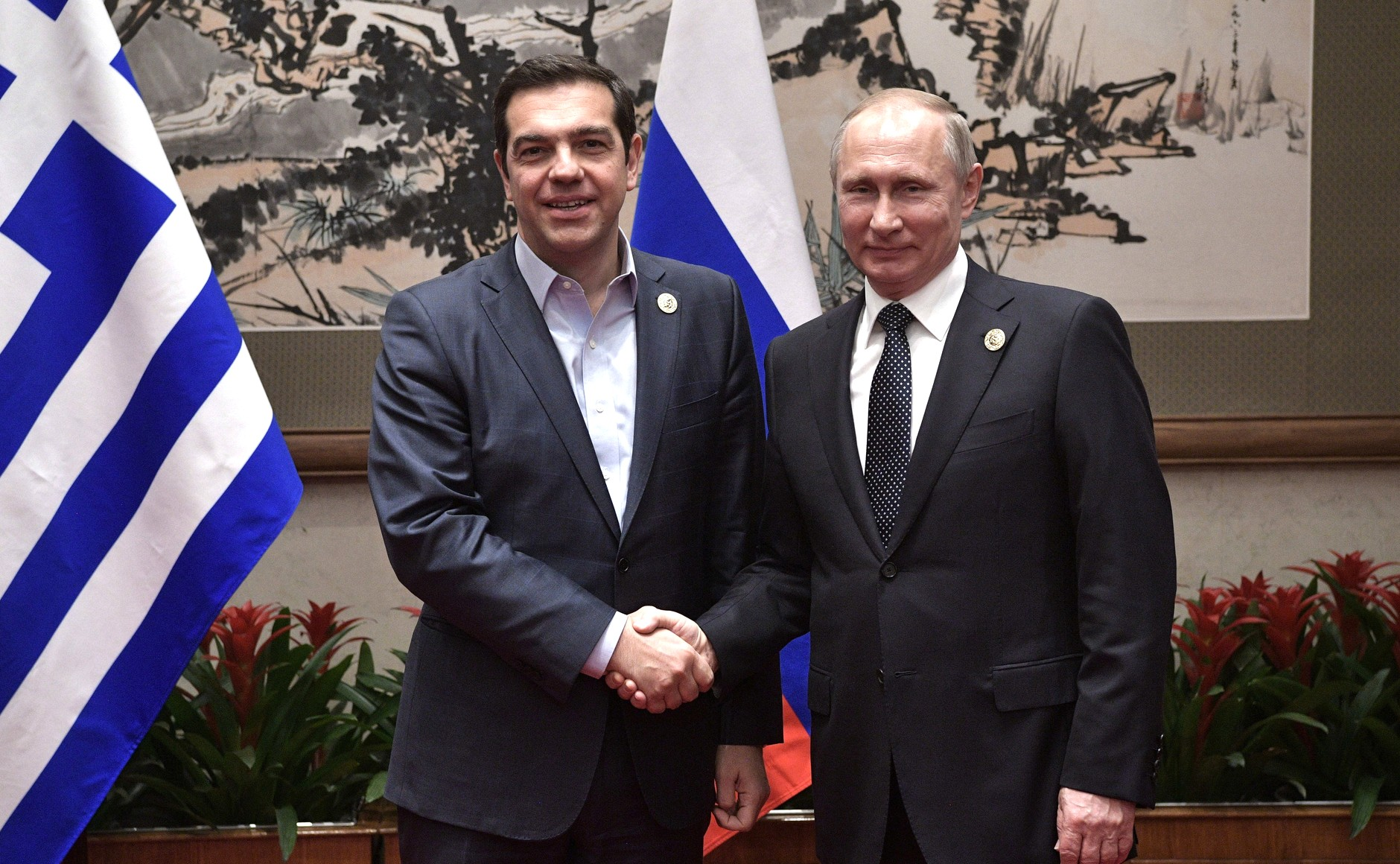
Premierul grec Tsipras si Vladimir Putin

Sancțiunile economice se consideră, în general, că au contribuit la slăbirea economiei rusești și la intensificarea provocărilor cu care se confruntă deja Rusia.
Analiza datelor din 2015 a confirmat intrarea Rusiei într-o recesiune, cu o creștere negativă a PIB-ului de -2,2 % în primul trimestru al anului 2015 față de primul trimestru al anului 2014. În plus, efectul combinat al sancțiunilor și scăderea rapidă a prețurilor petrolului în 2014 a cauzat o presiune de scădere semnificativă asupra valorii rublei și a capitalului din Rusia. În același timp, sancțiunile privind accesul la finanțare au forțat Rusia să utilizeze o parte din rezervele valutare pentru a susține economia. Aceste evenimente au forțat Banca Centrală a Rusiei să nu mai sprijine valoarea rublei și să sporească ratele dobânzilor.
Interdicția Rusiei asupra importurilor occidentale a avut efectul suplimentar asupra acestor evenimente provocatoare, deoarece embargoul a condus la creșterea prețurilor la alimente și la o inflație suplimentară, în plus față de efectele scăderii valorii rublei, care a determinat deja creșterea prețului bunurilor importate.
Începând cu 2015, pierderile UE au fost estimate la 100 de miliarde de euro. Sectorul de afaceri german, cu aproximativ 30.000 de locuri de muncă în funcție de comerțul cu Rusia, a raportat, de asemenea, că a fost afectat de sancțiuni. Sancțiunile au afectat numeroase sectoare ale pieței europene, inclusiv energia, agricultura și aviația. În martie 2016, Uniunea finlandeză a agricultorilor MTK a declarat că sancțiunile rusești și scăderea prețurilor au pus fermierii sub o presiune enormă. Institutul pentru Resurse Naturale din Finlanda, LUKE, a estimat că anul trecut agricultorii au raportat că veniturile lor s-au redus cu 40 % față de anul precedent. 
În februarie 2015, compania Exxon Mobil a raportat pierderi de aproximativ 1 miliard de dolari din cauza sancțiunilor. 
În 2017, raportorul special al ONU, Idriss Jazairy, a publicat un raport privind impactul sancțiunilor, afirmând că țările UE pierd din cauza lor „3,2 miliarde de dolari pe lună”. El a menționat, de asemenea, că sancțiunile au fost „menite să servească drept descurajare pentru Rusia, dar riscă să fie doar un factor de descurajare pentru comunitatea internațională de afaceri, afectând în același timp numai acele grupuri vulnerabile care nu au nimic de-a face cu criza” din Crimeea, și care „nu ar trebui să plătească colectiv pentru o criză politică complexă asupra căreia nu au control”.

### Crearea Uniunii Euroasiatice Economice

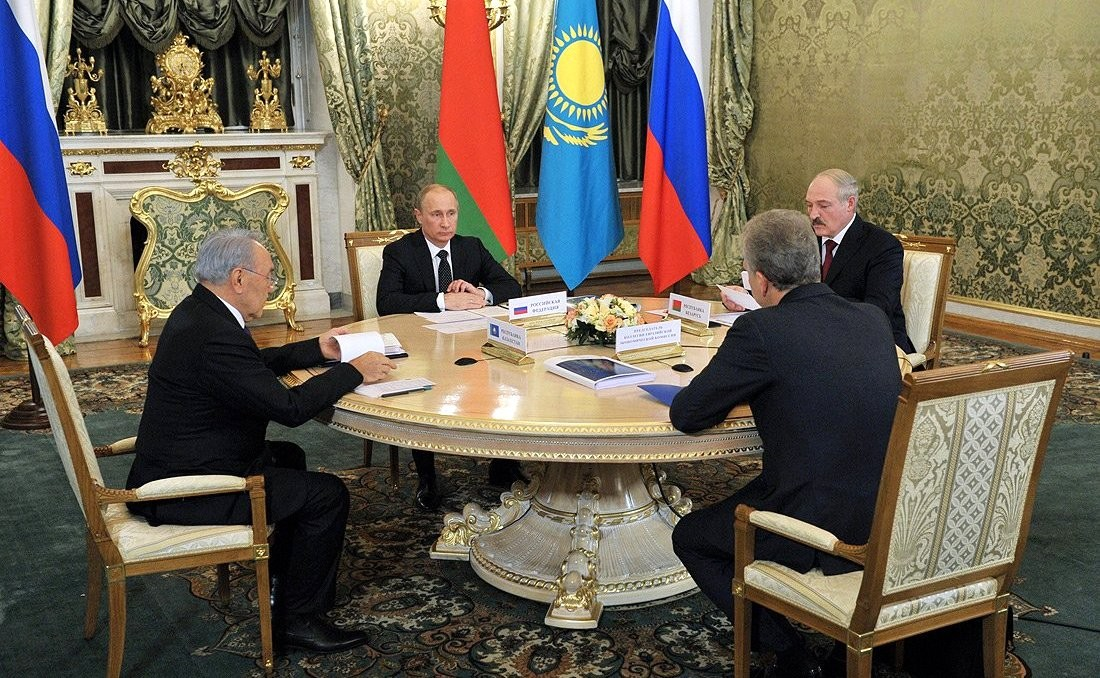
Sesiunea Consililui Suprem Euroasiatic

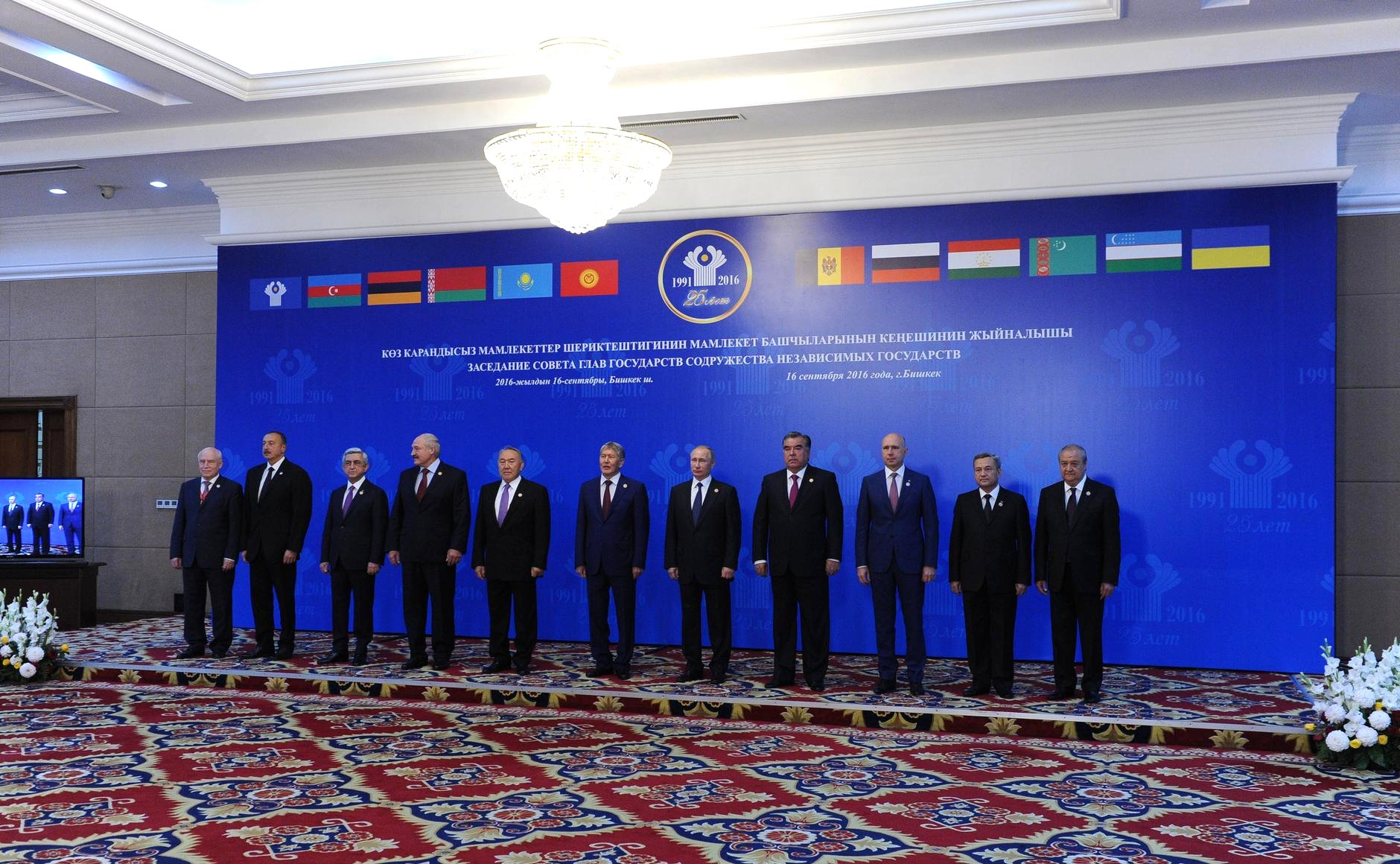
Liderii CSI la o întrunire

Drapelul Uniunii Euroasiatice

Harta Uniunii Euroasiatice Economice

În 1994, președintele Kazahstanului, Nursultan Nazarbayev, a sugerat pentru prima dată ideea creării unei "Uniuni Eurasiatice" în timpul unui discurs la Universitatea de Stat din Moscova. Au fost semnate ulterior numeroase tratate pentru a stabili treptat blocul comercial. Mulți politicieni, filozofi și oameni de știință politică au cerut de atunci o integrare mai strânsă către o uniune monetară, politică, militară și culturală. Cu toate acestea, statele membre au decis să caute o uniune pur economică, având preocupări legate de menținerea intactă a independenței și suveranității lor.
În 1999, Belarus, Kazahstan, Rusia, Kârgâzstan și Tadjikistan au semnat Tratatul privind Uniunea vamală și spațiul economic unic prin clarificarea obiectivelor și politicilor pe care statele le-ar întreprinde pentru a formă Uniunea vamală euroasiatică și spațiul economic unic. În 2000, Belarus, Kazahstan, Rusia, Kârgâzstan și Tadjikistan au creat Comunitatea Economică Eurasiatică (EurAsEC), Uzbekistanul aderând la această în 2006. Tratatul a instituit o piață comună pentru statele sale membre. Comunitatea Economică Eurasiatică a fost modelată după Comunitatea Economică Europeană. În 2007, Belarus, Kazahstan și Rusia au semnat un acord de creare a unei Uniuni vamale între cele trei țări.
Uniunea vamală din Belarus, Kazahstan și Rusia a intrat în vigoare la 1 ianuarie 2010. Prioritățile Uniunii Vamale au fost eliminarea tarifelor inter-bloc, stabilirea unei politici tarifare externe comune și eliminarea barierelor netarifare. A fost lansat că un prim pas către formarea unei piețe unice mai largi, inspirată după Uniunea Europeană, cu scopul de a formă o alianță între fostele state sovietice. Statele membre au planificat să continue integrarea economică și au fost dispuse să elimine toate frontierele vamale între ele după iulie 2011.
În 2011, primul-ministru al Rusiei, Vladimir Putin, și-a anunțat sprijinul pentru ideea lui Nursultan Nazarbayev de a crea o Uniune Economică Eurasiatică. La 18 noiembrie 2011, președinții Belarusului, Kazahstanului și Rusiei au semnat un acord de stabilire a obiectivului de creare a Uniunii Economice Eurasiatice până în 2015. Statele membre au pus la punct o comisie comună pentru promovarea unei economii cu legături strânse.
La 1 ianuarie 2012, cele trei state au creat Spațiul Economic Eurasiatic, care asigură funcționarea eficientă a unei piețe unice pentru bunuri, servicii, capital și forță de muncă și pentru a stabili politici coerente în domeniul industriei, transporturilor, energiei și agriculturii. Acordul a inclus crearea Comisiei Economice a Eurasiei (modelată pe baza Comisiei Europene ). Comisia economică a Eurasiei servește drept agenție de reglementare pentru Uniunea vamală euroasiatică, spațiul economic unic și Uniunea Economică Eurasiatică. 
La 29 mai 2014, președinții Kazahstanului, Belarusului și Rusiei au semnat tratatul privind Uniunea Economică Euroasiatică, care a intrat în vigoare la 1 ianuarie 2015. Președinții Armeniei și Kârgâzstanului au fost de asemenea prezenți la ceremonia de semnare. Președintele rus Vladimir Putin a declarat: „Astăzi am creat un puternic centru atractiv de dezvoltare economică, o mare piață regională care unește mai mult de 170 de milioane de oameni”. Politicienii kazahi au subliniat că Uniunea Economică Eurasiatică nu a fost creată ca bloc politic, ci ca o uniune pur economică. Bakytzhan Sagintayev, prim-viceprim-ministru al Kazahstanului și negociator principal, a declarat: „Nu creăm o organizație politică, ci formăm o uniune pur economică”. El a mai afirmat că „este un mijloc pragmatic de a obține beneficii. Nu ne amestecăm în ceea ce face politică Rusiei și nu ne pot spune ce politică externă trebuie să urmărească”. Până în octombrie, tratatul a primit aprobarea parlamentară din partea celor trei state. La 9 octombrie 2014, a fost semnat un tratat de extindere a Uniunii prin aderarea Armeniei. Kârgâzstanul a semnat tratatul la 23 decembrie 2014 și a devenit membru al Uniunii Eurasiatice la 6 august 2015.
În prezent Uniunea Economică Eurasiatică are cinci membri (Armenia, Belarus, Kazahstan, Kârgâzstan, Rusia) ce are ambiția de a concura cu Uniunea Europeană alcătuită din 27 de membri.

### Sistemul defensiv ale statelor membre NATO din Europa de Est

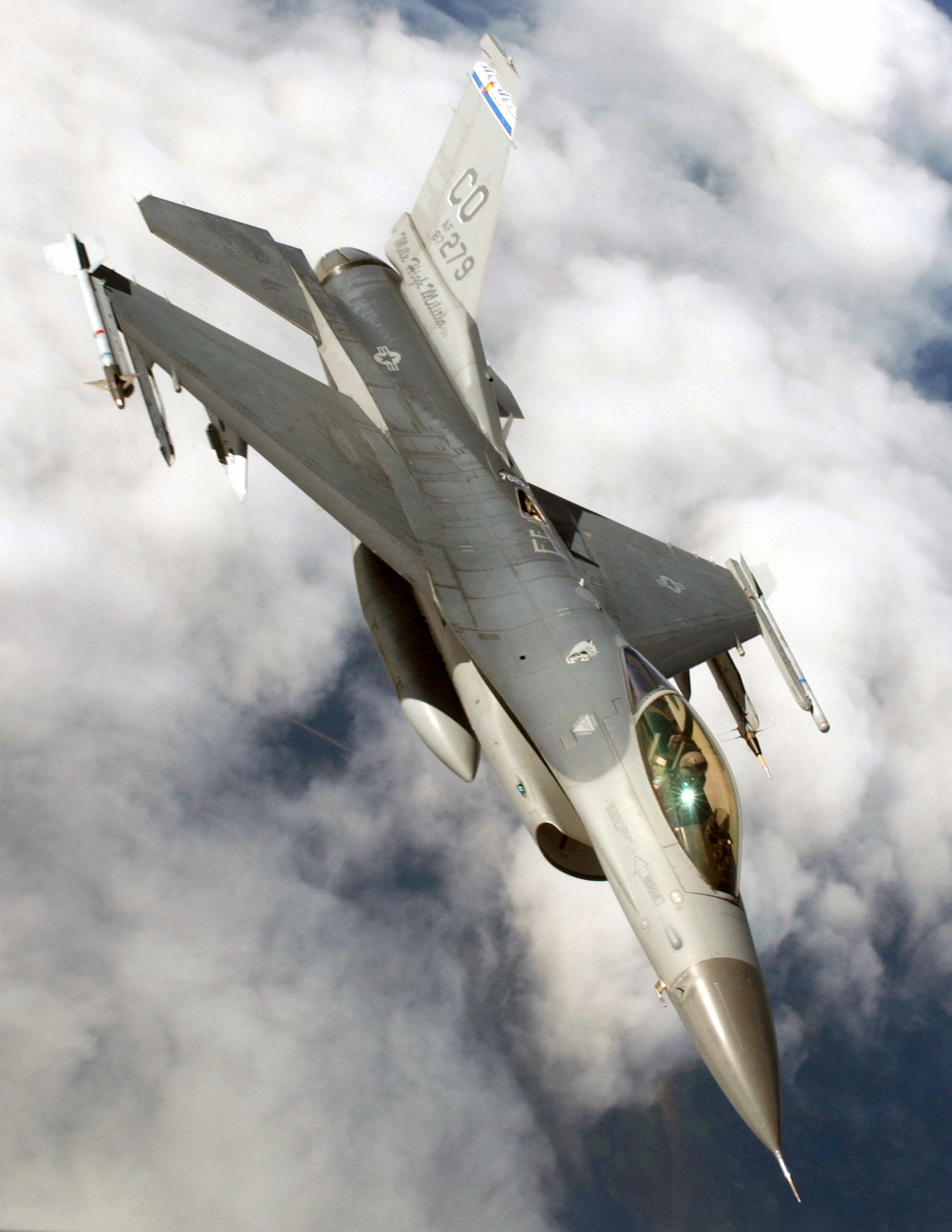
F-16C - cel mai achizitionat avion militar american de catre statele membre NATO

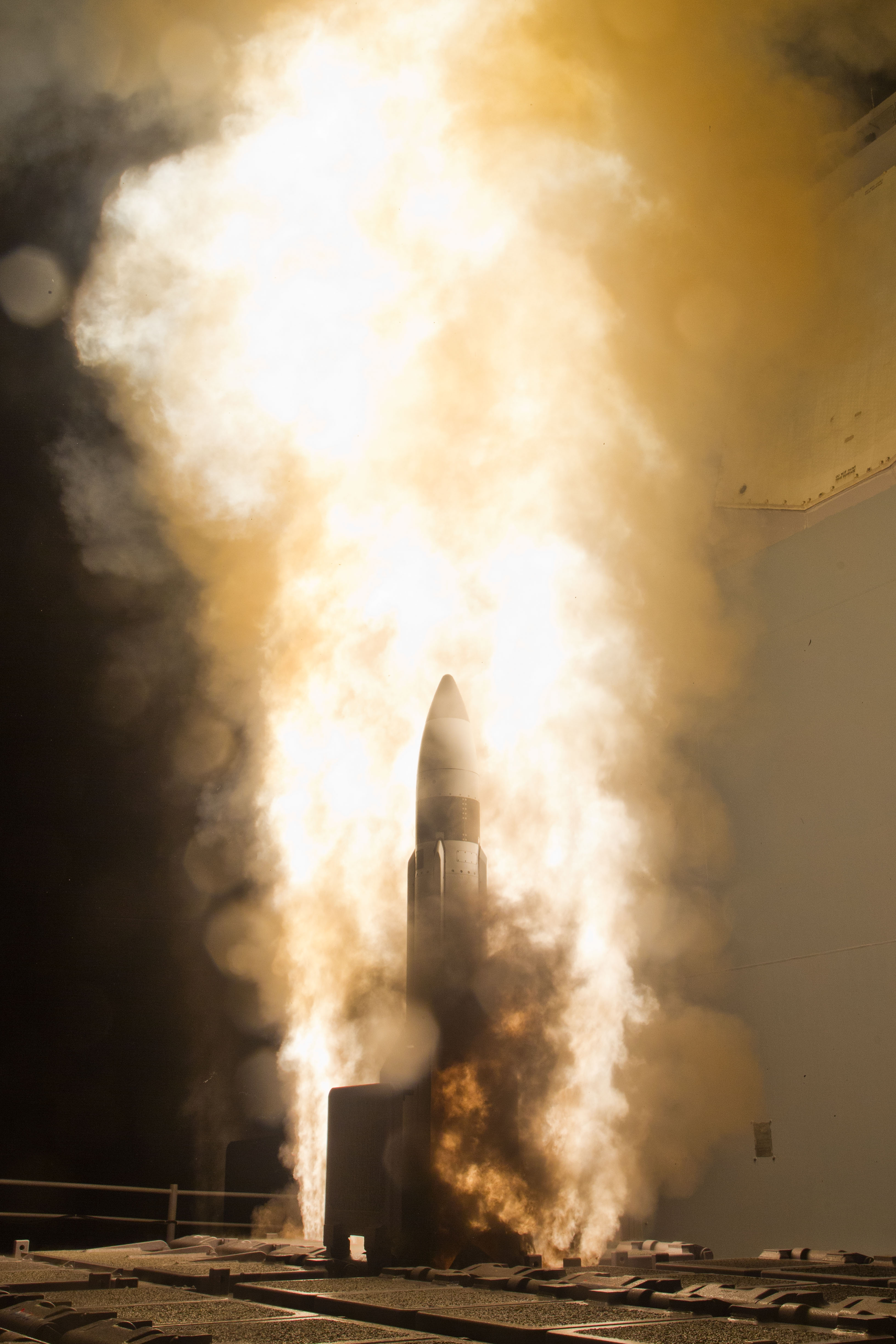
Interceptor anti-racheta SM-3 Block 1A

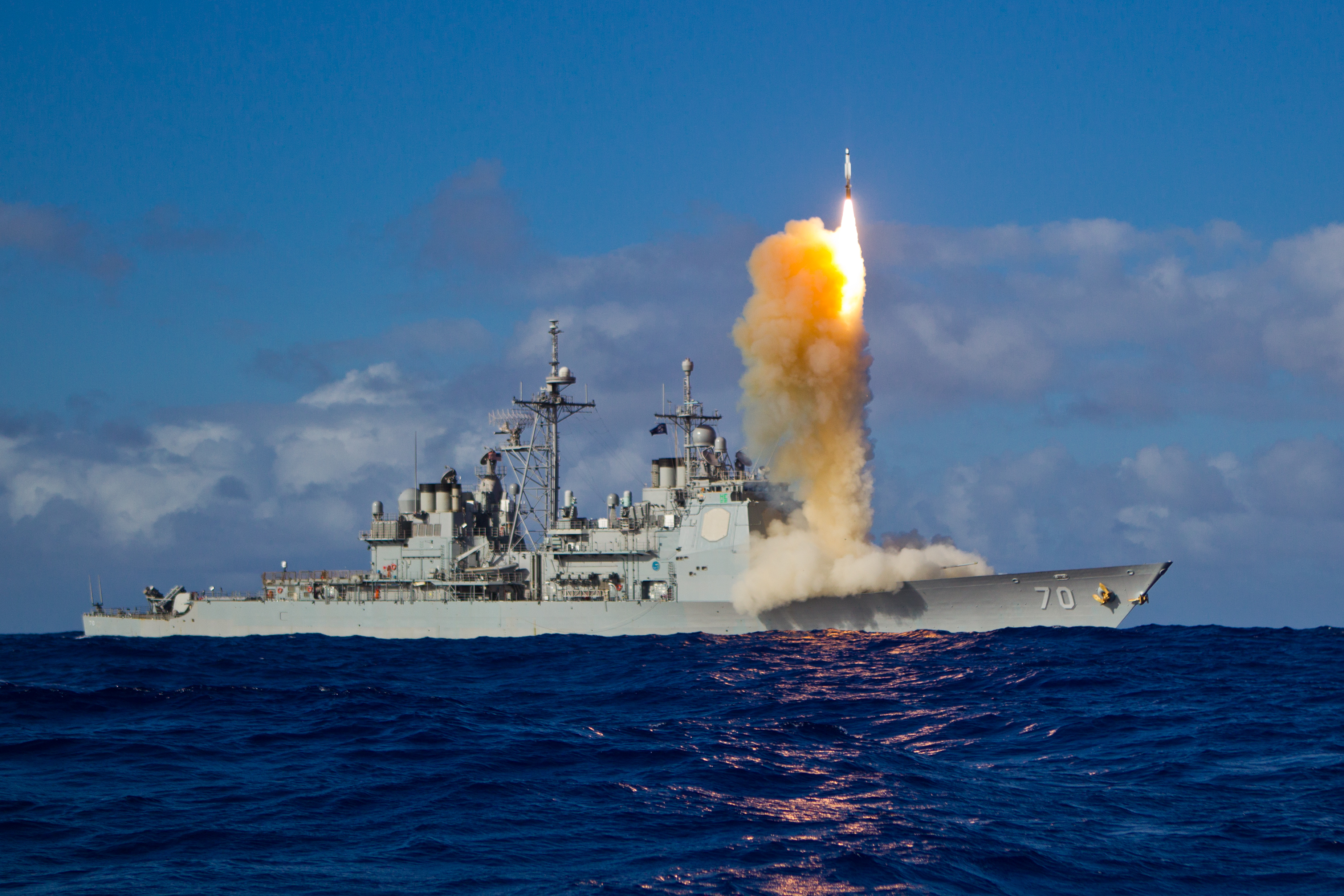
Interceptor anti-racheta SM-3 Block 1A este lansata de crucisatorul de rachete ghidate USS Lake Erie (CG 70)

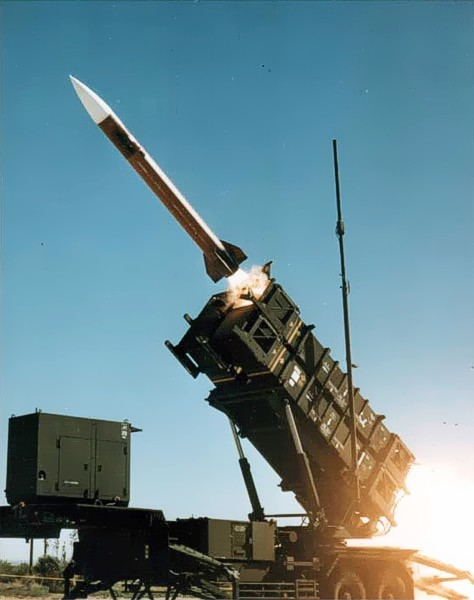
Rachete Patriot MIM-104 sol-aer

În aprilie 2007, aliații europeni ai NATO au cerut crearea unui sistem NATO de apărare anti-rachetă care să completeze sistemul național de apărare anti-rachetă american pentru a proteja Europa de atacurile cu rachete, iar Consiliul Nord Atlantic a avut consultări cu privire la apărarea antirachetă în prima întâlnire pe această temă. În replică, premierul rus Vladimir Putin a susținut că o astfel de desfășurare ar putea conduce la o nouă cursă a înarmărilor și ar putea spori probabilitatea unei distrugeri reciproce. El a sugerat de asemenea că țara să va îngheța Tratatul din 1990 privind forțele armate convenționale în Europa (CFE) - care limitează desfășurarea misiunilor militare pe întreg continentul - până când toate țările NATO au ratificatadaptat tratatul CFE. Secretarul general Jaap de Hoop Scheffer a afirmat că sistemul nu va afecta echilibrul strategic sau nu va amenința Rusia, deoarece planul este să se bazeze doar pe zece rachete interceptoare în Polonia cu un radar asociat în Republica Cehă. Toate statele membre NATO au fost dotate cu stații radar pentru interceptări. 
La 14 iulie 2007, Rusia a anunțat intenția să de a suspendă tratatul CFE, în vigoare cu 150 de zile mai târziu. La 14 august 2008, Statele Unite și Polonia au ajuns la un acord pentru a plasa o bază cu zece rachete interceptoare cu sistemele de apărare aeriană MIM-104 Patriot asociate în Polonia. Acest lucru a venit într-un moment în care tensiunea era ridicată între Rusia și cea mai mare parte a NATO și a dus la o amenințare nucleară asupra Poloniei de către Rusia. La 20 august 2008, Statele Unite și Polonia au semnat acordul, în timp ce Rusia a transmis Norvegiei că suspendă legăturile cu NATO.
În cadrul summitului de la București din 2008, Alianța a discutat în continuare detaliile tehnice, precum și implicațiile politice și militare ale elementelor propuse ale sistemului american de apărare antirachetă în Europa. Liderii aliați au recunoscut că desfășurarea planificată a activelor americane de apărare antirachetă ar ajută la protejarea multor aliați și au fost de acord că această capacitate ar trebui să facă parte integrantă din orice arhitectură de apărare antirachetă la nivelul întregii NATO. În august 2008, Polonia și Statele Unite au semnat un acord preliminar pentru plasarea unei părți din scutul antirachetă în Polonia, care ar fi legat de radarul de apărare aeriană din Republica Cehă.
La 17 septembrie 2009, președintele american Barack Obama a anunțat că desfășurarea planificată a interceptorilor și echipamentelor de apărare antirachetă cu rază lungă de acțiune în Polonia și Republica Cehă nu trebuia să meargă înainte și că ar fi instalat în loc o apărare împotriva rachetelor cu rază scurtă și medie folosind navele de război AEGIS. 
La 4 februarie 2010, România a acceptat să găzduiască rachetele SM-3 începând cu anul 2015 la Deveselu. La 13 septembrie, Statele Unite și România au semnat Acordul dintre SUA și România privind rachetele balistice. Odată ratificată, va permite Statelor Unite să construiască, să mențină și să opereze în România. Sistemul de apărare antirachetă SM-3 Block IB din Deveselu a devenit operațional la 18 decembrie 2015.
Ca stat membru NATO fost-comunist aflat în apropierea Rusiei, România a achiziționat avioane de lupta F-16 second-hand de la Portugalia și a acceptat din 2017 în urmă unei întâlniri dintre președintele român Klaus Iohannis și președintele american Donald Trump să achiziționeze Rachetele Patriot de ultimă generație de la SUA.
Ministrul Apărării Naționale, Mihai Fifor, a anunțat în 2018 că România dorește să completeze escadrilă de F16 Fighting Falcon cu încă patru aeronave și are în proiecție achiziționarea a încă 36 de astfel de aparate de zbor, iar forțele navale vor fi dotate cu trei submarine noi.
Și Slovacia a anunțat că își va înlocui MiG-urile rusești cu avioane F-16 americane.Polonia a semnat contractul pentru achiziția sistemului de rachete Patriot și avioane F-16. Ungaria a primit un lot de rachete Mistral-3, produse de grupul european MDBA. Estonia a primit până în prezent peste 10 tancuri din Olanda, iar Lituania a primit două transportoare blindate din Germania. Cehia a declarat că este dispusă să reia programul pentru instalarea unui scut anti-rachetă.
Polonia a acceptat să găzduiască site-ul interceptorilor în octombrie 2009, iar odată cu finalizarea procesului de ratificare din Polonia, acest acord a intrat în vigoare.Statele Unite intenționează să instaleze un complex Aegis Ashore în Polonia, pe modelul scutului antirachetă de la Deveselu din România, care va deveni operațional în 2020, fiind amplasată o baza militară cu interceptori SM-3 Block IB și IIA.
În Marea Mediterana este detașat din 2011 USS Monterey echipat cu sistemul Aegis (radar+interceptori tip SM-3).
În completare sunt sistmele radar de avertizare timpurie din Marea Britanie și Turcia, precum și satelitul spațial de urmărire și supraveghere.
Alte părți ale sistemului de apărare antirachetă sunt planificate să fie construite în Portugalia, Polonia, România și Spania. 

În faza ulterioară se va încerca sporirea capacitățîi de contracarare a rachetelor cu rază medie și viitoarele amenințări potențiale precum rachetele balistice intercontinentale (ICBM) provenite din Orientul Mijlociu. Fiecare fază va include upgrade-uri la sistemul de comandă și control al rachetei.
Alianța susține că implementează acest sistem de apărare împotriva rachetelor balistice Shahab-3 din Iran ce ar putea fi dotate cu încărcătură nucleară în viitor, dar Vladimir Putin acuză NATO că instalează acest sistem defensiv în statele ex-comuniste pentru a ținti spre Rusia.
SUA au în prezent baze militare amplasate în Germania, Olanda, Spania, Portugalia, Regatul Unit, Grecia, Bulgaria, Cipru, Turcia, Italia, precum și dispuneri militare în Germania, Italia, Regatul Unit, Belgia, Olanda, România, Grecia, Norvegia, Portugalia, Ungaria și Polonia.
Din 2014 încoace, o serie de avioane rusești MIG de lupta au fost interceptate de aviația NATO după ce au intrat în spațiul aerian al NATO, respectiv în România, Suedia, Finlanda, Lituania, Letonia, Estonia, Norvegia.
O serie de bombardiere, submarine și alte nave rusești au fost interceptate pe radarele NATO în Marea Neagră, Marea Nordului și în Marea Baltică.
Ca reacție, în Lituania, zeci de mii de copii ale broșurii de 75 de pagini au fost împărțite populației pentru apărare civilă, prin care le explică cetățenilor ce să facă în cazul unei invazii ruse și care include tehnici de supraviețuire. De asemenea, Guvernul a lansat o linie telefonică prin care oamenii îi pot raporta pe cei pe care îi suspectează de spionaj.Tot că măsură preventivă în fața unei eventuale invazii ruse, Lituania a anunțat că va reintroduce serviciul militar obligatoriu pentru bărbații cu vârste cuprinse între 19 și 26 de ani.

### Implicarea Rusiei în alegerile prezidențiale din SUA

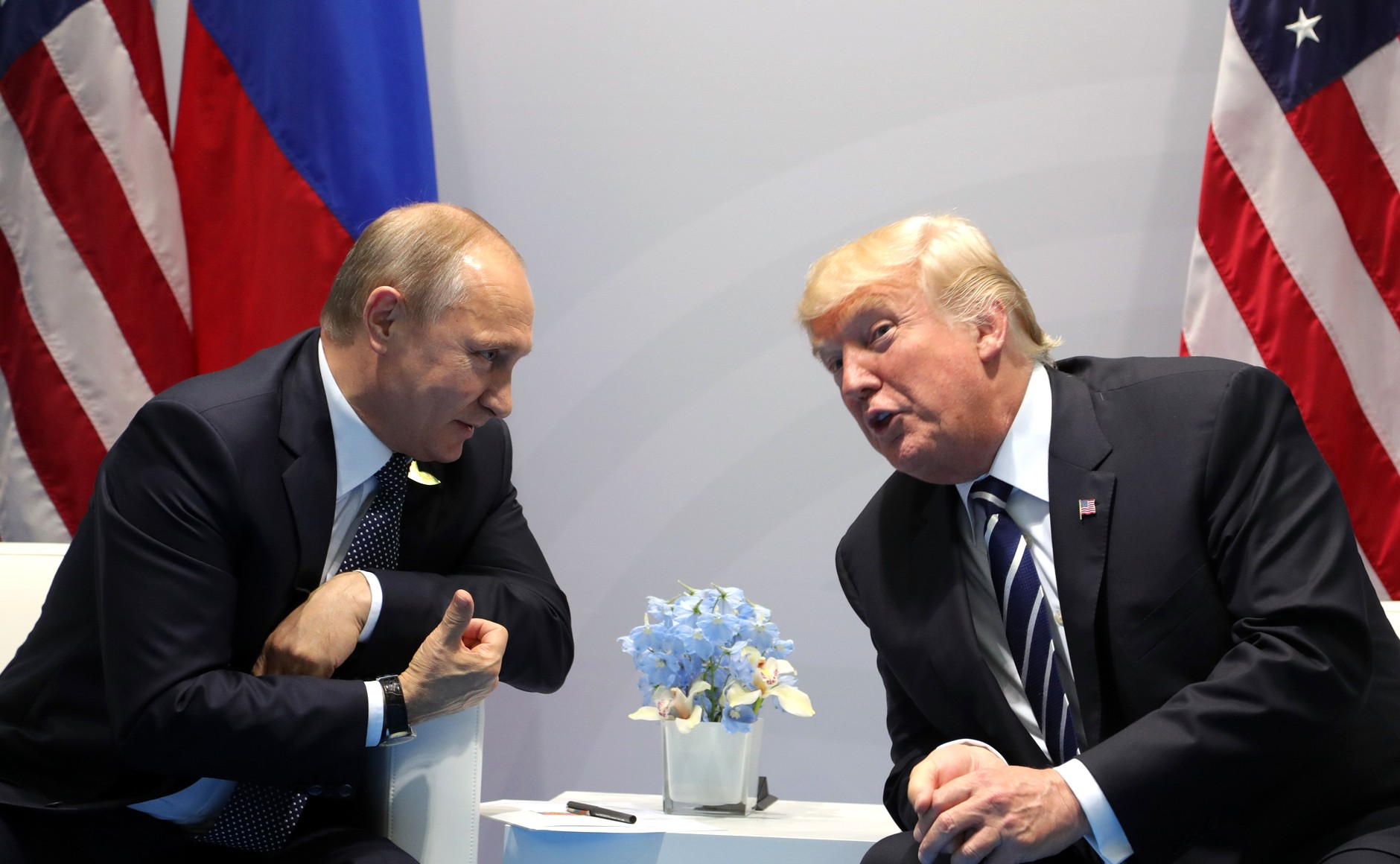
Vladimir Putin si Donald Trump la Summitul G-20 din Hamburg

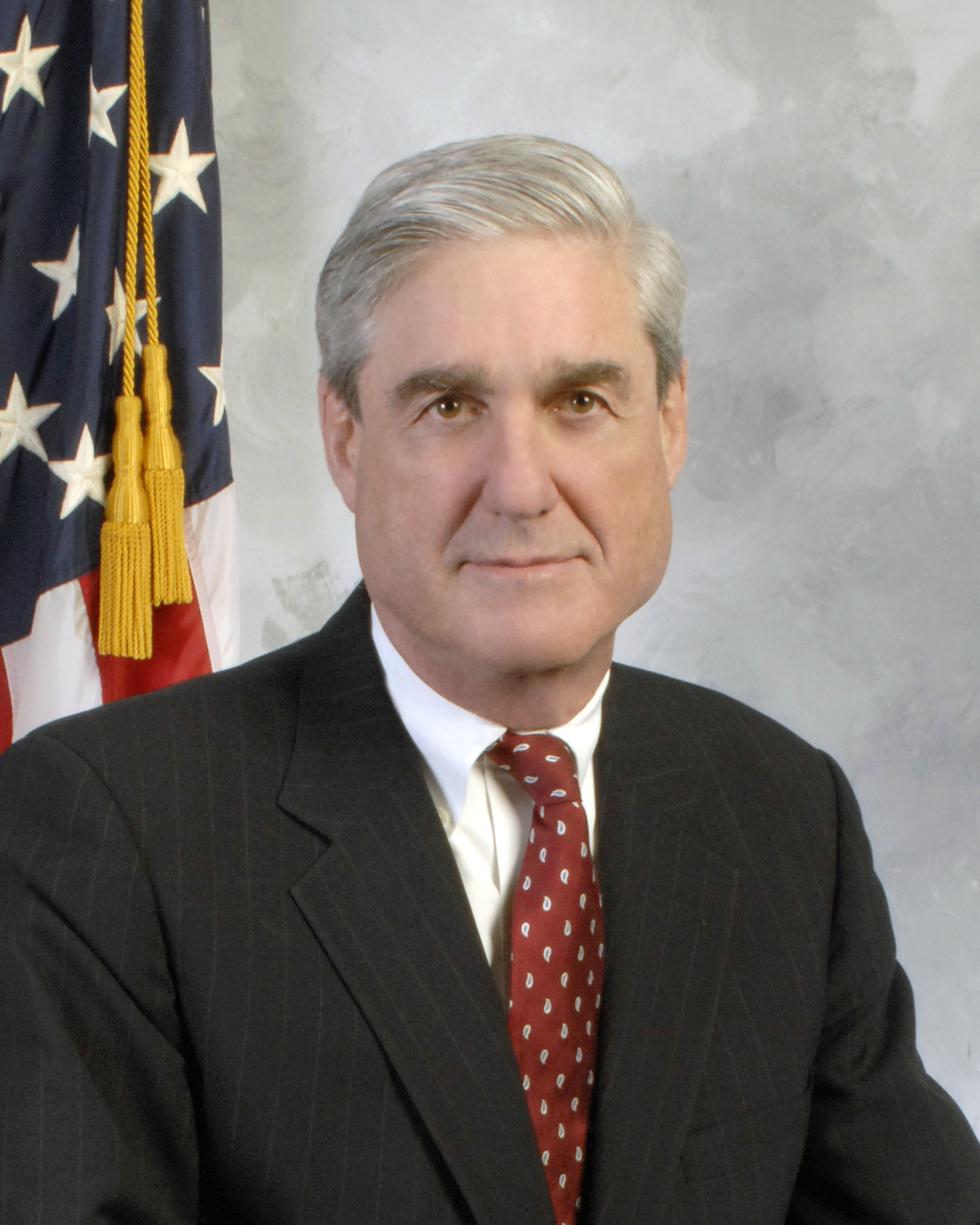
Procurorul special Robert Mueller care se ocupa de caz

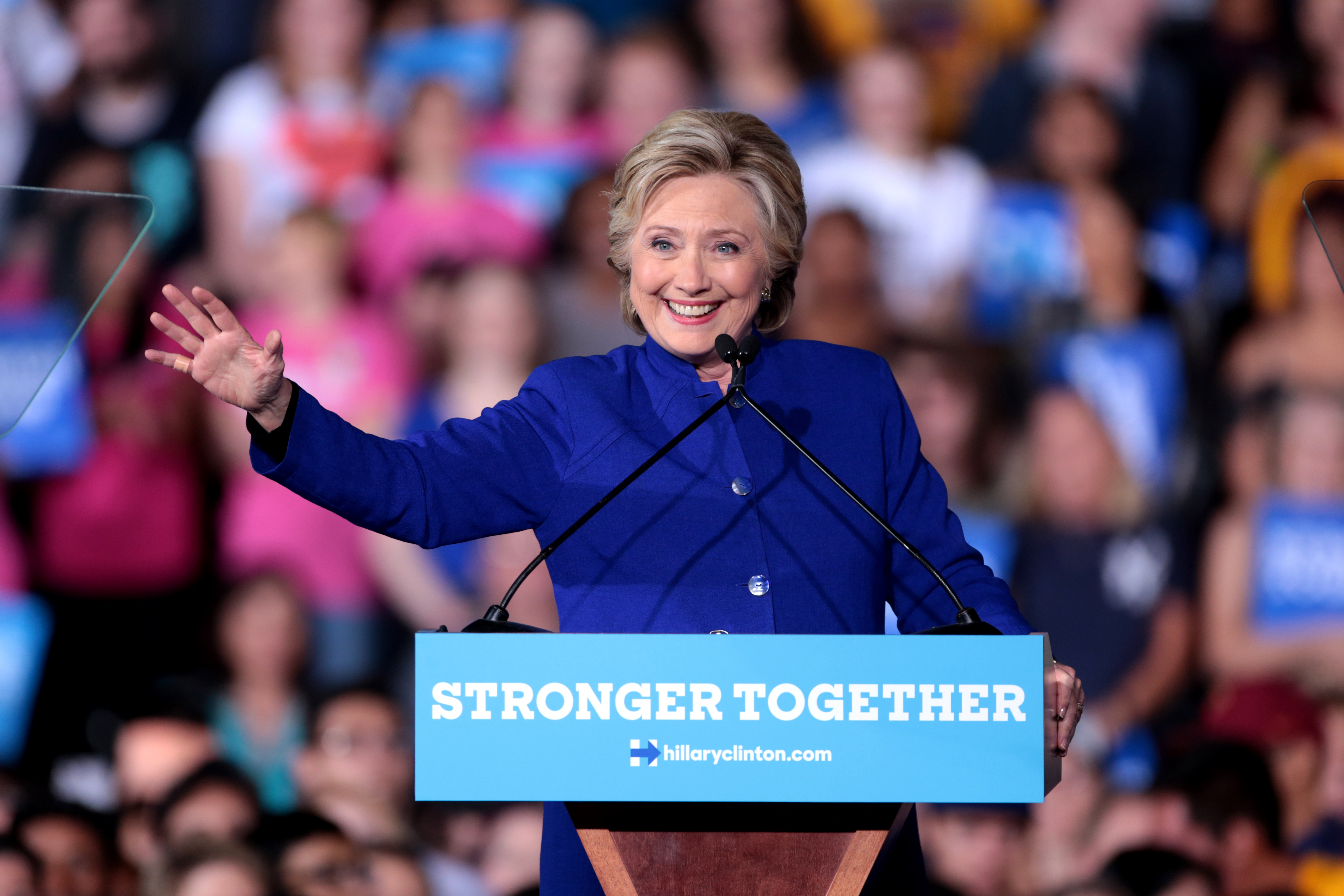
Atacurile cibernetice i-au vizat contul candidatei Hillary Clinton, căreia i-au spart contul și au dezvăluit publicității informațiile și email-urile compromițătoare despre cazul atacului de la Benghazi din 2012

Guvernul rus a intervenit în alegerile prezidențiale americane din 2016 pentru a spori instabilitatea politică din Statele Unite și pentru a deteriora campania prezidențială a lui Hillary Clinton, susținând candidaturile lui Donald Trump, Bernie Sanders și Jill Stein. O evaluare din ianuarie 2017 de către Oficiul Directorului Inteligenței Naționale (ODNI) a declarat că conducerea rusă l-a favorizat pe candidatul Trump la președinție și că președintele rus Vladimir Putina ordonat personal o "campanie de influență" să dăuneze șanselor lui Clinton și să "submineze opinia publică în procesul democratic al Statelor Unite". 
La data de 7 octombrie 2016, ODNI și Departamentul pentru Securitate Internă (DHS) au afirmat împreună că Comunitatea de Informații din SUA a crezut că guvernul rus a direcționat atacul cibernetic recent al e-mailurilor cu intenția de a interfera cu procesul electoral din SUA. Potrivit raportului ODNI din 6 ianuarie 2017, serviciul militar rus (GRU) a spart serverele Comitetului Național Democrat (DNC) și contul personal de e-mail Google al președintelui campaniei lui Clinton, John Podesta, și le-a transmis conținutul proprietarilor WikiLeaks. Deși oficialii ruși au refuzat în mod repetat să recunoască faptul că au contribuit la spargeri de conturi sau scurgeri de informații din DNC, există dovezi legale puternice care să lege încălcarea DNC de operațiile cunoscute ale Rusiei. În ianuarie 2017, directorul Inteligenței Naționale James Clapper a mărturisit că și Rusia a intervenit în alegeri prin difuzarea de știri false promovate pe social media. La 13 iulie 2018, 12 agenți ai serviciilor de informații militare rusești au fost inculpați de către Consilierul special Robert Mueller pentru presupusele spargeri ale conturilor de e-mail și rețelelor oficialilor Partidului Democrat. 
La 31 octombrie 2016, președintele Barack Obama l-a avertizat pe Putin prin telefonul „roșu” să nu mai intervină sau se va confrunta cu consecințe. Pe decembrie 2016, Obama a ordonat un raport privind eforturile de spargeri care vizează alegerile din SUA din 2008, în timp ce senatorii americani au cerut o investigație bipartizană. Președintele ales Trump a respins cererile de intervenție străină și a declarat că democrații reacționează la pierderea alegerilor. La 29 decembrie 2016, Administrația Obama a expulzat 35 de diplomați ruși, a refuzat accesul la doi indivizi ruși și a extins sancțiunile existente asupra entităților și persoanelor ruse. Mai multe sancțiuni au fost impuse împotriva Rusiei de către administrația Trump în martie 2018, iar la 6 aprilie 2018, administrația Trump a adus încă o nouă rundă de sancțiuni împotriva Rusiei, vizând mai mulți oligarhi și oficialități rusești de rang înalt. În iunie 2018, Departamentul de Trezorerie al Statelor Unite a pus în aplicare noi sancțiuni asupra mai multor entități și oficialități ruse în legătură cu atacurile cibernetice de către Rusia privind interferența electorală din 2016. Mai multe țări din Uniunea Europeană au urmărit, de asemenea, un regim de sancționare împotriva Rusiei, acuzând statul de sprijinirea terorismului și intervenția în propriile alegeri. 
Investigațiile cu privire la influența Rusiei asupra alegerilor includ o investigație contra-informații de către FBI, audieri de către Comitetul Senatului Informații și Comitetul Permanent pentru Inteligență, și anchete cu privire la legături posibile și legăturile financiare între Kremlin și asociații lui Trump, vizându-l în special Paul Manafort, Carter Page și Roger Stone. La 9 mai 2017, Trump l-a destituit pe directorul FBI, James Comey, citând în parte nemulțumirea față de suspiciunile președinției sale din cauza "acestei chestiuni cu Rusia". La 17 mai, procurorul general adjunct și procurorul general pentru această anchetă, Rod Rosenstein, l-a numit pe fostul director al FBI, Robert Mueller drept consilier special pentru supravegherea anchetei. 
Într-o mărturie din 13 februarie 2018, în fața Comitetului de Informații al Senatului, șefii celor mai importante șase agenții americane de informații au reafirmat, în unanimitate, interferența Rusiei. 
În iunie 2018, cel puțin 11 asociați sau oficiali ai Trump au recunoscut că au avut contacte cu rușii în timpul campaniei electorale.

## Criză și Escaladare (2017-2021)

### Războiul din Siria

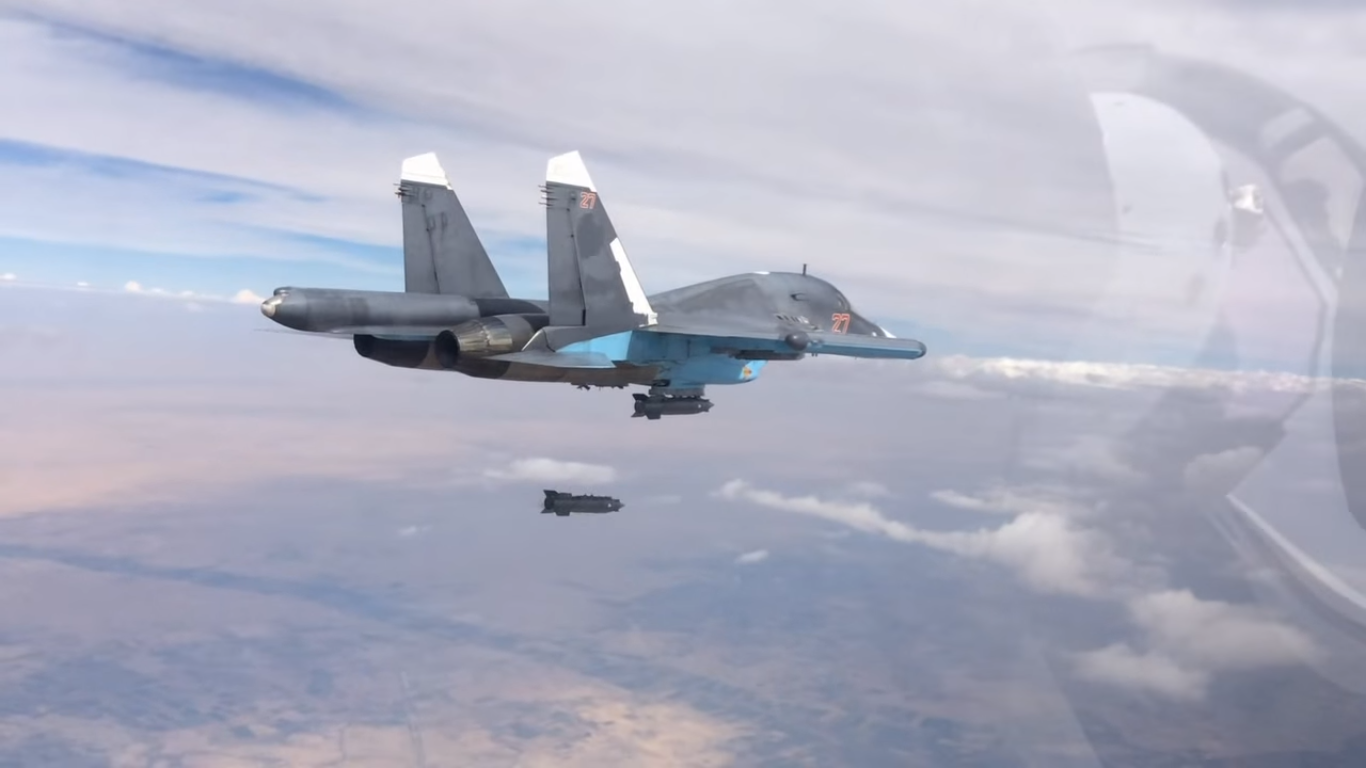
Avion rusesc Soukhoï ce survoleaza spatiul aerian al Siriei

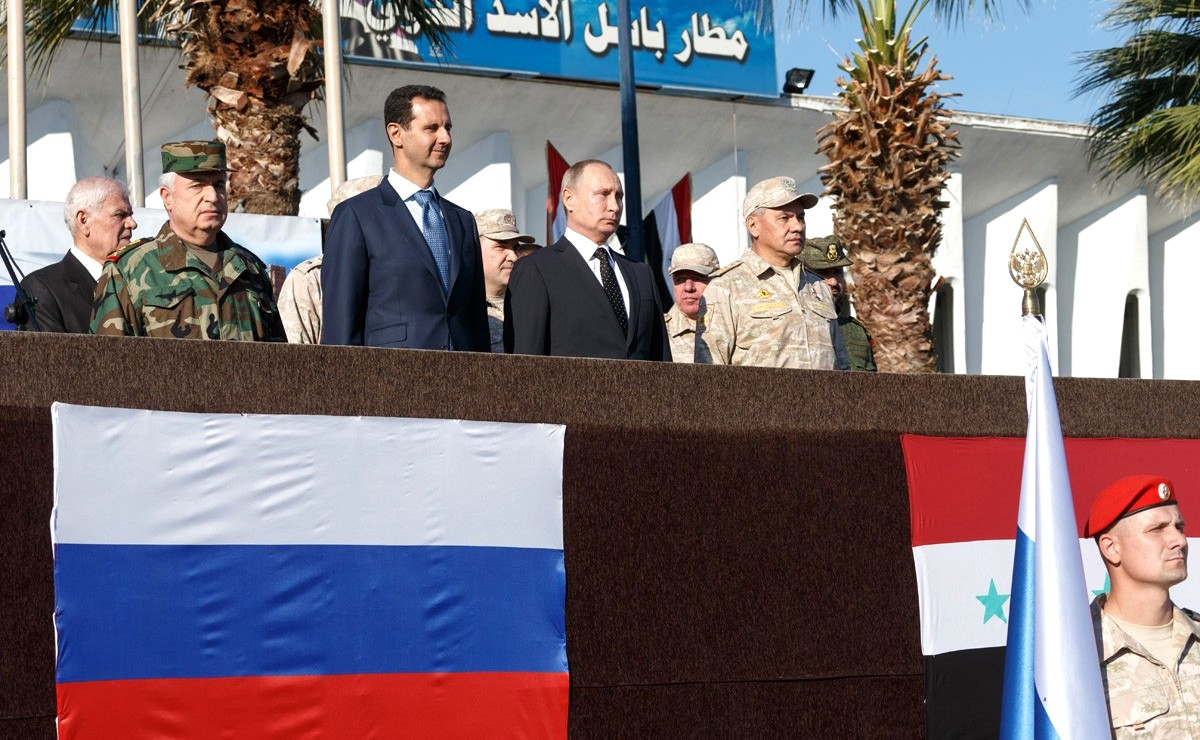
Vladimir Putin se intalneste cu Bashar al Assad la aeroportul Khmeimim din Siria

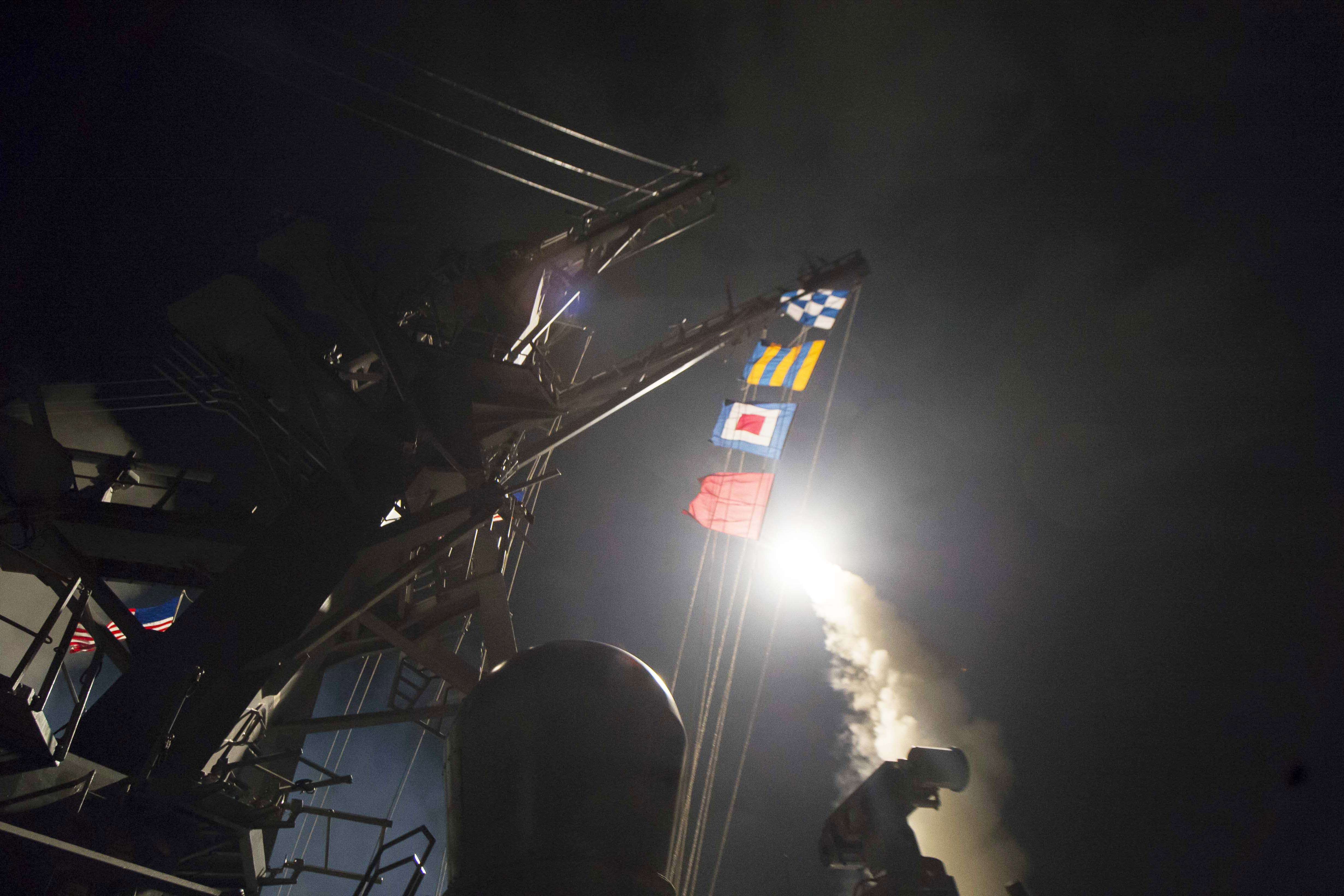
USS Ross lanseaza rachete de croaziera asupra bazei siriene Shayrat

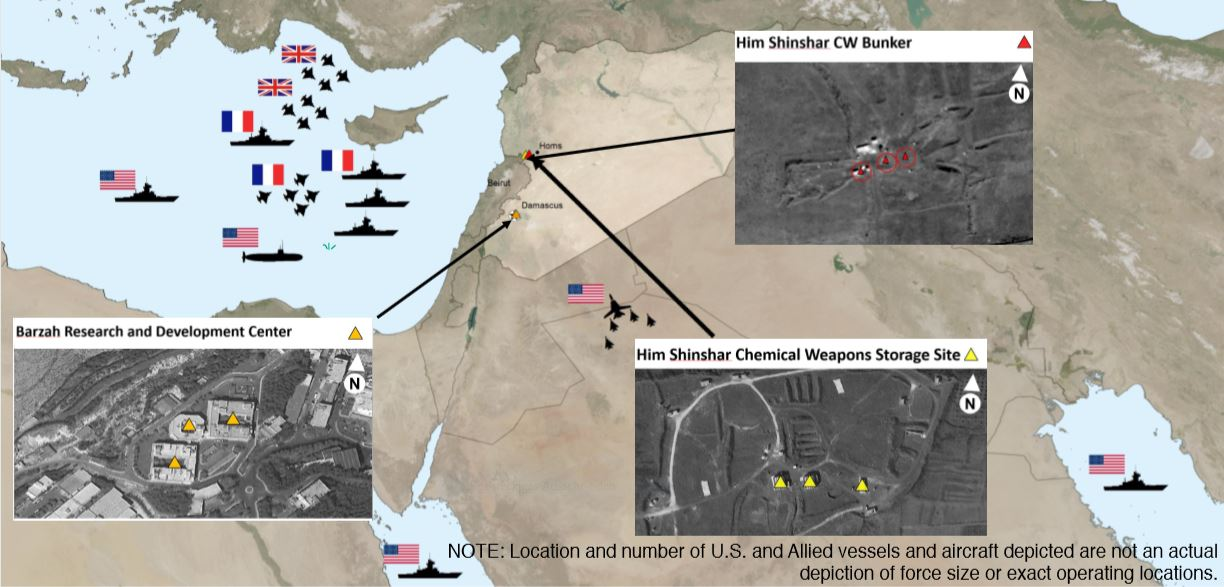
Harta operatiunii de interventie aeriana anglo-americana-franceza in Siria asupra depozitelor de arme chimice

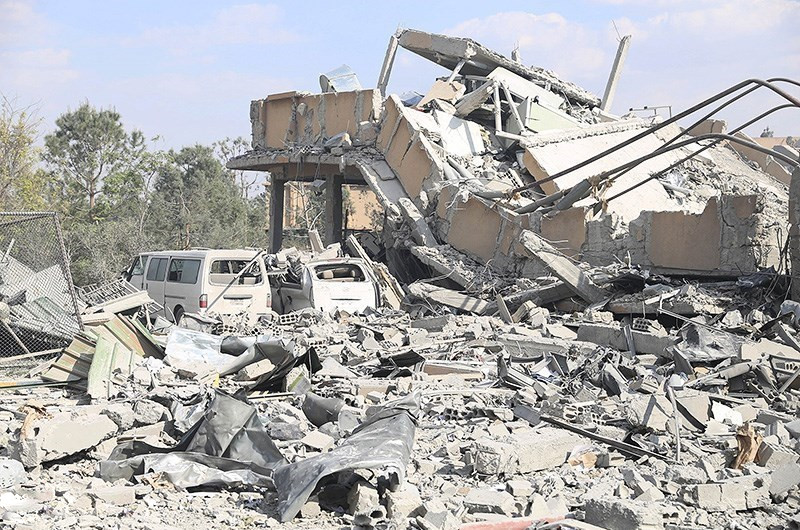
Ruinele bazelor rezultate in urma atacului american

Siria se află într-un îndelungat război civil dintre rebelii sirieni, teroriștii ISIS și regimul lui Assad din 2011, dar asta nu au oprit cele două superputeri, America și Rusia, să intervină. 
Pe 15 iunie 2014, SUA lansează oficial Operațiunea Inherent Resolve pentru a bombarda ținte ISIS și a recupera zăcămintele de petrol și gaze naturale. Pe 23 septembrie 2014, Statele Unite ale Americii se implică oficial în Siria, trimițând avioane supersonice. Alături de SUA s-au implicat Bahrain, Arabia Saudită, Emiratele Arabe, Franța, Regatul Unit, Qatar și Iordan. Americanii au început să lovească țintele ISIS bombardandu-le cu avioane de vânătoare, bombardiere și rachete de croazieră Tomahawk.
Pe 30 septembrie 2015, ca răspuns al cererii regimului sirian, Forțele Aerospațiale Rusești au început campania de susținere al regimului sirian, bombardand aerian țintele ISIS cât și cele ale rebelilor anti-Assad și al Armatei Siriene Libere. Inițial, atacurile au fost coordonate de aeronavele rusești staționate în baza Khmeimim din Siria. La scurt timp după inițierea operațiunii rusești, președintele american Barack Obama a raportat că a autorizat aprovizionarea kurzilor sirieni și opoziției anti-Assad. SUA confirmau astfel că vor continuă să sprijine cauza rebelilor împotriva regimului Assad, chiar dacă Rusia intrase în conflict în susținerea acestuia. Pe 8 octombrie 2015, oficialii americani au anunțat că vor iniția un program de finanțare și antrenare al rebelilor sirieni în valoare de jumătate de 1 miliard de dolari. CIA continuă între timp să înarmeze luptătorii rebeli.
La două săptămâni după, publicația The New York Times a declarat că forțele ruse au început să lovească împotriva oponenților regimului Assad. Războiul civil sirian devenise astfel un război proxy dintre SUA și Rusia. 
Pe 4 aprilie 2017, a fost comis atacul chimic la Khan Shaykhun, în Idlib. S-a raportat că guvernul sirian a bombardat zona cu arme chimice asupra populației și asupra rebelilor sirieni, eliberând un gaz toxic, inclusiv sarin, ucigând 74 de oameni și rănind alți 557. 
În urmă investigației condusă de SUA, atacul i-a fost atribuit forțelor regimului sirian. Assad a negat că a folosit arme chimice. 
În dimineață zilei de 7 aprilie 2017, nu înainte de a avertiza forțele militare rusești, SUA a lansat 59 de rachete de croazieră din Marea Mediterana asupra bazei aeriene Shayrat din Siria ce aparținea guvernului sirian. Bombardamentul a fost ordonat de președintele american Donald Trump ca răspuns direct pentru atacul chimic de la Khan Shaykhun.
A fost prima acțiune militară unilaterală efectuată de SUA asupra forțelor guvernului sirian Ba'athist. Trump a declarat că securitatea națională a Americii este vitală pentru a preveni astfel împrăștierea și folosirea armelor chimice nocive.
Un purtător de cuvânt al lui Vladimir Putin a declarat că vedea atacul american că un act de agresiune asupra unui stat suveran, încălcând legile internaționale. Reprezentanții SUA au răspuns că pata morală al regimului Assad nu mai poate fi lăsată fără un răspuns. 
În februarie 2018, forțele militare americane au ucis și rănit peste 300 mercenari ruși în Siria într-un atac eșuat asupra unei baze deținute de forțele americane și kurde în regiunea Deir Ezzor, bogată în petrol. Armata rusă a declarat că nu are nimic de-a face cu atacul. Este cel mai sângeros conflict direct dintre SUA și Rusia de la războiul rece încoace. 

Chiar la un an de la prima intervenție americană, pe 7 aprilie 2018, orașul Douma a fost atacat chimic, fiind uciși 70 de oameni și rănind alți 500. Medicii și investigatorii au raportat că au fost utilizate amestecuri de gaz de cluor și sarin. Atât SUA, Franța și Marea Britanie au atribuit atacul chimic regimului sirian Assad. Ministerele de apărare din Rusia și Siria au continuat să nege atacul chimic și de această dată, susțînând că nu a avut niciodată loc, iar ulterior au susținut că a fost orchestrat de spionajul britanic sau de organizația Căștilor Albe. 
Pe 11 aprilie 2018, Președintele american Trump a avertizat Rusia printr-o postare de pe Twitter că va bombarda Siria, adăugând că "Rusia nu ar trebui să fie partener cu un animal care își ucide oamenii" și că va lovi Siria cu rachete. Avertismentul președintelui american vine la scurt timp după ce ambasadorul Rusiei în Libia, Alexander Zasypkin, a declarat că orice rachetă lansată de SUA către Siria va fi doborâtă, iar bazele de lansare vor fi atacate.
La scurt timp după, flota rusă s-a retras din portul Tartus anticipând atacul.
Pe 13 aprilie, Donald Trump a anunțat că a bombardat Siria, alături de aliații săi, Președintele Franței Emmanuel Macron, și premierul Marii Britanii Theresa May. 
Britanicii au lansat avioane Tornado GR4 din Akrotiri, escortate de patru avioane de vânătoare Typhoon, trăgând 8 rachete Storm Shadow. Navele franceze au fost alcătuite din fregate Caasard și Georges Leyques, precum și Durance și Aquitaine, Auvergne și Languedoc. Au tras cu rachete MdCN. Din baza aeriană franceză au fost trimise cinci avioane Rafale, fiecare având câte două rachete SCALP EG, patru avioane de vânătoare Mirage 2000-5F, două avioane E-3F și șase C-135FR pentru aprovizionare.
Forțele americane au inclus două bombardiere B-1 cu escadrilă 34, care au tras 19 rachete JASSM din Qatar. Au fost trase 7 rachete de croazieră Tomahawk de distrugătorul USS Laboon și 30 din crucisatorul Ticonderoga USS Monterey din Marea Roșie. Distrugătorul Arleigh Burke USS Higgins a tras 23 de rachetă din Golful Persic, iar submarinul Virginia USS John Warner a lansat 6 rachete de croazieră din Mediterana. 100 de rachete de croazieră au fost trase în total conform departamentului american de apărare citat de publicația The Washington Post. 

Țintele stabilite de Pentagon au fost centrul de cercetare Barzah din Damasc, fiind lovit de 57 de rachete Tomahawk și 19 rachete JASSM, complexul de depozite cu arme chimice Him Shinshar, cât și compexul de buncăr cu arme chimice din Homs, fiind lovite de 9 rachete Tomhawk, 8 rachete Storm Shadow, 3 rachete MdCN și 9 rachete SCALP. 
Oficialii americani au declarat că toate rachetele și-au atins țintele fără interferență și că sirienii au inteceptat 40 de rachete, dar au eșuat în a le doborâ. Armata siriană susține că a interceptat multe rachete și chiar că a doborât 71 din 103 rachete. 
Patru rachete au lovit Aeroportul Internațional din Damasc, 12 rachete au lovit aerodromul Al -Dumayr, 18 rachete au lovit aerodromul Blai, 12 rachete au lovit baza aeriană Shayrat, două rachete au lovit zona aeriană Tyas, toate fiind doborâte.
Pe 14 aprilie, Rusia a denunțat Statele Unite ale Americii și a inițiat o întâlnire de urgență la Consiliul de Securitate ONU, dar rezoluția prin care condamnă intervenția n-a trecut, fiind votată doar de Bolivia și China.

### Tensiunile dintre SUA și Coreea de Nord

Harta testelor cu rachete efectuate de Coreea de Nord

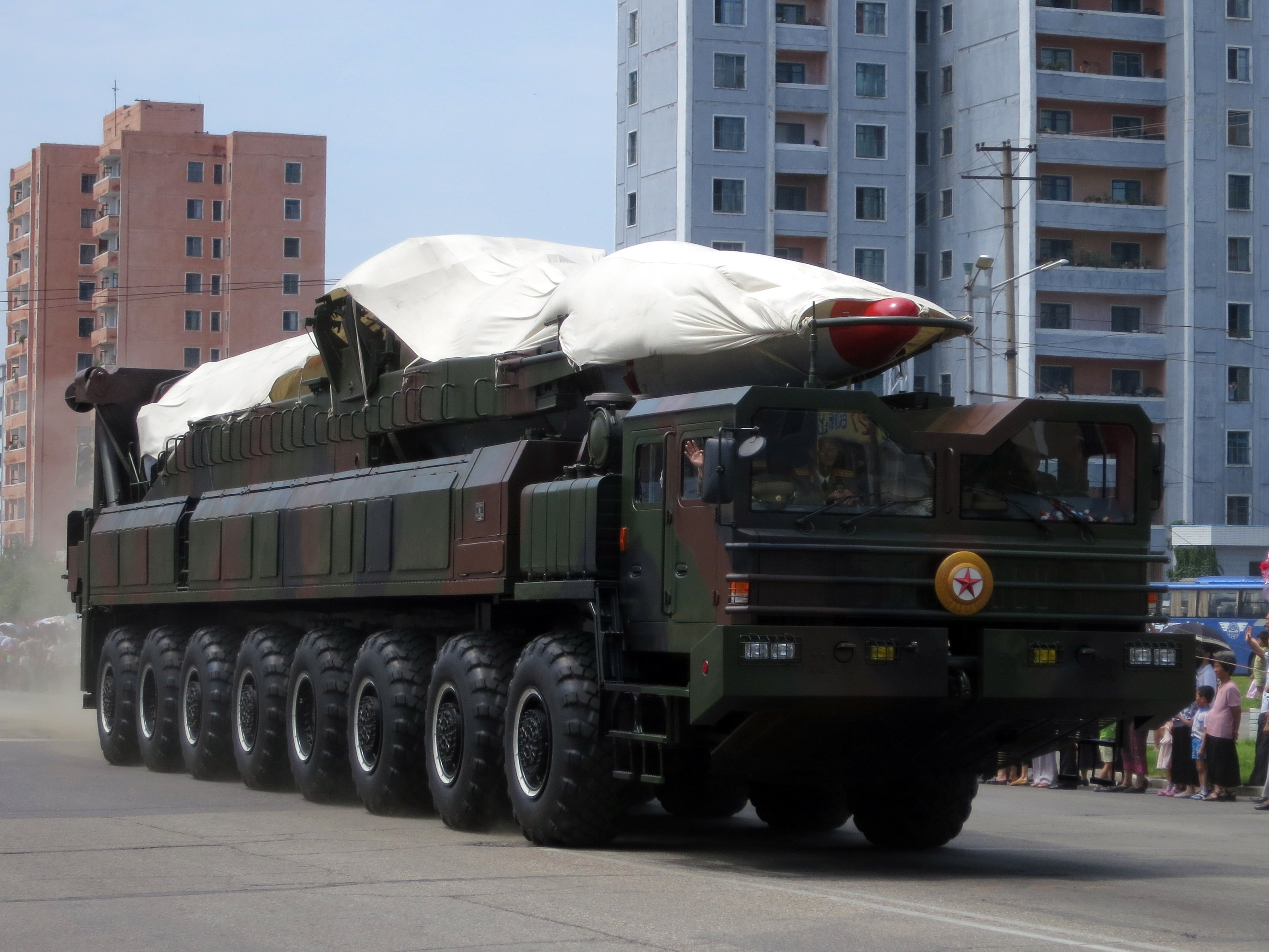
Racheta balistica nord-coreeana la parada

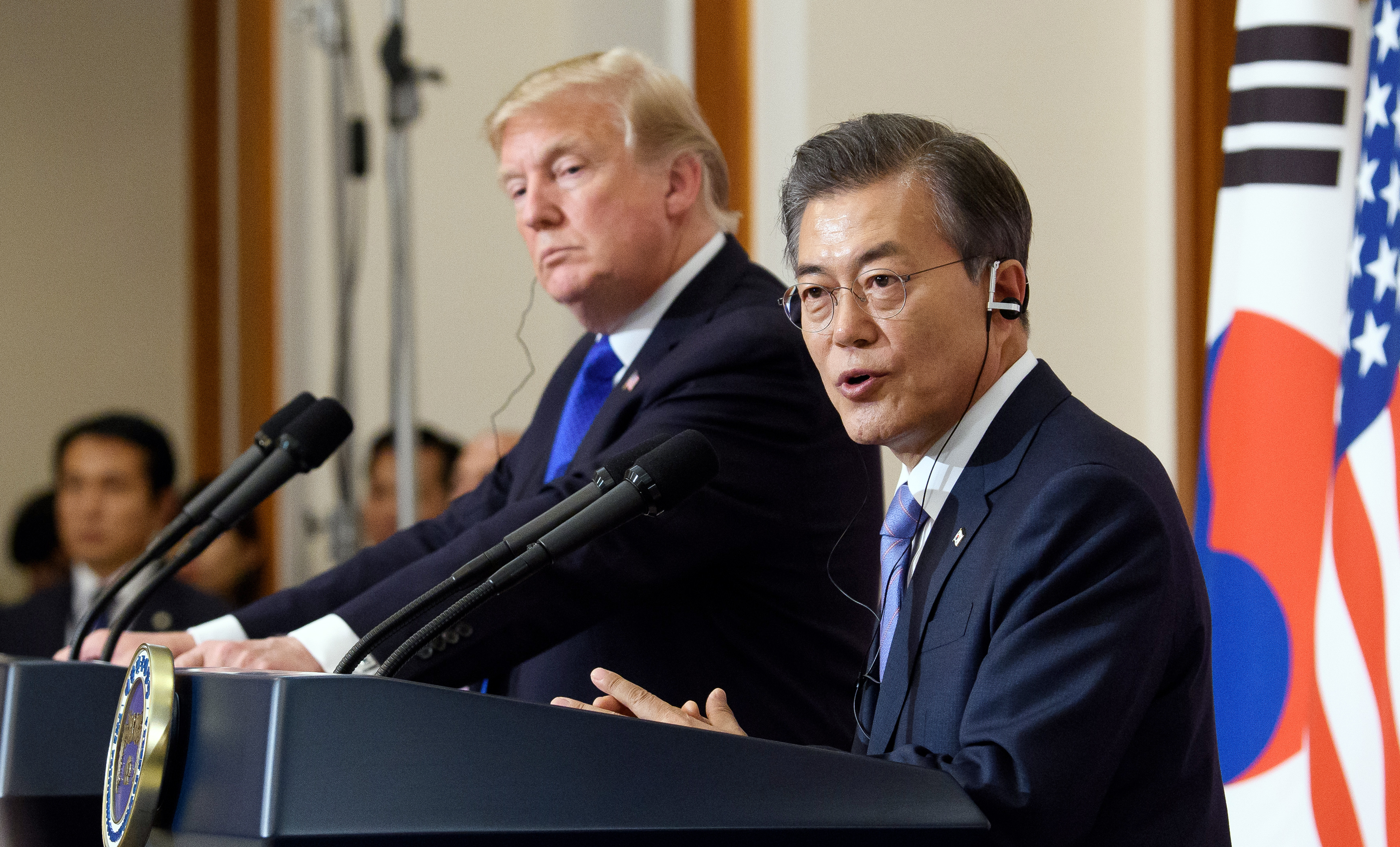
Intalnirea dintre Trump si Moon Jae-in

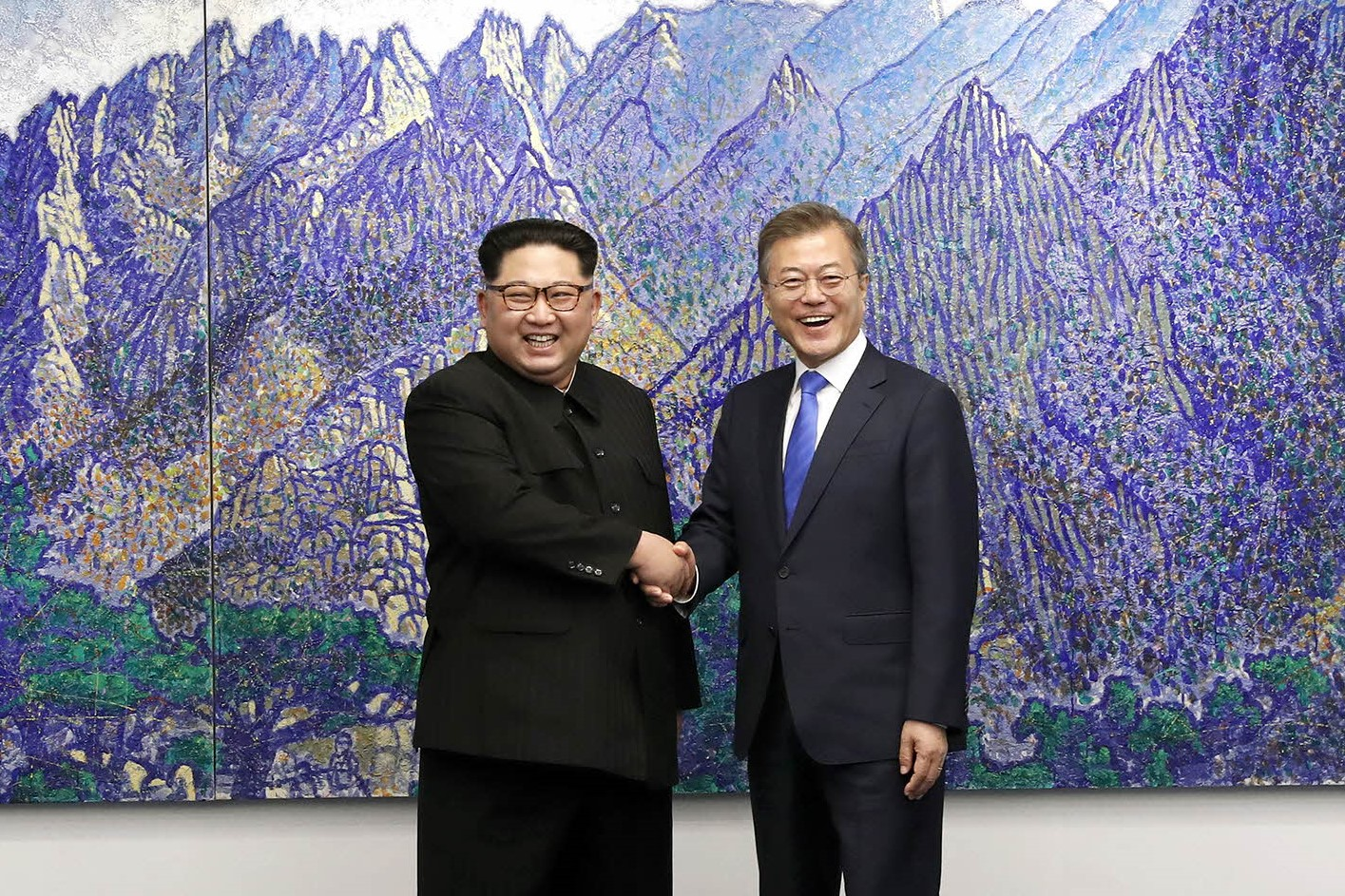
Intalnirea dintre Kim Jong Un (Coreea de Nord) si Moon Jae-in (Coreea de Sud)

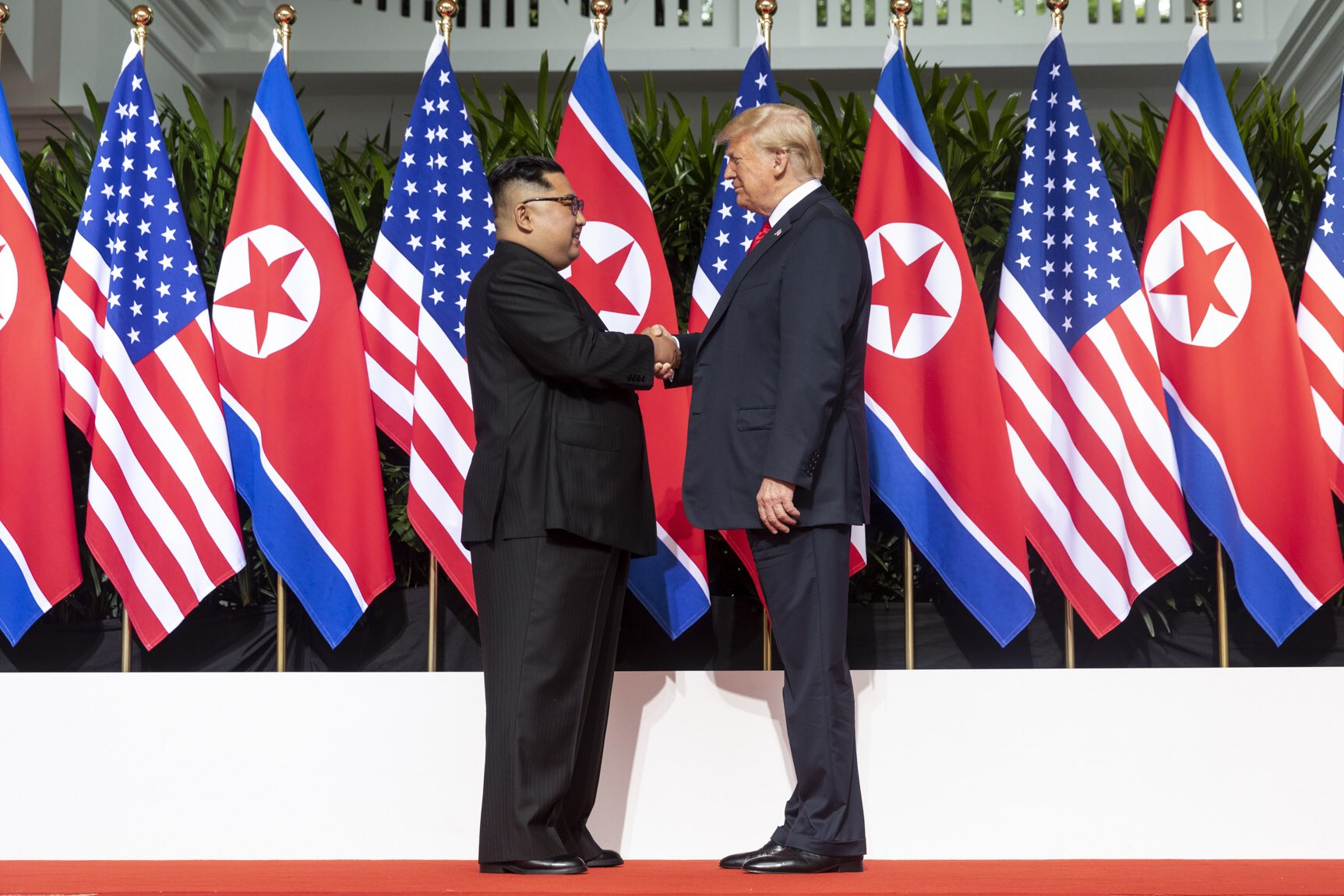
Salutul istoric dintre Kim Jong Un si Donald Trump de la Summitul din Singapore

Coreea de Nord si-a creat un program nuclear propriu din 2006, iar de atunci a efectuat o serie de teste nucleare. 
Administratia Obama au impus sanctiuni repetate regimului nord-coreean condus de Kim Jong Un care a testat mai multe rachete si arme nucleare decat ambii predecesori ai sai la un loc. 
A efectuat teste nucleare in februarie 2013, ianuarie si septembrie 2016, respectiv in septembrie 2017. In ianuarie 2016 oficialii nord-coreeni au declarat ca a testat prima bomba cu hidrogen. 
În urma bombardamentului american de la 7 aprilie 2017 de la Shayrat, Siria, ca răspuns la atacul chimic, tensiunile l-au determinat pe președinte american Donald Trump sa se axeze si pe opțiuni militare împotriva programului de rachete balistice al Coreei de Nord. În a doua săptămână a lunii aprilie 2017, în mass - media la nivel mondial în mod eronat s-a raportat că Portavionul USS Carl Vinson a fost dislocat în Marea Japoniei îndreptându-se către Coreea de Nord, ca urmare a confuziei create de o "dezordonare" între "Pentagonul și Casa Albă". Un anunț prematur pe 8 aprilie al Marinei a dus la o "succesiune de evenimente". 
Pe 17 aprilie, ambasadorul Națiunilor Unite, adjunctul Coreei de Nord, a acuzat Statele Unite de "transformarea peninsulei coreene în" cel mai mare focar de razboi din lume ", iar guvernul nord-coreean a declarat că" este pregătit să declare război împotriva Statelor Unite daca va fi a fi atacat. " Președintele Trump l-a numit pe domnul Kim drept "Micul Om-Racheta" și "cățeluș bolnav" și a promis că amenințările nord-coreene continue către America "vor fi întâmpinate cu foc și furie pe care lumea nu le-a văzut niciodată". Trump a declarat uneori ca diplomația cu regimul Kim e "o pierdere de timp". În realitate, la data de 18 aprilie, Carl Vinson și însotitorii sai au fost la 3.500 de mile de Coreea angajate în programate comune de exerciții în Oceanul Indian cu flota regala australiana. Portavionul Carl Vinson a fost în Marea Chinei de Sud în 2015 și din nou în februarie 2017, pe patrule de rutină. La sfârșitul lunii aprilie 2017, Trump a declarat că "aici este o șansă că noi [Statele Unite] am putea ajunge să avem un conflict major cu Coreea de Nord". În iulie 2017, secretarul de stat al SUA Rex Tillerson a autorizat o "Restricție de călătorie geografică", care a interzis americanilor să intre în Coreea de Nord. La 30 august 2018, interdicția a fost prelungită până la 31 august 2019. 
Un cetățean american, pe numele Tony Kim, de asemenea cunoscut sub numele de coreean Kim Sang-duk, a fost reținut în timp ce încerca să părăsească Coreea de Nord prin Aeroportul Internațional Pyongyang. În ianuarie 2016, un student american, Otto Warmbier, a fost reținut la Aeroportul Internațional Pyongyang după ce a încercat să fure un banner de propagandă de la hotelul său. Călătorea cu un grup de americani, toți care s-au întors în siguranță în America fără nici un conflict, în timp ce a fost oprit de securitate și perchezitionat. Imaginile de securitate i-au arătat că ar fi intrat într-o zonă interzisă din hotel și ar fi scos posterul de pe perete și l-ar fi pus în geantă. El susține că a urmat ordinele bisericii sale să ia ceva din Coreea de Nord. În martie 2016, el a fost condamnat la 15 ani de muncă grea, dar în iunie 2017 a fost eliberat din Coreea de Nord, dar a căzut într-o stare de comă. El a murit la câteva zile după ce a fost repatriat în SUA. Coreea de Nord a afirmat că nu are nimic de-a face cu moartea sa. Compania chineză de călătorie care l-a preluat pe Warmbier în Coreea de Nord în cadrul unui grup de turisti a declarat că nu va mai accepta cetățenii americani în turneele sale pentru a împiedica împrejurări similare. 
Administrația Trump a sunat alarmă în legătură cu dezvoltarea a armelor nucleare și a rachetelor de către Coreea de Nord care ar putea lovi Statele Unite. A încercat să obțină sprijin din partea Rusiei și a Chinei, precum și a Coreei de Sud și a Japoniei. 
Coreea de Nord a efectuat un al șaselea test nuclear, de data asta cu arma termonucleara, la 3 septembrie 2017. 
Pe 15 septembrie, Coreea de Nord a lansat o nouă rachetă de la o bază de lângă Phenian, care a zburat pe deasupra insulei Hokkaido, din nordul arhipelagului nipon.Tirul a declanșat imediat alertele de urgență în Japonia. Racheta a căzut în Oceanul Pacific, la circa 2.000 de kilometri depărtare de Capul Erimo. 
Într-un discurs adresat Adunării Generale a Organizației Națiunilor Unite în septembrie 2017, Trump a amenințat că va "distruge total" Coreea de Nord dacă Statele Unite vor fi "forțate să se apere pe ele sau pe aliații săi"; el și-a repetat porecla recentă pentru Kim Jong-un ca "omul rachetă". Ca răspuns, liderul nord-coreean, Kim Jong-un, a numit discursul ca fiind plin de "prostie fără precedent" și "comportament psihic deranjat". 
Pe 23 septembrie 2017, militarii americani au trimis bombardierele B-1B de la Guam, împreună cu avioanele de luptă F-15C Eagle din Okinawa. Spre deosebire de misiunile anterioare, avioanele americane nu erau însoțite de avioane din Coreea de Sud sau din Japonia. Ulterior, Coreea de Nord a declarat că o lovitură de rachete împotriva Statelor Unite este "inevitabilă". 
Pe 20 noiembrie 2017, Trump a anunțat oficial reînscrierea Coreei de Nord ca sponsor al terorismului. 
Pe 15 februarie 2018, după rapoartele anterioare din presă, administrația Trump a refuzat să ia în considerare un așa-zis atac preventiv asupra programului nuclear al Coreei de Nord. 
La 8 martie 2018, după o întâlnire cu președintele Trump, diplomatul sud-coreean Chung Eui-yong a arătat că Kim Jong-un și-a exprimat "dorința" de a se întâlni cu președintele și că oferta sa a fost acceptată, ca întâlnire propusă să aibă loc înainte de luna mai. Mișcarea a fost descrisă de președintele sud-coreean Moon Jae-in drept "miracol". Întâlnirea fusese organizată pe 12 iunie în Singapore, deși, după exerciții militare duse de Statele Unite și Coreea de Sud, Kim Jong-un a amenințat că va ieși din summit, iar la 24 mai, președintele Trump a anulat-o. La 1 iunie 2018, Trump a anunțat că summitul va avea loc in cele din urma pe data de 12 iunie, în Singapore, după întâlnirea cu oficialii nord-coreeni de la Casa Albă. Președintele Trump s-a întâlnit cu președintele Kim pe 12 iunie. În cursul reuniunii a fost semnat un acord istoric între cele două țări, prin care se solicită Coreea de Nord să își reafirme angajamentul față de Declarația Panmunjom din 2017, semnată între Nord și Coreea de Sud. Acordul a declarat un nou început în relațiile SUA-Coreea de Nord de a realiza "pacea și prosperitatea" prin cooperarea în chestiuni cum ar fi recuperarea prizonierilor de razboi si ai celor disparuti in razboiul din Coreea din anii 1950-1953. Trump a anunțat ulterior că exercițiile de război dintre SUA și militarii sud-coreeni se vor încheia. 

La 25 septembrie 2018, președintele Trump a declarat în cadrul Adunării Generale a ONU că testele nucleare din Coreea de Nord au încetat, însă sancțiunile aplicate Coreei de Nord vor rămâne în vigoare până la realizarea denuclearizării totale. 
Pe 30 septembrie 2018, Președintele american Donald Trump le-a făcut o mărturisire susținătorilor săi, în timpul unui discurs în Wheeling, West Virginia, ca el si cu dictatorul nord-coreean, Kim Jong Un au cazut intr-o relatie de dragoste.

In 2020, relatiile dintre SUA/Coreea de Sud si Coreea de Nord s-au inrautatit din nou dupa ce Kim Jong Un a declarat ca va reincepe testele nucleare si dupa ce a detonat intenționat biroul de legătură cu Coreea de Sud.

### Disputele dintre NATO și Turcia

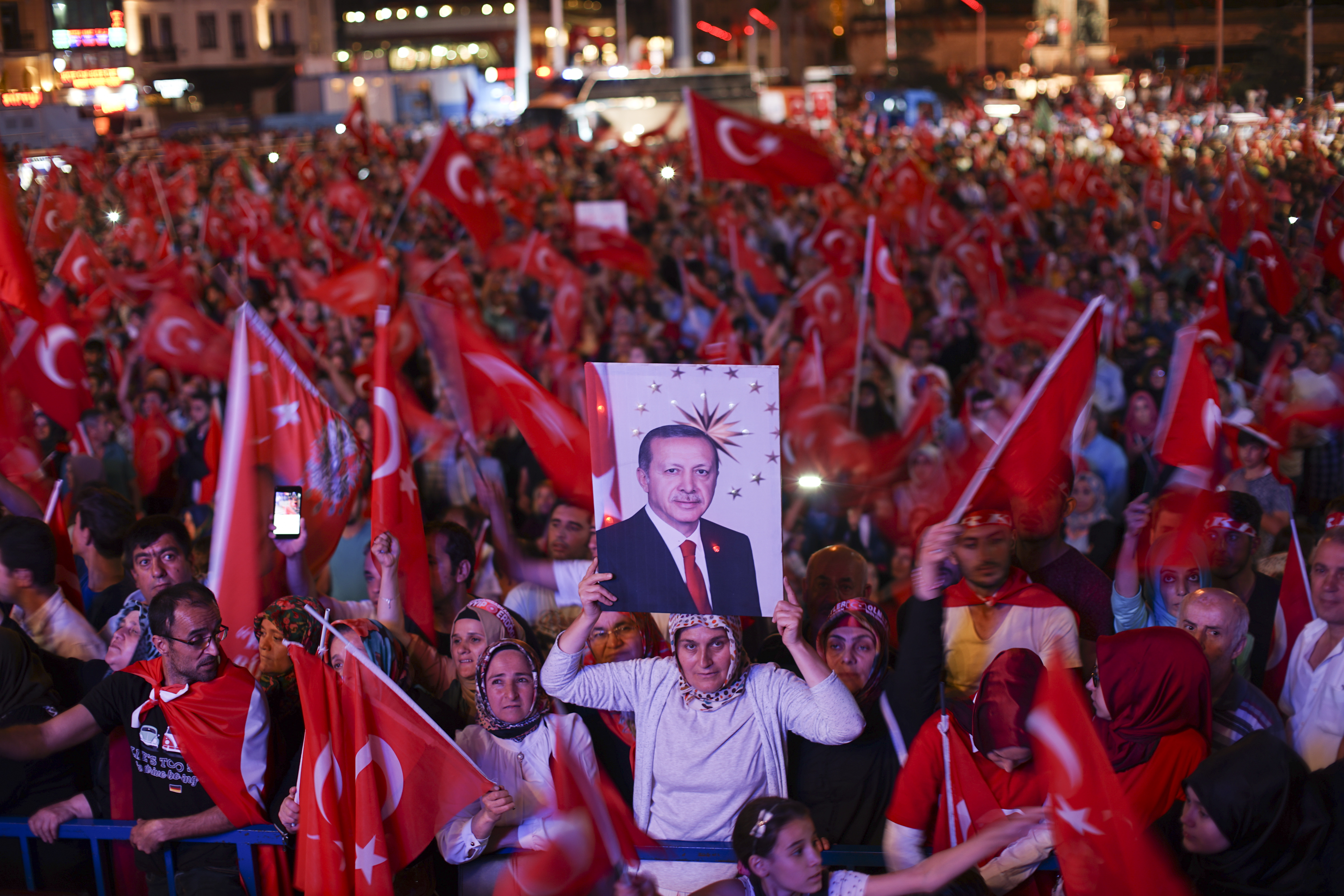
Demonstratie pro-Erdogan dupa lovitura de stat esuata

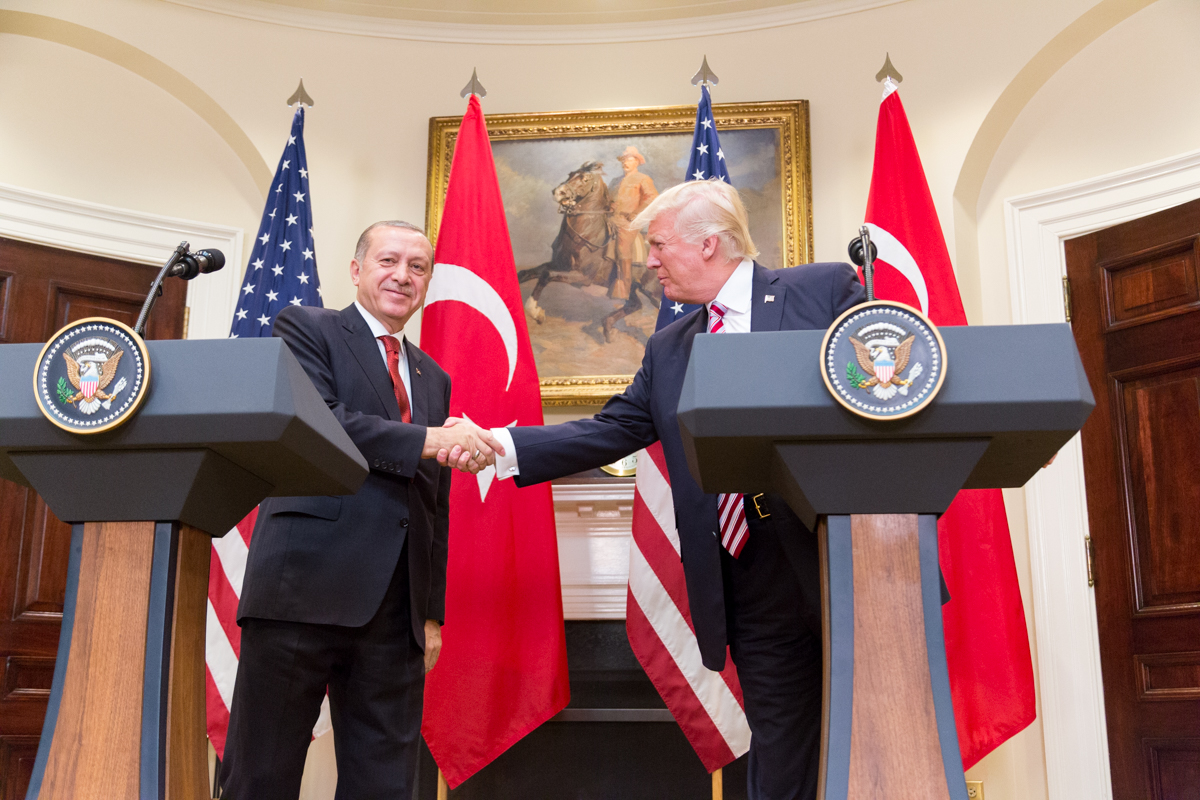
Trump si Erdogan

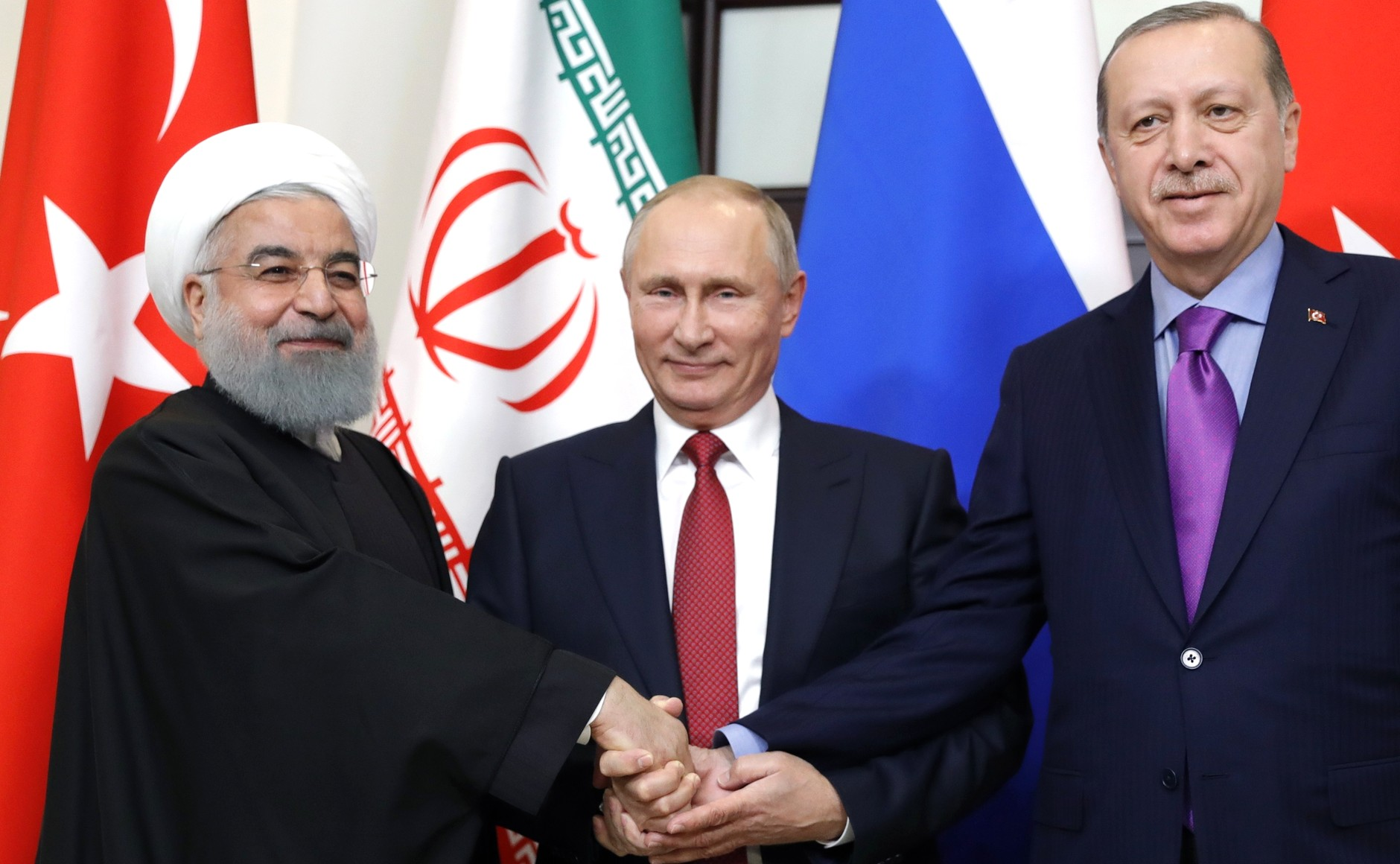
Vladimir Putin, Hassan Rouhani si Recep Tayyip Erdoğan

Din 2016, după tentativă eșuată de lovitură de stat, Recep Tayyip Erdoğan l-a acuzat pe Fethullah Gulen (care este auto-exilat în Pennsylvania) pentru organizarea acestei lovituri de stat, deși gruparea acestuia a condamnat lovitură. Turcia a cerut (ulterior loviturii de stat) Statelor Unite să-l extrădeze pe Gülen. SUA au refuzat, astfel Erdogan a început să se îndepărteze de SUA și responsabilitățile NATO, îndreptându-se spre sfera Rusiei.
Erdoğan a început o represiune împotriva libertății presei ; în 2016 și 2017, mai mulți jurnaliști au fost incarcerați în Turcia decât în orice altă țară. A fost reales în alegerile generale din 2018 și a preluat rolul de președinte executiv și a devenit atât șeful statului, cât și șeful guvernului. Guvernul său e acuzat pentru presupusele încălcări ale drepturilor omului și reprimarea presei sociale, blocând accesul la Wikipedia, Twitter, Facebook și YouTube în numeroase ocazii.

În ianuarie 2017, Erdoğan a afirmat că retragerea trupelor turcești din Ciprul de Nord este "în afară chestiunii", iar Turcia va fi în Cipru "pentru totdeauna". 
În martie 2017, președintele turc Recep Tayyip Erdoğan a declarat turcilor din Europa: "Nu faceți trei, ci cinci copii, pentru că voi sunteți viitorul Europei, acesta va fi cel mai bun răspuns la nedreptățile împotriva voastră". Această a fost interpretată că o chemare imperialistă pentru războiul demografic. 
Comerțul bilateral între Turcia și China a crescut de la 1 miliard de dolari pe an în 2002 la 27 miliarde de dolari anual în 2017. Erdoğan a declarat că Turcia ar putea lua în considerare aderarea la Organizația de Cooperare din Shanghai în loc de Uniunea Europeană. 

În decembrie 2017, președintele Erdoğan a emis un avertisment pentru Donald Trump, după ce președintele american a recunoscut Ierusalimul că fiind capitală Israelului. Erdoğan a declarat: "Ierusalimul este o linie roșie pentru musulmani", indicând faptul că numirea Ierusalimului drept capitală al Israelului va aliența palestinienii și alți musulmani din oraș, subminând speranțele unui viitor Capitol al unui stat palestinian. Erdoğan a numit Israelul un "stat terorist". 
În ianuarie 2018, armata turcă și aliații săi din Armata Siriană și Legiunea Sham au început o operațiune transfrontalieră în Cantonul Afrin din majoritatea kurdă din Siria de Nord, împotriva Partidului Uniunii Democrate conduse de kurzi (PYD) și a YPG sprijinit de SUA. 
În februarie 2018, președintele Erdoğan și-a exprimat sprijinul Turciei față de poziția Republicii Macedonia în timpul negocierilor privind dispută numelui din Macedonia spunând că poziția Greciei este greșită. 
La 8 iulie 2018, Erdogan a demis 18 000 de oficiali pentru presupuse legături cu clericul Fethullah Gülen din SUA, cu puțîn timp înainte de a-și reînnoi mandatul de președinte executiv. Dintre cei eliminați, 9000 erau ofițeri de poliție, cu adăugarea a sute de cadre universitare.
La 1 august 2018, Departamentul de Trezorerie al Statelor Unite a sancționat doi miniștri superiori ai guvernului turc care au fost implicați în detenția pastorului american Andrew Brunson. Erdoğan a spus că comportamentul american va forța Turcia să caute noi prieteni și aliați. Tensiunile SUA-Turcia par a fi cea mai gravă criză diplomatică între aliații NATO.
Pe 14 august 2018, Președintele turc Recep Tayyip Erdogan a anunțat că Turcia va boicota produsele electronice din SUA, drept contramăsură în dispută cu Washingtonul care a provocat scăderea lirei la niveluri record. Lira turcească a scăzut cu 40 %, valorând 7,24 dolari și ajungând la 6,53 dolari.„Vom impune un boicot produselor electronice din SUA. Dacă ei au iPhone-uri, atunci există Samsung și noi avem propriile noastre telefoane Vestel”, a adăugat Erdogan, făcând referire la compania electronică turcă, ale cărei acțiuni au crescut cu 5 %.

### Cazul Skripal - asasinat la comandă
La 4 martie 2018, Serghei Skripal, un fost ofițer militar rus și agent dublu pentru serviciile de informații ale Marii Britanii, și fiica lui, Iulia Skripal, au fost otrăviți în Salisbury, Anglia, cu neurotoxina Noviciok cunoscută sub numele de A-234, potrivit unor surse oficiale din Marea Britani și Organizația pentru Interzicerea Armelor Chimice (OPCW). După trei săptămâni într-o stare critică, Yulia și-a recăpătat conștiința și a putut să vorbească. A fost externată la 9 aprilie 2018. Serghei a fost, de asemenea, într-o stare critică până când i-a revenit conștiința la o lună după atac. El a fost externat din spital la 18 mai 2018.
Un ofițer de poliție a fost, de asemenea, luat în îngrijire intensivă după ce a fost contaminat când s-a dus la casa lui Serghei Skripal. Până la 22 martie s-a recuperat suficient pentru a părăsi spitalul. Un număr suplimentar de 48 de persoane au solicitat sfatul medicului după atac, însă nici unul nu a necesitat tratament. 
În anii 1990, Serghei Skripal a fost ofițer pentru Direcția Generală de Informații a Rusiei (GRU) și a lucrat ca agent dublu pentru serviciul Secret Intelligence al Regatului Unit din 1995 până la arestarea sa la Moscova în decembrie 2004. În august 2006 a fost condamnat pentru o înaltă trădare și condamnat la 13 ani într-o colonie penală de către un tribunal rus. S-a stabilit în Marea Britanie în 2010 ca urmare a schimbului de spioni in programul "Illegals". Serghei deținea dublă cetățenie rusă și britanică; Yulia era cetățean rus și a vizitat Moscova cu tatăl ei. 
Mai târziu, în martie, guvernul britanic a acuzat Rusia de tentativa de crimă și a anunțat o serie de măsuri punitive împotriva Rusiei, inclusiv expulzarea diplomaților. Evaluarea oficială a incidentului din Regatul Unit a fost susținută de alte 28 de țări care au răspuns similar. În total, un număr de 153 de diplomați ruși au fost expulzați. Rusia a negat acuzațiile și a răspuns în mod similar expulzărilor și "a acuzat Marea Britanie de otrăvire".
La 30 iunie 2018 o intoxicație similară a doi cetățeni britanici în Amesbury, la șapte kilometri de Salisbury, a implicat același agent nervos. Un om a găsit neurotoxina într-o sticlă de parfum și a dat-o femeie care se pulveriza pe încheietura mâinii ei. Femeia, Dawn Sturgess, s-a îmbolnăvit în 15 minute și a murit la 8 iulie, dar omul care a intrat în contact cu otrava a supraviețuit. Poliția britanică consideră că acest incident nu a fost un atac vizat, ci un rezultat al modului în care neurotoxina a fost eliminată după otrăvirea din Salisbury. 
La 5 septembrie 2018, autoritățile britanice au identificat doi cetățeni ruși, Alexandru Petrov și Ruslan Boshirov, fiind suspectați de intoxicarea familiei Skripal și au afirmat că erau ofițeri activi în serviciul militar rus. Ca răspuns, la 13 septembrie, cei doi bărbați au fost intervievați la televiziunea rusă unde au afirmat că sunt oameni de afaceri și turiști care vizitează orașul. Pașapoartele lor au fost, de asemenea, descrise ca fiind coperți false, emise pentru prima dată în 2009 cu numere foarte asemănătoare, fără înregistrări anterioare de existență și, într-un caz, marcaje care indică folosirea militară sau a altor servicii sub acoperire sau servicii secrete.
La 26 septembrie 2018, site-ul de investigație Bellingcat a publicat o declarație în care a identificat pozitiv omul cunoscut sub numele de Ruslan Boshirov, în calitate de colonel GRU foarte bine decorat, Anatoliy Chepiga. A remarcat că au existat informații neobișnuit de puțin publicate despre Chepiga, dat fiind faptul că el a primit un premiu rar atribuit de Erou al Federației Ruse, un premiu acordat personal de președintele Vladimir Putin și că dovezile disponibile sugerează că Chepiga era activ în operațiunile sub acoperire. Declarația a oferit, de asemenea, detalii cu privire la serviciile și distincțiile anterioare ale lui Chepiga și a concluzionat că utilizarea unui colonel în misiunea de la Salisbury, pe care Putin l-a cunoscut personal, a indicat că asasinarea a fost comandată "la cel mai înalt nivel". 
La 8 octombrie 2018, Bellingcat a dezvăluit identitatea reală a suspectului Alexander Petrov ca Dr. Aleksandr Mishkin.

### Cazul Facebook-Cambridge Analytica, fenomenul "Fake News" și brigăzile ruse web
Scandalul de date Facebook-Cambridge Analytica a fost un scandal politic major la începutul anului 2018, când a fost dezvăluit că Cambridge Analytica a recoltat datele personale a milioane de oameni de pe profilurile lor de Facebook fără consimțământul lor și le-au utilizat în scopuri politice. Acesta a fost descris că un moment de răscruce în înțelegerea publică a datelor personale și a precipitat o scădere masivă a prețului acțiunilor Facebook, solicitând o reglementare mai strictă a utilizării de către companii a tehnologiilor de date.
Recoltarea ilegală de date cu caracter personal de către Cambridge Analytica a fost raportată pentru prima dată în decembrie 2015 de Harry Davies, un jurnalist pentru The Guardian. El a raportat că Cambridge Analytica lucra pentru Senatorul Statelor Unite, Ted Cruz, folosind datele recoltate din conturile de milioane de oameni din Facebook fără consimțământul lor. 
Scandalul a reizbucnit în martie 2018 odată ce fostul angajat al Cambridge Analytica, Christopher Wylie, a dezvăluit informații incendiare. El a fost o sursă anonimă pentru un articol din 2017 în Observer de Carole Cadwalladr, numit The Great Brexit Robbery. 
Informațiile publicate simultan pe 17 martie 2018 au provocat o uriașă criză publică. Mai mult de 100 de miliarde de dolari au fost scoase din prețul acțiunilor Facebook și politicienii din SUA și Marea Britanie au cerut răspunsuri de la Mark Zuckerberg. Scandalul ia determinat în cele din urmă să accepte să depună mărturie în fața Congresului Statelor Unite.
Scandalul a fost semnificativ pentru incitarea discuțiilor publice asupra standardelor etice pentru companiile de social media, organizațiile de consultanță politică și politicieni. Sprijinii consumatorilor au cerut o mai mare protecție a consumatorilor în mass-media online și dreptul la intimitate, precum și limitarea dezinformării și propagandei.
În centrul scandalului s-au aflat și brigăzile web, de asemenea, cunoscute sub numele de armata de "trolli" ruși sau Kremlinbots, comentatori politici anonimi de pe Internet sponsorizati de guvernul rus. Participanții au raportat că sunt organizați în echipe și grupuri de comentatori care participă la bloguri politice rusești și internaționale și la forumuri de pe Internet, ce orchestrează campanii de dezinformare și de trolling pentru a promova politicile pro Puțîn și a face propagandă Rusiei. De asemenea, s-a constatat că articole de pe Wikipedia în limba rusă privind accidentul MH17 și conflictul din 2014 cu Ucraina au fost vizate de către organismele ruse de propagandă de internet. 
Au apărut acuzații că tot brigazile web sunt responsabile pentru câștigarea alegerilor prezidențiale din SUA în 2016 de către Donald Trump prin propagarea de informații false despre sistemul liberal occidental, având că scop deteriorarea poziției Americii și întărirea poziției Rusiei la nivel internațional.
Pe 25 octombrie 2018, Facebook a fost amendat cu 500 000 euro pentru scandalul Cambridge Analytica de către Information Commissioner's Office (ICO) al Marii Britanii pentru datele personale a zeci de milioane de oameni care au fost colectate.

### Războiul Rece din Orientul Mijlociu

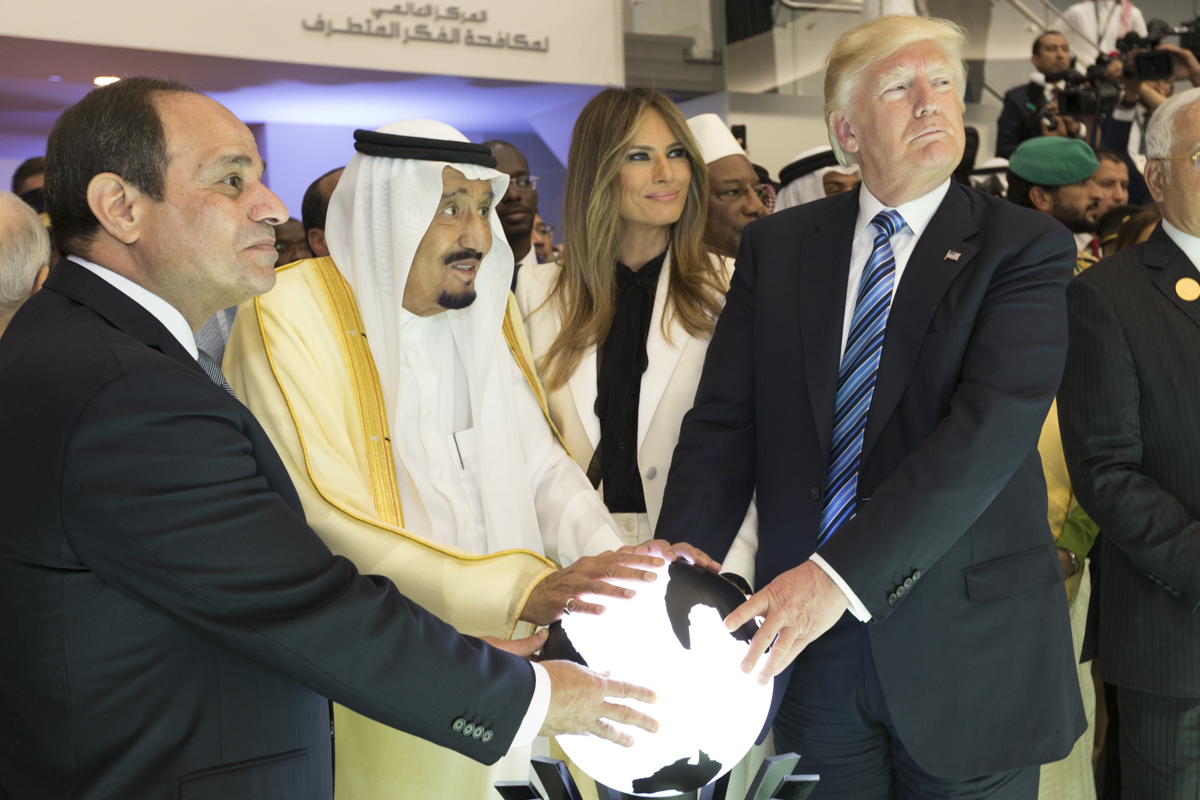
Abdel Fattah el-Sisi, Regele Salman al Arabiei Saudite, Prima-Doamna Melania Trump si presedintele american Donald Trump la Riyadh

Vladimir Putin si Ayatollahul Ali Khamenei

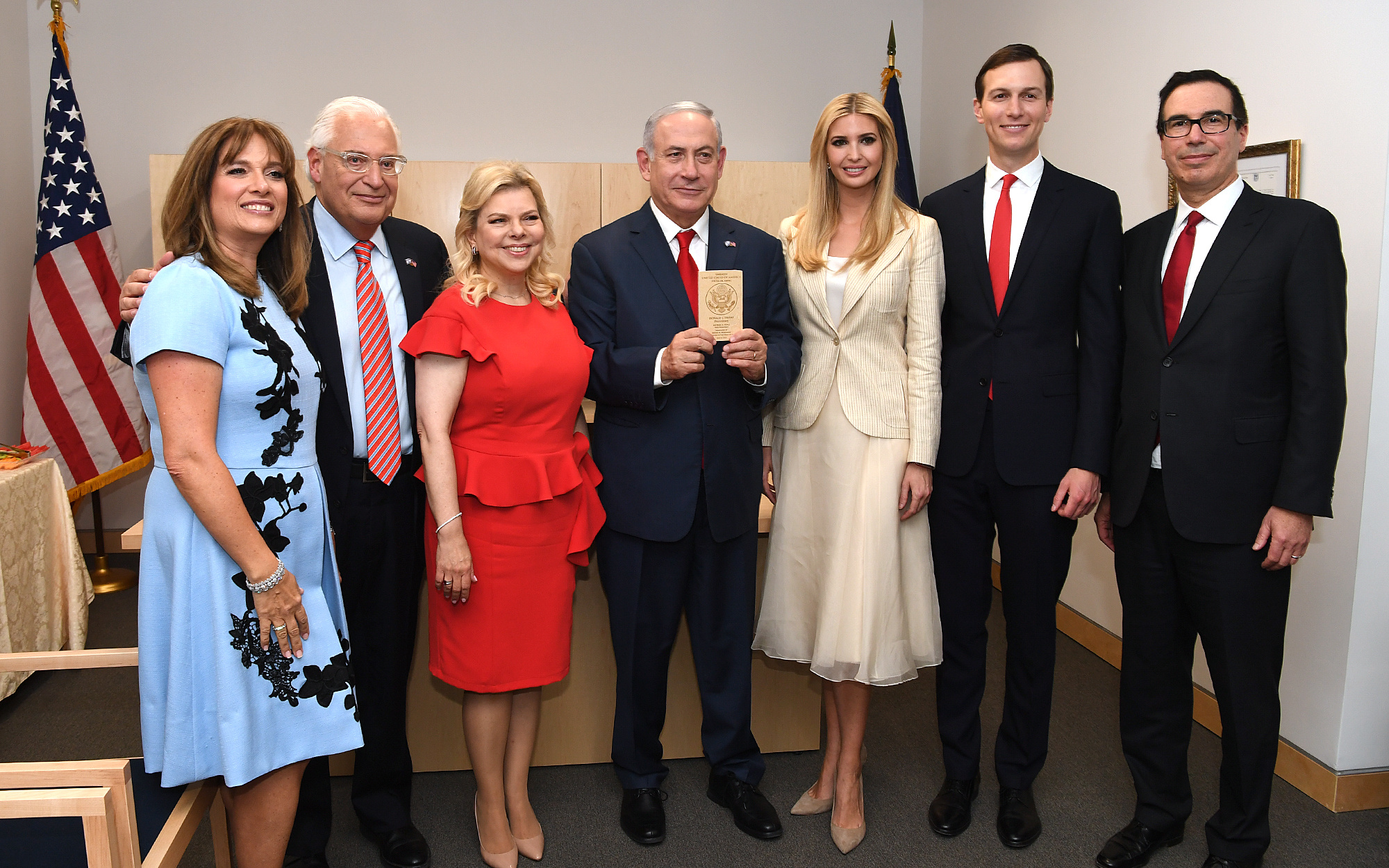
Ceremonia deschiderii ambasadei americane la Ierusalim - in poza apar premierul Israelului Netanyahu si Ivanka Trump, fiica presedintelui american Trump

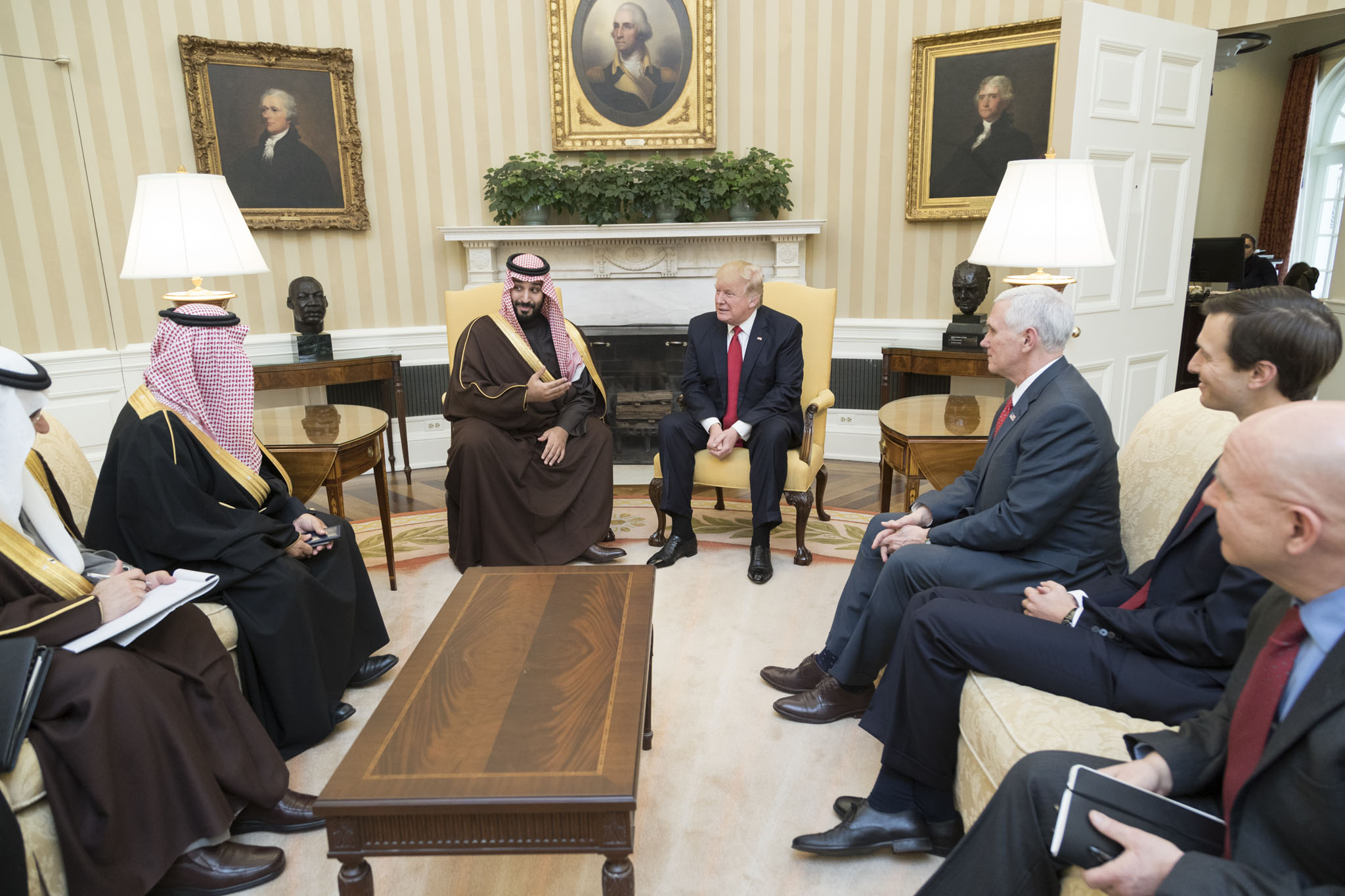
Donald Trump si printul Mohammed bin Salman bin Abdulaziz Al Saud

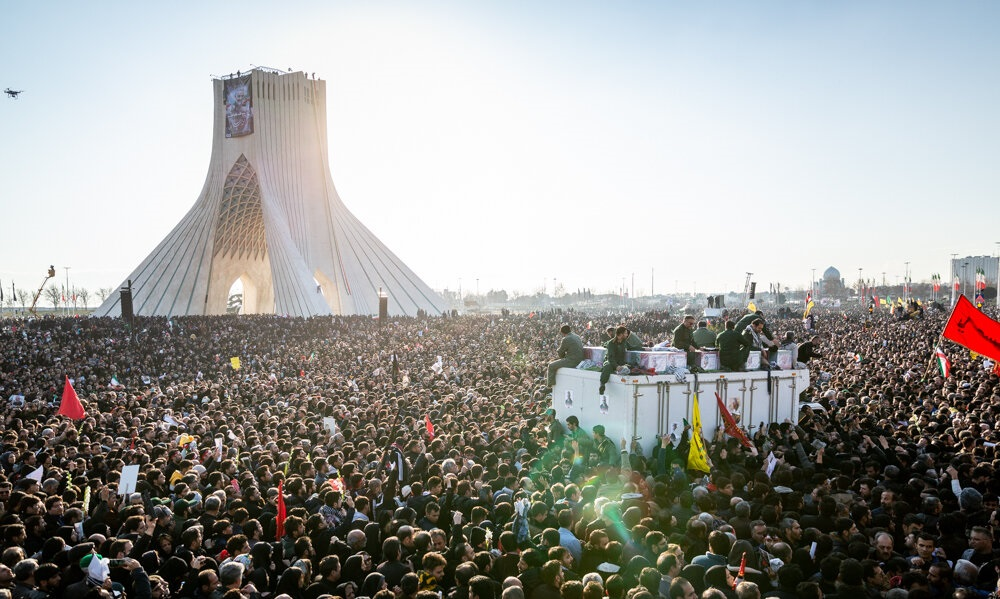
Funeraliile generalului iranian Qasem Soleimani, Tehran

Deși sunt aflate în conflict religios din anii 1980, tensiunile dintre Arabia Saudită (susținut de SUA ) vs Iran (susținut de Rusia ) au sporit după Primăvara Arabă din 2011 care a dus la căderea regimurilor dictatoriale din Tunisia, Egipt, Libia, Yemen, respectiv la izbucnirea războiului civil din Siria. 
Primăvara Arabă care milita pentru înlăturarea dictatorilor și democratizare a fost succedată de Iarna Arabă care se referă la evenimentele precum Războiul Civil Sirian, insurgența irakiană și război civil dintre forțele guvernamentale irakiene și gruparea teroristă ISIS, criza egipteană (înlăturarea președinților Hosni Mubarak și a lui Mohamed Morsi și venirea la putere a comandantului Abdel Fattah el-Sisi), criza libiană și războiul civil de după uciderea lui Muammar Gaddafi și criza din Yemen de după înlăturarea președintelui Ali Abdullah Saleh.
De atunci, Siria și Yemen au devenit câmpuri de bătălie pentru cele două state. 
În Yemen, capitala țării, Sana'a, a fost capturată de Insurgența șiiților houthi, ceea ce a determinat coaliția arabă condusă de saudiți să intervină și să restaureze guvernul Hadi în Aden. Dar după uciderea președintelui Saleh de către un lunetist și izbucnirea epidemiei de holeră și a foametei, houthi au căpătat control asupra orașului din nou, urmând să fie capturat de forțele Consiliului Transnațional Sudic pro-Hadi în urma bătăliei de la Aden. 
Donald Trump și prințul saudit încoronat Mohammad bin Salman intenționează să intervină în această țară pentru a restabili ordinea unde războiul civil a ucis peste 80 000 de oameni (inclusiv 50 000 de copii morți de foame) și a alungat peste 3 milioane de cetățeni yemeniti, ajunși refugiați. 
Între timp, în Siria, atât Iranul și mișcările palestiniene Hezbollah/Hamas susținute de Rusia au intervenit ca să susțină regimul Assad în vreme ce Arabia Saudită și Israel au susținut opoziția și forțele rebele.
Arabia Saudită sub regele Salman a adoptat o politică externă mai fermă, reflectată în special în intervenția militară în Yemen în 2015 și implicarea sa în Liban în 2017.
Pentru prima oară, forțele Israelului s-au confruntat cu forțele Iranului pe teritoriul Siriei. Forțele iraniene au lansat 20 de rachete Fajr-5 asupra pozițiilor militare ale Israelului de pe înălțimile Golan. Israelul a răspuns cu lansarea a 70 de rachete de către 28 de avioane F-35 asupra forțelor iraniene amplasate în Siria, fiind uciși 11 iranieni. 
Pesedintele american Donald Trump a continuat relația de prietenie cu Arabia Saudită prin încheierea tratatului militar de înarmare cu această la summitul de la Riyadh. Prin acest tratat, SUA vinde arme Arabiei Saudite în valoare de 350 miliarde de dolari, fiind cel mai scump tratat de achiziții militare din istorie prin care Arabia Saudită cumpără tancuri, vase cu sisteme defensive, sisteme radar, comunicații și tehnologii noi în materie de securitate cibernetică. Totodată, Trump și-a arătat poziția anti-Rusia privind situația din orientul mijlociu: a bombardat Siria ori de câte ori a comis un atac chimic asupra populației și a încetat acordul nuclear cu Iranul(în ciuda opoziției manifestate de statele membre UE) stabilit anterior de Obama și a reînceput seria de sancțiuni și amenințări cu intervenții militare asupra Iranului pentru relansarea programul nuclear. 
Pe parcursul anului 2017, Donald Trump a implementat o serie de legi anti-imigrație ilegală. A interzis pentru 90 de zile accesul tuturor musulmanilor în SUA din șapte țări acuzate că sponsorizează terorismul: Irak, Siria, Iran, Libia, Somalia, Sudan și Yemen 
În iunie 2017, șapte state din lumea arabă au rupt relațiile diplomatice cu Qatarul, una dintre cele mai bogate țări din lume, pe care o acuză că susține terorismul, inclusiv Al-Qaida, gruparea Stat Islamic și Frăția Musulmană.
La 6 decembrie 2017, președintele american Donald Trump a anunțat recunoașterea Ierusalimului drept capitală Israelului de către SUA și a ordonat planificarea relocării Ambasadei SUA în Israel de la Tel Aviv la Ierusalim. Benjamin Netanyahu, prim-ministrul Israelului, a salutat decizia.
Decizia de a recunoaște Ierusalimul drept capitală Israelului a fost respinsă de majoritatea liderilor mondiali. Marea Britanie, Franța, Suedia, Italia și Japonia au fost printre țările care au criticat decizia Trump. Cu toate acestea, alte țări au sprijinit această mișcare ca Guatemala, care au declarat că își vor reloca ambasada; Paraguay, Cehia, România și Honduras au avut în vedere relocarea. Șeful politicii externe a Uniunii Europene, Federica Mogherinia, a subliniat faptul că toate guvernele statelor membre ale UE s-au unit cu privire la problema Ierusalimului și și-au reafirmat angajamentul față de statul palestinian cu capitală la Ierusalimul de Est. 
Oficialii palestinieni au declarat că anunțul descalifică Statele Unite de la negocierile de pace, în timp ce Hamas a cerut o nouă intifadă după declarațiile lui Trump. După anunț, au avut loc demonstrații pe întreg teritoriul Cisiordaniei și Fâșiei Gaza, precum și în Iran, Iordania, Tunisia, Somalia, Yemen, Malaezia și Indonezia. Până la 25 decembrie 2017, grupurile Salafi au tras aproape 30 de rachete către Israel din Fâșia Gaza 
Ambasada SUA a fost deschisă oficial la Ierusalim, la 14 mai 2018, care coincide cu a 70-a aniversare a Declarației de Independență a Israelului.
Pe 2 octombrie 2018, Jamal Khashoggi, un jurnalist si comentator politic saudit a intrat în consulatul Arabiei Saudite din Istanbul pentru a obține mai multe documente legate de căsătoria sa cu o turcă. El nu a mai fost văzut ieșit din clădire și a fost declarat dispărut. Oficiali turci au afirmat că Jamal Khashoggi a fost torturat și ucis în interiorul consulatului, iar corpul său a fost transportat la reședința consulului general pentru a fi dezmembrat. Inițial, guvernul saudit a negat moartea jurnalistului, însă, pe 20 octombrie, procurorul general al Arabiei Saudite a anunțat că acesta a fost ucis în consulat în urma unei bătăi cu angajați ai consulatului. Guvernele occidentale au respins explicația oficială a Arabiei Saudite pentru moartea lui Jamal Khashoggi ca fiind lipsită de credibilitate. Printul saudit Mohammed bin Salman a fost invinovatit ca fiind principalul responsabil pentru uciderea jurnalistului. Bin Salman e recunoscut pentru incercarea de a liberaliza Arabia Saudita, dar si pentru atrocitatile comise de la arestarea si torturarea unor activisti pentru drepturile omului, bombardamentele asupra Yemenului si blocada lansata ce a cauzat infometarea a 13 milioane de yemeniti, escaladarea crizei diplomatice cu Qatar, declansarea disputei Liban-Arabia Saudita, arestarea unor membri a familiei regale saudite, criticarea miscarii feministe, fiind vazut ca un lider autocrat. 
În Orientul Extrem, din septembrie 2016 până în iunie 2018, forțele armate indiene s-au confruntat cu Forțele Armate ale Pakistanului pe linia de demarcație din Kashmir. 300 de soldați și civili au fost uciși.
Pe 3 ianuarie 2020, o drona la comanda presedintelui Donald Trump l-a ucis pe generalul iranian Qasem Soleimani, comandant al fortelor Quds care finanta gruparea Hezbollah, regimul sirian condus de Al-Assad si trupele Peshmerga. Acesta era vazut drept foarte popular printre iranieni, insa pentru ca a ajutorat teroristi, a fost considerat drept terorist de SUA in 2005. Ca riposta, Iranul a lansat atacuri cu rachete asupra bazelor americane din Irak. Trump i-a transmis presedintelui Iranului pe Twitter ca Iranul ca va suferi consecinte dure daca va continua atacurile asupra bazelor militare americane, insa pana la urma a facut un pas inapoi si nu a atacat Iranul.

### Ascensiunea naționalismului și a euroscepticismului în Uniunea Europeană

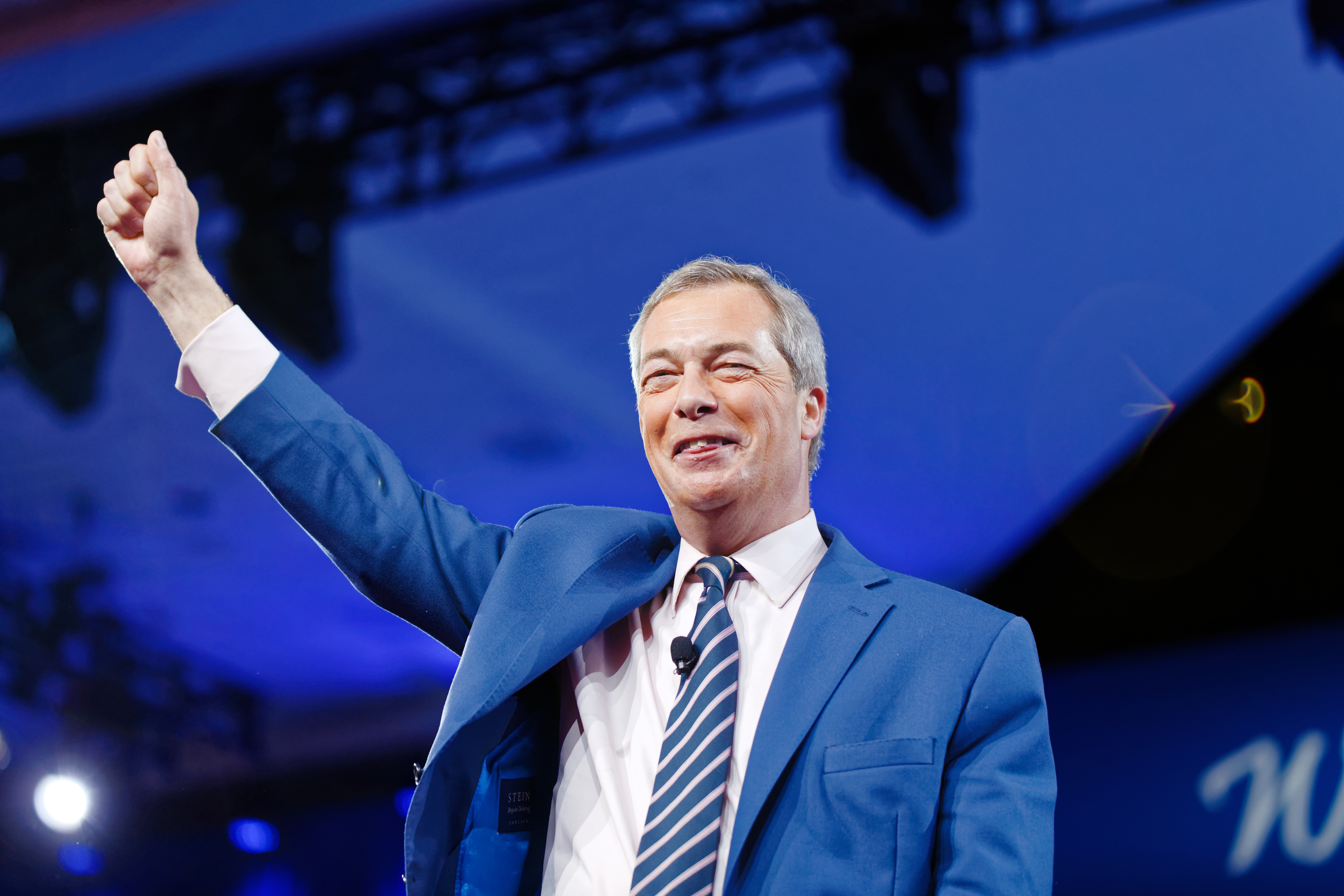
Nigel Farage
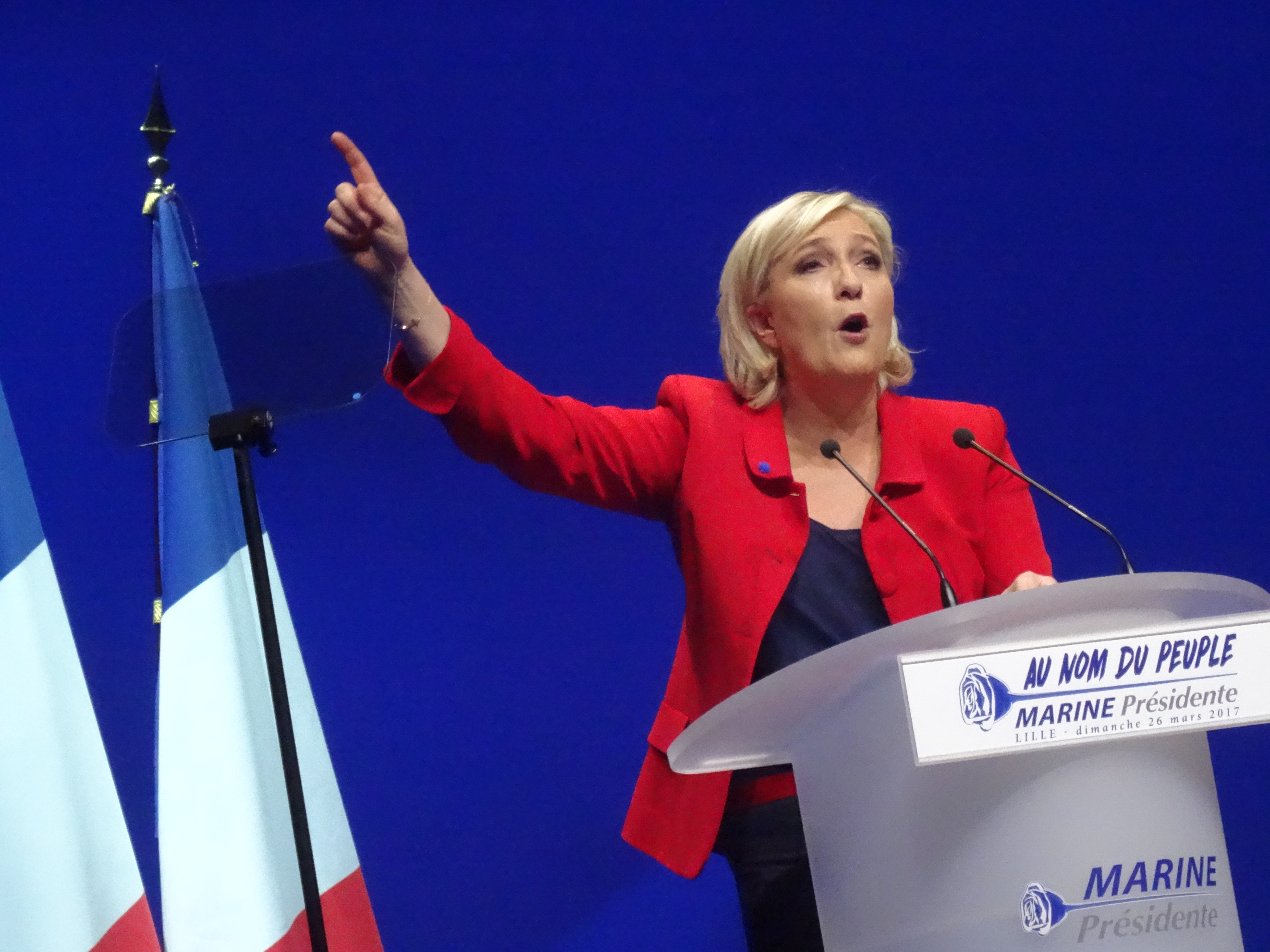
Marine Le Pen
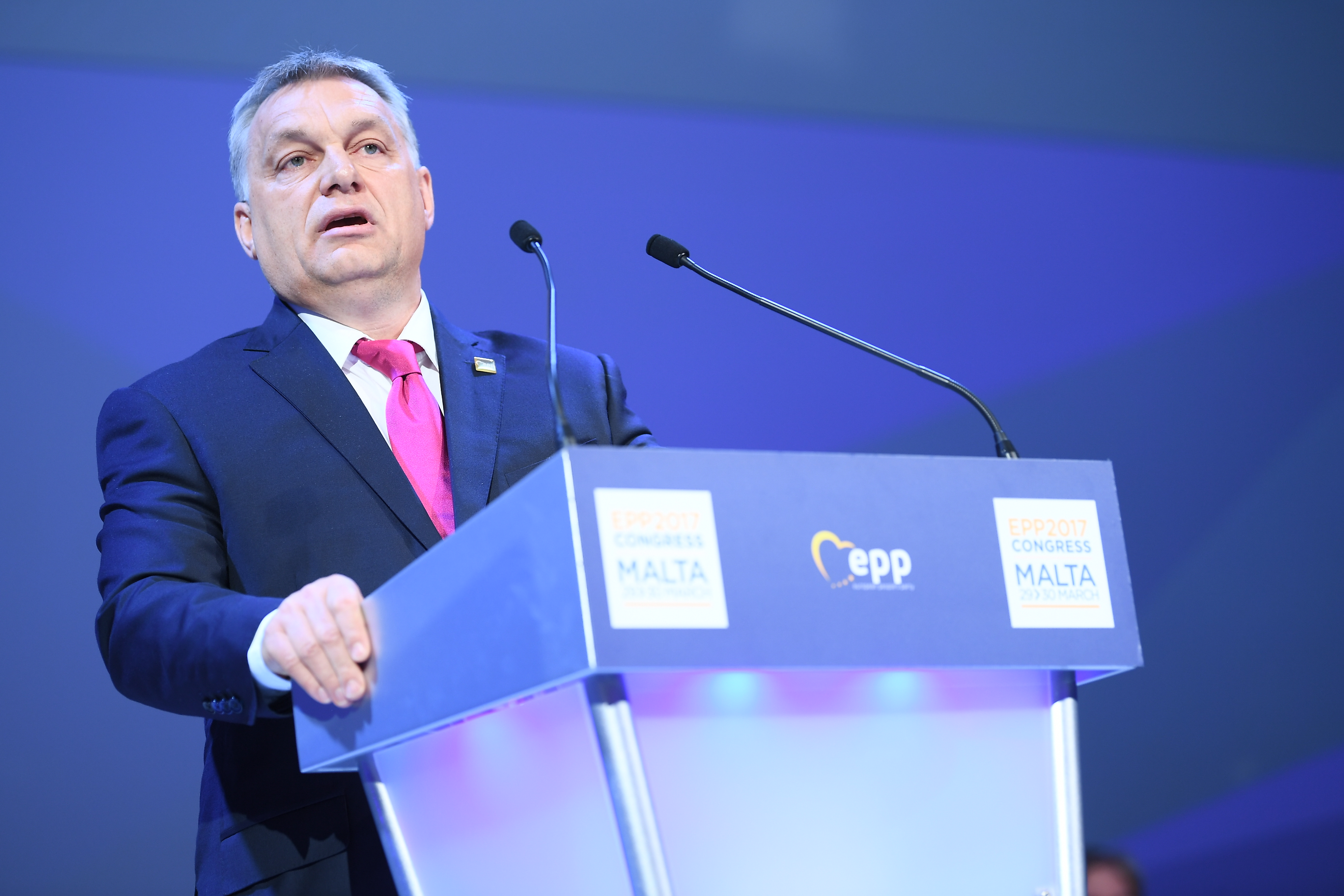
Viktor Orban
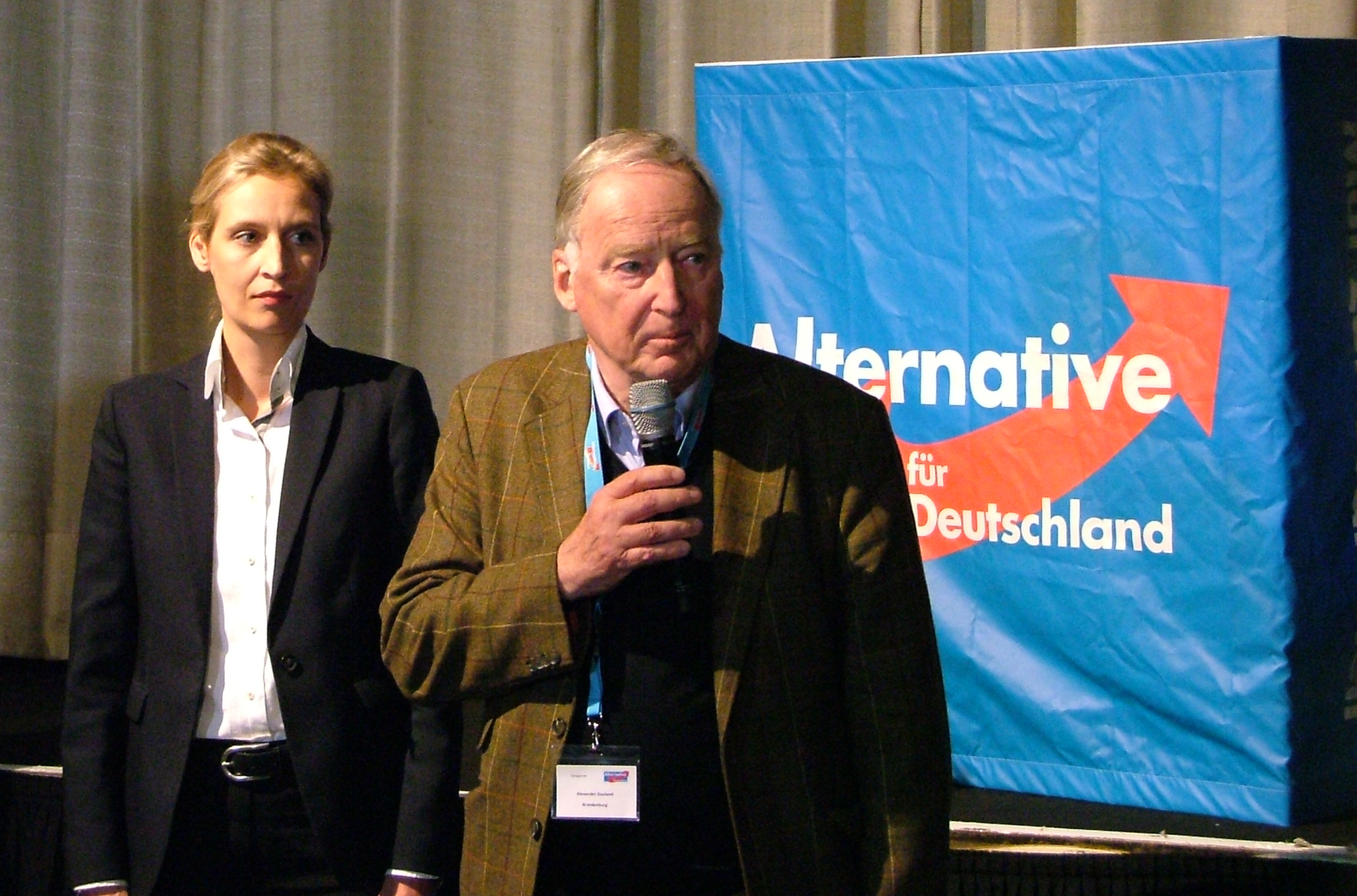
Liderii AfD
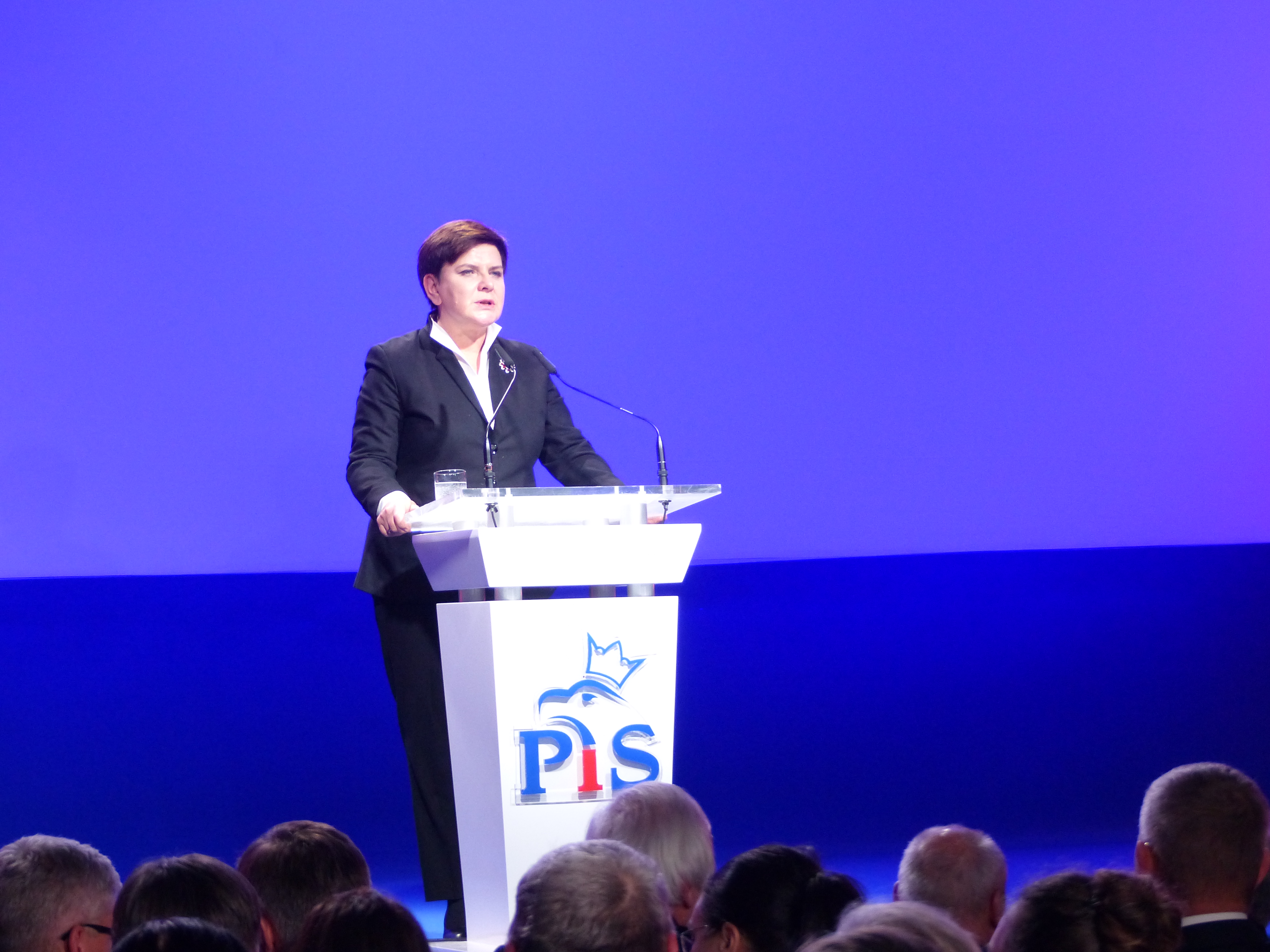
Beata Szydło
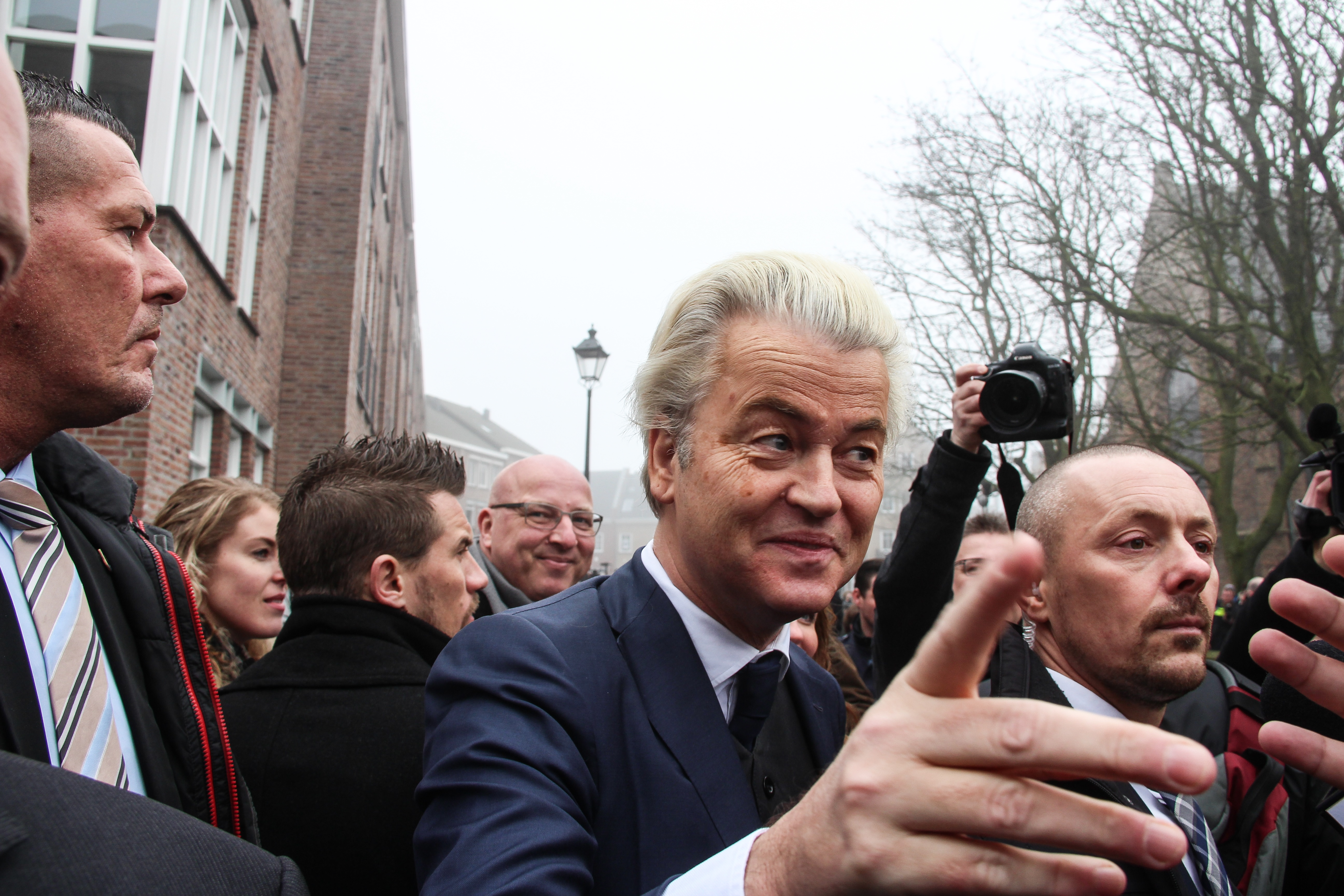
Geert Wilders
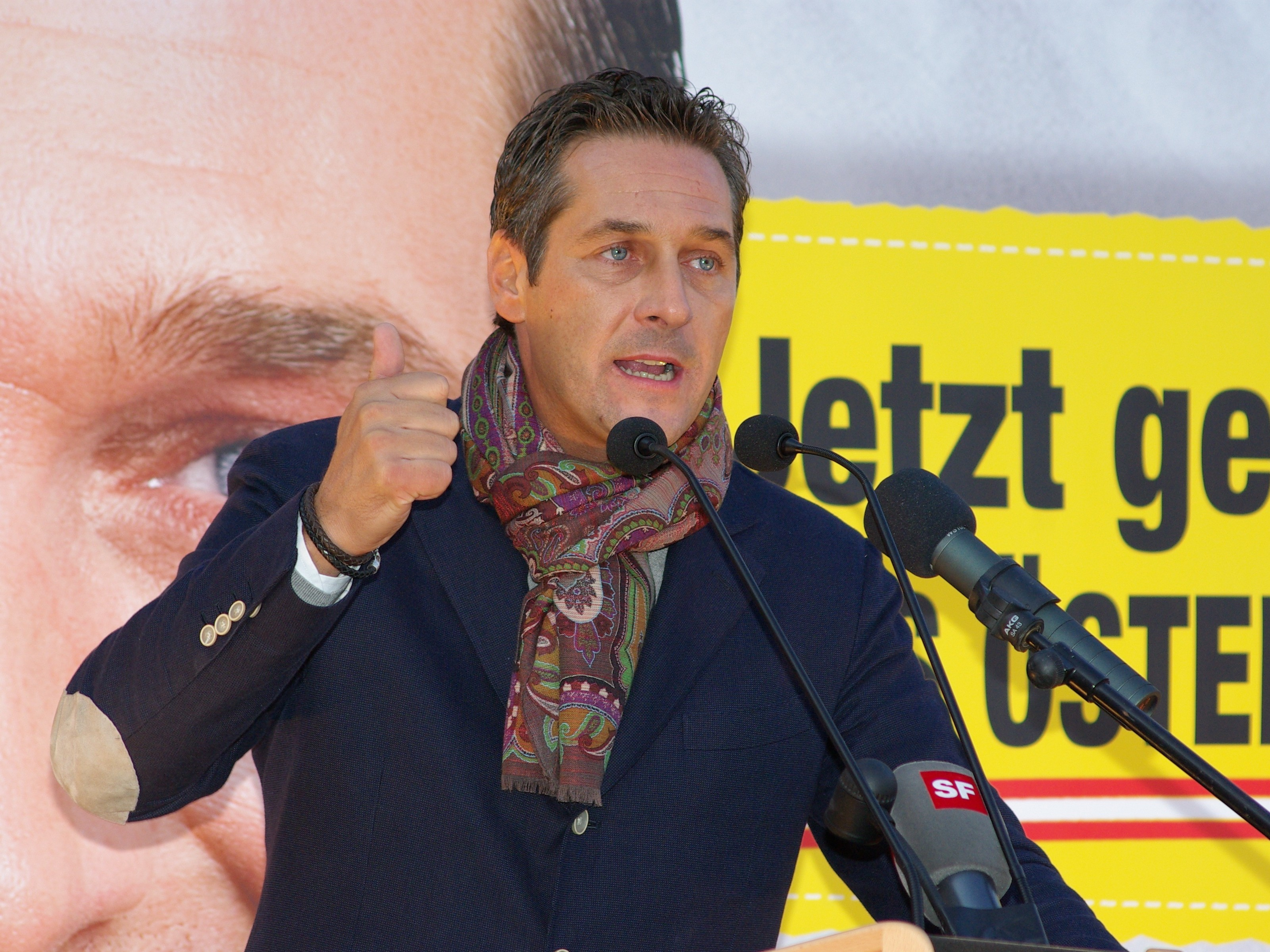
Heinz-Christian Strache
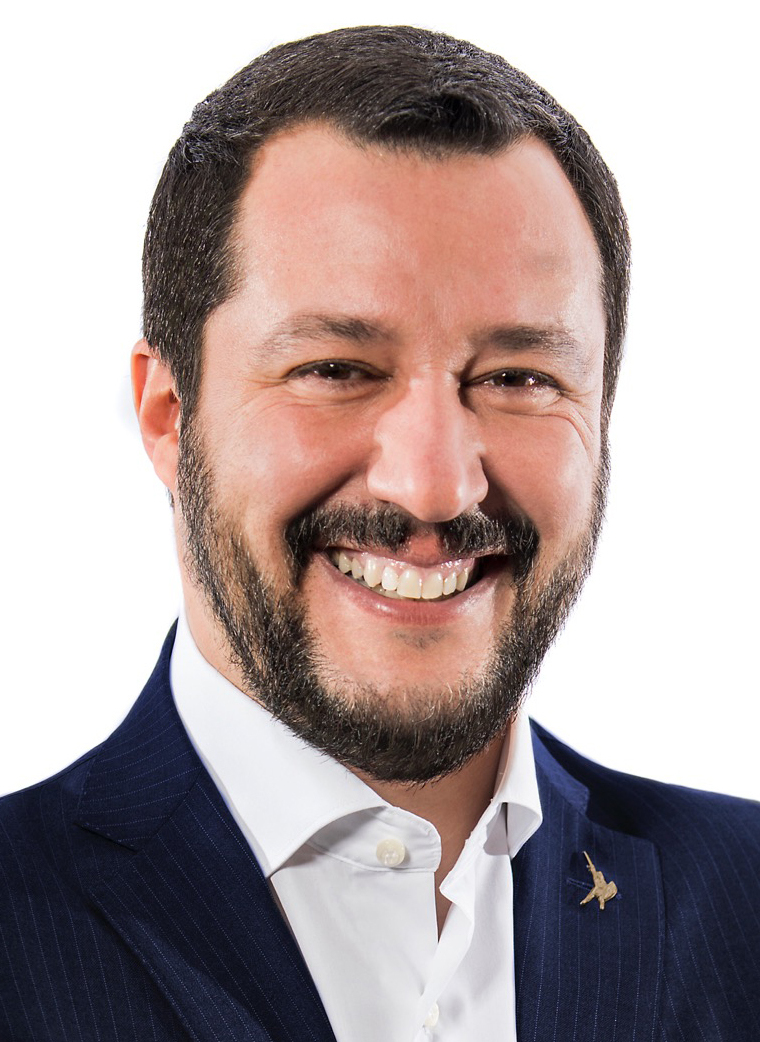
Matteo Salvini
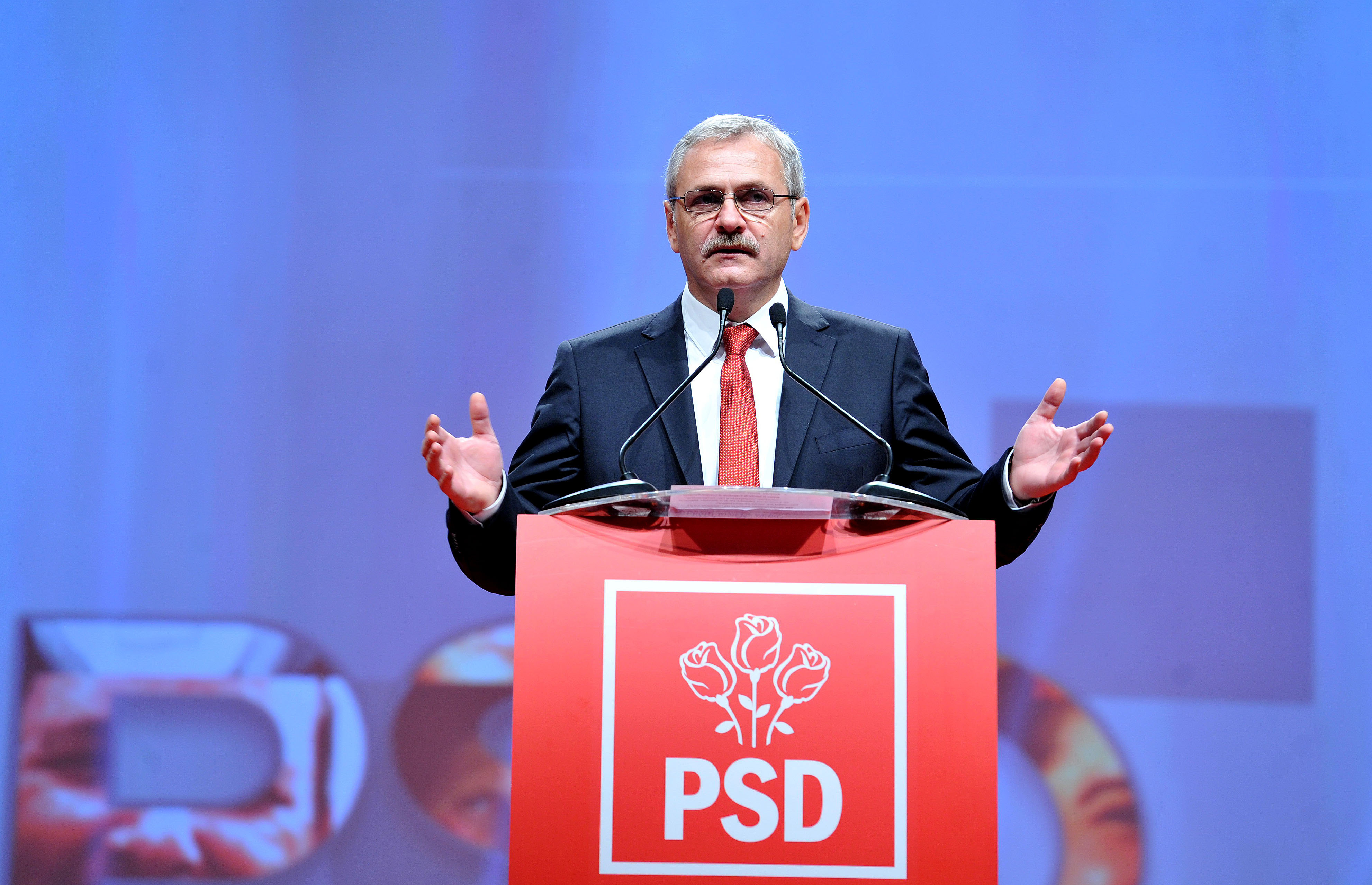
Liviu Dragnea
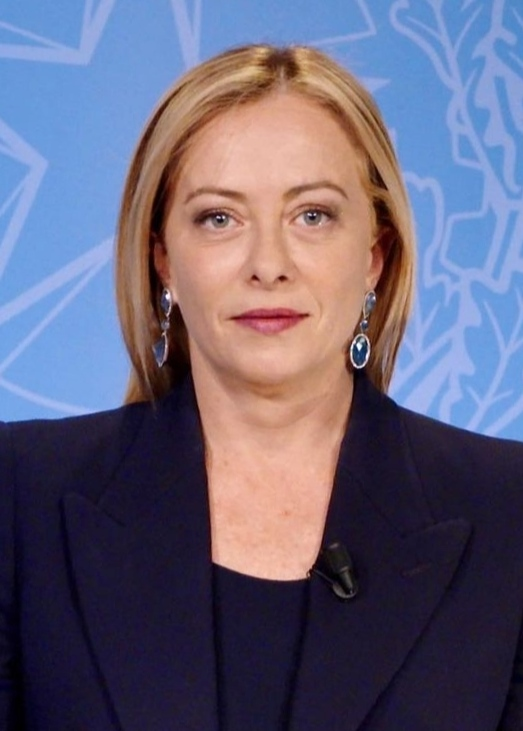
Giorgia Meloni

Atentatele teroriste comise de atacatori de religie musulmană asociați cu gruparea teroristă ISIS sau al-Qaeda în marile orașe din UE (Madrid, Londra, Paris, Bruxelles, Nișă, Berlin, Manchester, Barcelona) din care au rezultat zeci de victime, precum și criză refugiaților din 2015 și disputele privind cotele obligatorii de primire a imigranților în fiecare stat membru UE a dus la amploarea ultranaționalismului și euroscepticismului.
În 2015, în alegerile parlamentare din Polonia, Partidul Conservator "Lege și Justiție" care se declara că fiind soft-eurosceptic, a câștigat majoritatea parlamentară și a dobândit guvernarea. Prin politicile sale populiste precum controlarea mass-mediei și reformele juridice prin care guvernul să numească și să demită judecătorii a alarmat conducerea UE care e majoritar social-liberală. 
În Ungaria, premierul conservator eurosceptic Viktor Orban a impus măsuri radicale pentru combaterea imigrației ilegale imprejmuind frontierele Ungariei cu garduri din sârmă ghimpată și s-a opus cotelor obligatorii de distribuire a refugiaților musulmani în statele membre UE. Drept urmare, oficialii europarlamentari de la Bruxelles au amenințat că vor activă articolul 7 în cazul Ungariei și Poloniei, interzicându-le dreptul de veto în parlamentul european și tăindu-le fondurile.
Pe 23 iunie 2016, 17,410,742 de cetățeni britanici au votat la referendum pentru ieșirea Marii Britanii din UE. Motivele au fost presiunile economice și legislative ale Bruxellului, acuzând UE că fiind o entitate economică nefuncțională, prevenirea imigrației ilegale și reducerea ratei imigranților, redobândirea suveranității și elitismul politic. Partidul naționalist UKIP și-a manifestat cel mai des atitudinea pro-Brexit și personalități politice că Nigel Farage și Boris Johnson. Premierul conservator David Cameron a demisionat, fiind succedat de premierul conservator Theresa May care și-a propus să continue procesul de ieșire a Marii Britanii din UE până în martie 2019 și să reducă imigrația și liberă circulație prin a se axa pe atragerea de lucrători cu înaltă calificare.
În 2017, în Austria, Partidul Libertății (FPO) condus de Heinz-Christian Strache s-a poziționat pe locul 3 la alegerile parlamentare și a devenit partenerul junior al coaliției de guvernare condusă de cancelarul conservator Sebastian Kurz. Coaliția a decis să combată imigrația ilegală prin a se retrage din pactul ONU privind refugiații. 
În alegerile parlamentare din Olanda, Partidul pentru Libertate de extremă dreapta, eurosceptic, naționalist și anti-islamic/anti-imigrație condus de Geert Wilders s-a poziționat pe locul 2 după Partidul Poporului pentru Libertate și Democrație condus de premierul liberal Mark Rutte. 
În mai 2017, la alegerile prezidențiale din Franța, înfruntarea finală a fost dintre social liberalul Emmanuel Macron și Marine Le Pen din Frontul Național partid naționalist, conservator, eurosceptic de extremă dreapta și anti-imigrație. Alegerile au fost câștigate de Macron. 
Alegerile federale din septembrie 2018 din Germania, deși au fost câștigate de coaliția conservatoare-liberală CDU/CSU și cancelarul Angela Merkel, Partidul Alternativa pentru Germania (partid naționalist eurosceptic anti-islamic, anti-imigrație, anti-feminist) s-a poziționat pe locul 3 cu 12,6 %, fiind primul partid extremist care ajunge în Bundestag (parlamentul federal german) de la regimul nazist încoace. 
În alegerile generale din Italia din martie 2018, Mișcarea Cinci Stele (partid eurosceptic) ajunge pe locul 2 după Coaliția de Centru-Dreapta, condus de Matteo Salvini de la Lega Nord care este eurosceptic și combate imigrația și globalizarea.
În alegerile din Suedia, partidul Democrații Suedezi se poziționează pe locul 3, fiind anti-imigrație și eurosceptic. 
Alte mișcări naționaliste de extremă dreapta au fost semnalate în Cehia, Slovenia, Danemarca, Finlanda.
În România, alegerile locale și parlamentare au fost câștigate de coaliția social-liberală de guvernământ PSD-ALDE condusă de Liviu Dragnea (politician condamnat penal cu executare pentru corupție, președinte al camerei deputaților, care conduce guvernul prin premieri intermediari ) și Călin Popescu Tăriceanu (președintele camerei senatului) ce s-a manifestat că o mișcare tradițională-naționalistă. Dar guvernul PSD-ALDE a comis multe tentative de schimbare a legilor justiției și subminarea statului de drept, a implementat măsuri populiste ce au avariat economia, e responsabil pentru comiterea a numeroaselor fapte de corupție și comiterea unor abuzuri împotriva justiției și constituției care nu sunt în concordanță cu politicile și valorile Uniunii Europene, ceea ce a dus la desfășurarea unor proteste masive din partea populației, mișcării #Rezist și a opoziției, în februarie 2017 având loc cel mai mare protest de la revoluția din 1989 unde au participat 600 000 de oameni. 
Un nou val de creștere a partidelor naționaliste și populiste a cuprins mai multe țări din Europa ca urmare a măsurilor restrictive din pandemie și a multiplelor crize prin care trec aceste țări. 

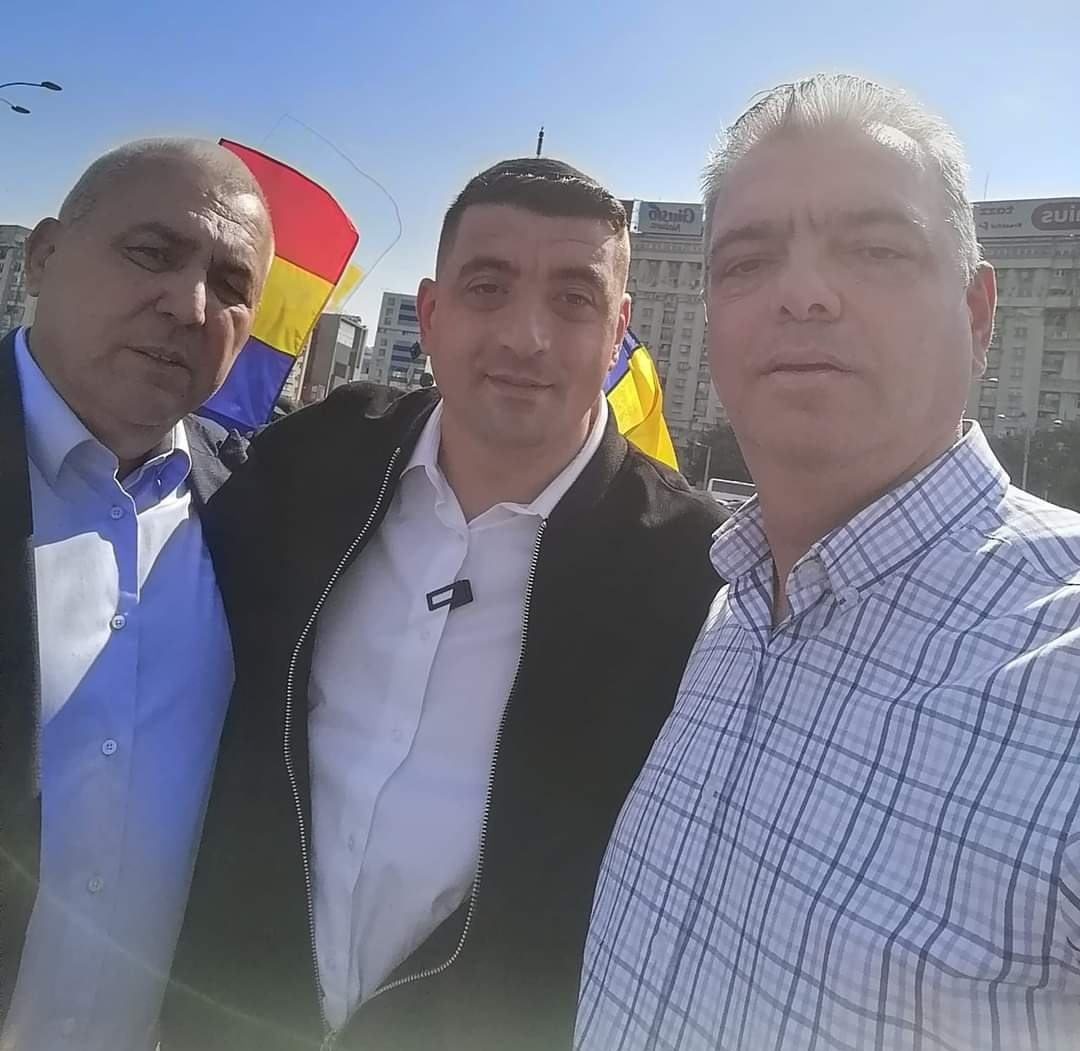
De la stânga la dreapta: Iulian Surugiu, președintele Partidului Patrioților, George Simion, președintele AUR, Marian Vișu-Iliescu, președintele RoSAT. Cele 3 sunt doar câteva din partidele suveraniste apărute recent în România. Din 2020 până în prezent, tendințele suveraniste, naționaliste și eurosceptice au fost în creștere continuă în România.

În 2020, la alegerile parlamentare din România, partidul Alianța pentru Unirea Românilor a reușit să intre în parlament, un partid catalogat ca fiind extremist, neoleginar, populist și naționalist-conservator. AUR a ocupat locul 4 în alegeri cu 9% din voturi. 
La alegerile legislative din Germania din 2021, Alternativa pentru Germania a suferit o ușoară scădere a susținerii sale în rândul alegătorilor, ocupând locul 5 cu 10 % din voturi. Alegerile au fost câștigate de SPD după ce Angela Merkel nu a mai acceptat să candideze pentru postul de cancelar al Germaniei.
Ca și în 2017, alegerile prezidențiale din Franța din 2022 au avut o finală între centristul Emmanuel Macron și liderul Adunării Naționale Marine Le Pen, de orientare extremistă de dreapta. Alegerile au fost câștigate de Macron, dar Le Pen a reușit să strângă un scor mai bun decât la precedentele alegeri. La alegerile parlamentare din Franța, partidul lui Emmanuel Macron a pierdut majoritatea parlamentară după un rezultat istoric obținut de blocul electoral NUPES al lui Jean Mélenchon (stânga radicală, ușor eurosceptică și populistă) care a obținut 31% din voturi și Adunarea Națională al lui Marine Le Pen care a reușit să obțină cel mai mare rezultat din istoria partidului în alegerile parlamentare 18 % din voturi îndreptându-se către extrema dreaptă.
La alegerile legislative din Italia din septembrie 2022, Frații Italiei (partid naționalist-conservator, eurosceptic și populist) a câștigat alegerile, FdI a condus Coaliția de Centru-Dreapta care a obținut peste jumătate din locurile din Parlamentul Italiei iar Giorgia Meloni, liderul partidului Frații Italiei, a devenit prim-ministrul Italiei și conduce cel mai de dreapta guvern al Italiei de la Al Doilea Război Mondial încoace.
Grupurile de societăți civile, ONG-urile și oficialii liberali progresiști pro-europeni raportează că majoritatea mișcărilor și partidelor naționaliste eurosceptice, precum și agenda lor politică sunt susținute și coordonate de la Kremlin de către Vladimir Putin. Paradoxal, rușii, dar și liderii partidelor conservatoare naționaliste și al mișcărilor eurosceptice reclamă politicienii liberali și mișcările progresiste că fiind finanțați de rețeaua de ONG-uri a afaceristului filantrop George Soros, presa liberală și elitele americane progresiste care intenționează să islamizeze continentul european prin primirea de bunavoie a refugiaților musulmani și să implementeze o societate progresistă care să elimine religia creștină, tradițiile și identitatea europeană.
Acuzațiile reciproce și tensiunile dintre două tabere, cea social-liberală progresistă și cea naționalist-conservatoare eurosceptică par să arate o Europă divizată pe fundalul războiului rece dintre Statele Unite și Federația Rusă.
Pe lângă grupările naționaliste de dreapta, Rusia a mai fost acuzată că susține partide europene de stânga sau extrema-stângă, multe din ele cu mesaje anti-UE și anti-NATO. Câteva exemple ar fi Die Linke, La France Insoumise sau Podemos, cel din urmă fiind de asemenea acuzat că a primit fonduri de la statul iranian și de la Venezuela lui Nicolás Maduro.

### Ascensiunea Chinei
China, spre deosebire de Rusia, foloseste mai mult "soft power" în contextul dominarii unei alte tari. Cea mai cunoscuta metoda este capcana datoriilor China ofera împrumuturi unor tari din Lumea a Treia(ex. Sri Lanka) pentru a construi proiecte de infrastructura, dar China alege compania care va efectua constructia. Astfel, banii nu ies din China, iar cand tarile nu vor putea plati, China va lua controlul asupra constructiilor.

### Războiul Comercial dintre SUA și China

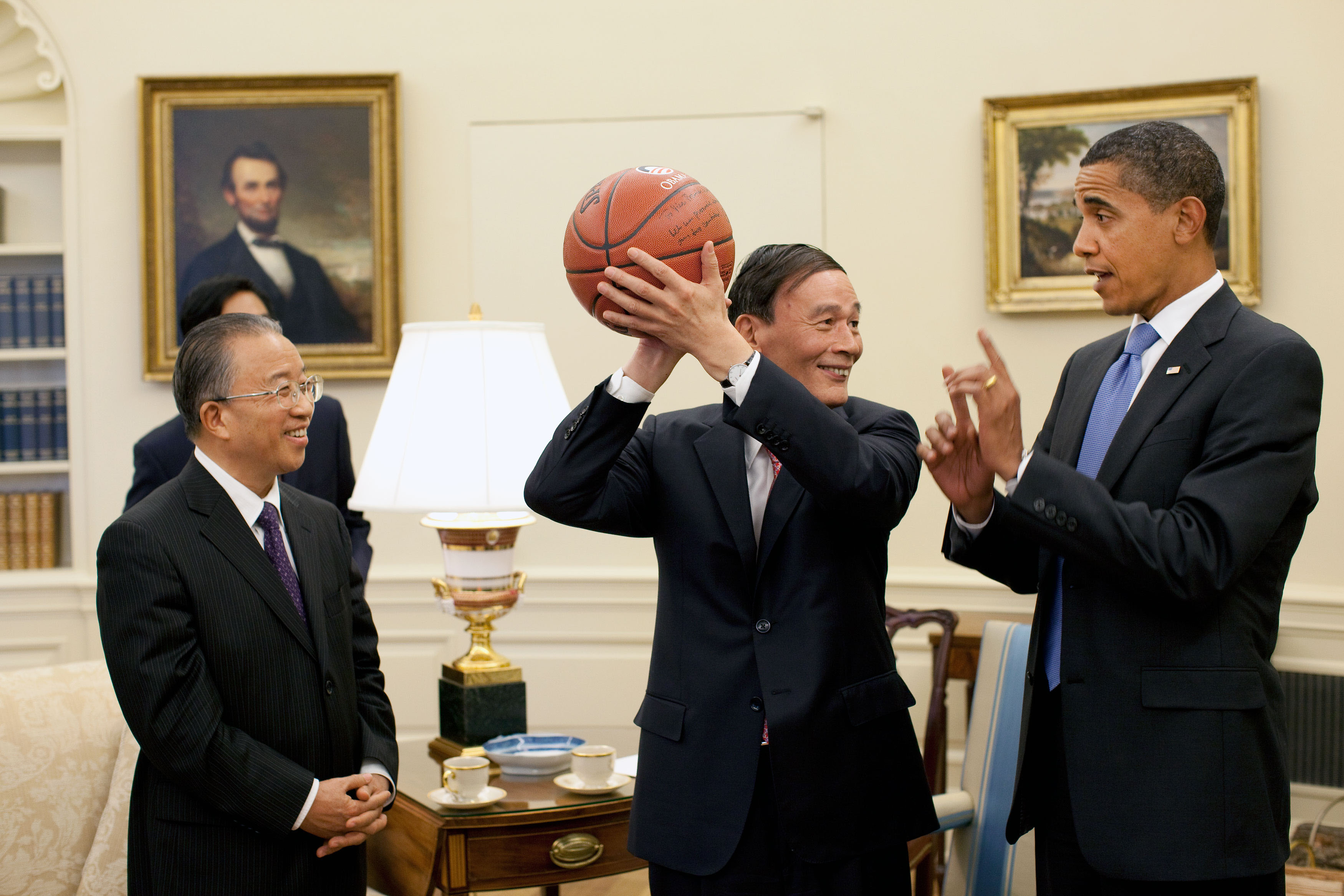
Wang Qishan si Obama

Disputele teritoriale din Marea Chinei de Sud

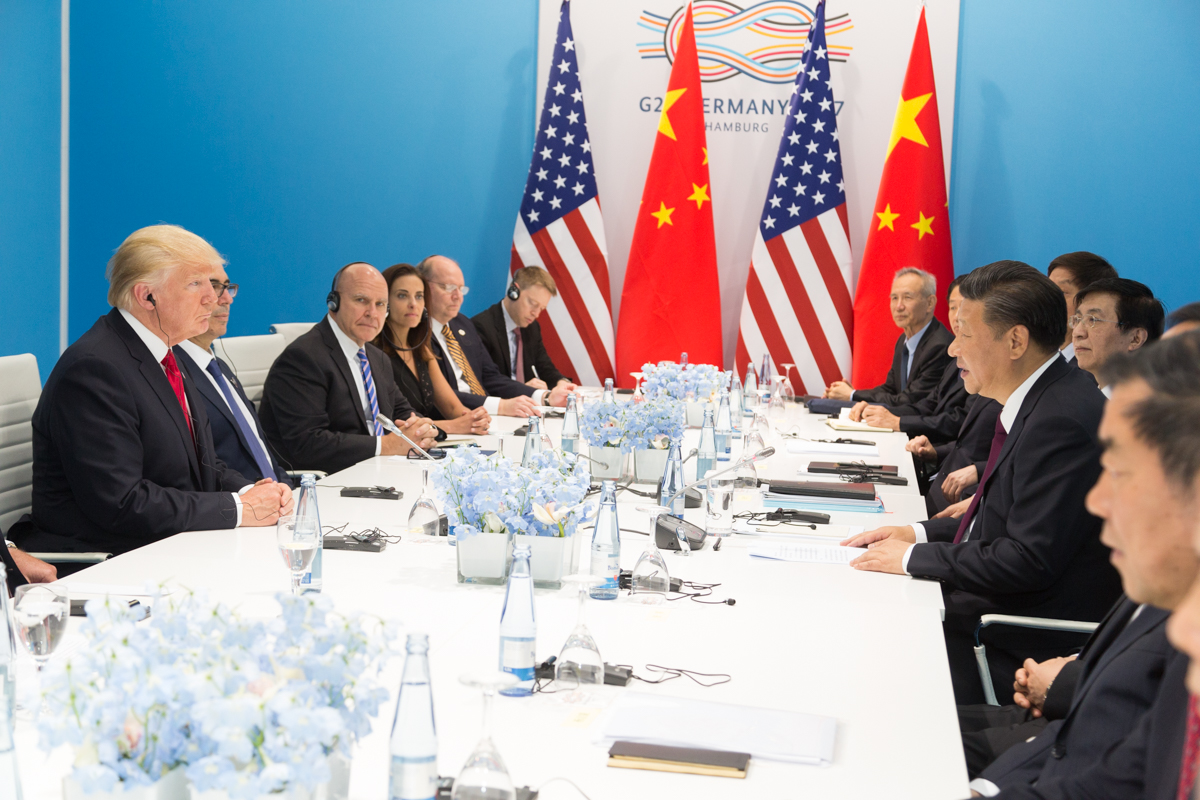
Donald J. Trump si Xi Jinping la Summitul G20

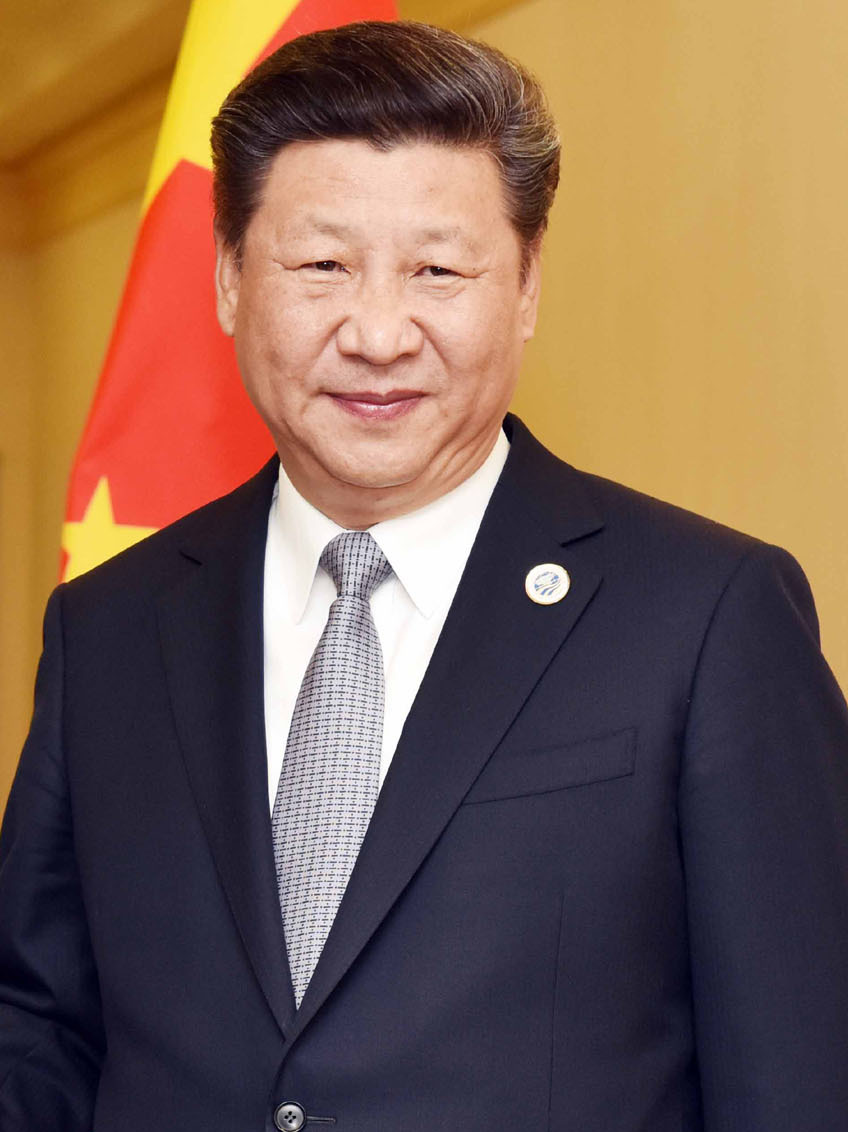
Xi Jinping

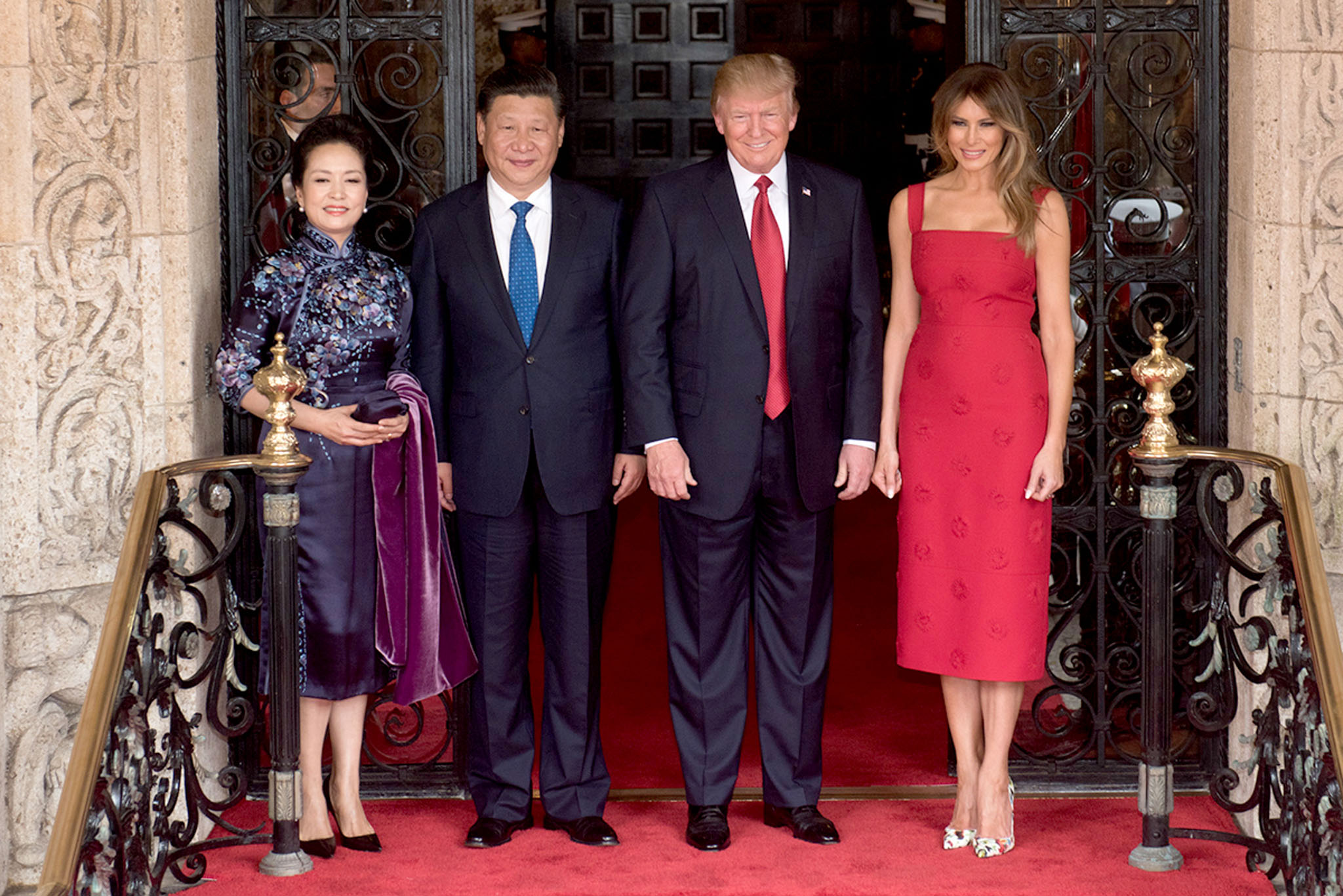
Peng Liyuan, Xi Jingping, Donald Trump si Melania Trump la Mar-a-Lago

În martie 2013, în urmă testelor nucleare efectuate de regimul lui Kim Jong Un din Coreea de Nord, China și SUA au ajuns la un acord comun privind sancțiunile. O reapropiere dintre Obama și Xi Jinping, liderul Chinei, a avut loc prin întâlnirile dese ca cea de la summitul din Sunnyslands, dar și prin suportul oferit de Obama pentru politică "O singură China", recunoscând Tibetul ca parte al Republicii Populare Chineze. În octombrie 2014 China a depășit Statele Unite și a devenit cea mai mare putere economică din lume, în termeni de putere de cumpărare.
Alte incidente aveau să distrugă reapropierea. În 2014, cinci hackeri chinezi au fost arestați pentru furtul tehnologiei din companiile americane, dar și pentru breșă online creată în Biroul Managementului Personal, furând datele a 22 milioane de angajați federali actuali și foști. China a suspendat imediat cooperarea cu SUA privind cooperarea cibernetică. În 2015, China își reclamă controlul asupra teritoriilor din Marea Chinei de Sud în disputele cu vecinii asiatici că Brunei, Malaezia, Filipine, Taiwan și Vietnam, fiind acuzată de oficialii de la Washington pentru că aducea echipament militar pe insulele artificiale și ar intenționa să declanșeze acțiuni militare. Cu toate astea, la Summitul de Cooperare Asia-Pacific, și SUA și China au ajuns la un acord comun privind combaterea schimbărilor climatice prin reducerea emisiilor de carbon. În 2016, China a devenit cea mai mare putere economică, devansând SUA.
Mandatul lui Obama se sfarsea cu poziția Americii aflate în declin în economia globală și cu o China în ascensiune că prima putere economică, precum și cu o datorie de 1.18 trilioane de dolari față de China în urmă împrumuturilor făcute pentru ca SUA să combată criză economică. 
Fiind invitat la talk-show-ul Piers Morgan Tonight din februarie 2011, Trump a fost intrebat ce ar face ca președinte pentru a revigora prosperitatea Americii", răspunzând la întrebările lui Piers Morgan despre cum să se ocupe de chinezi și dacă sunt prieteni cu americanii. Donald Trump a declarat "Nu cred că ne sunt prieteni. Cred că sunt dușmani. ... Înțeleg chinezii și mă ocup de ei tot timpul. Ei ne consideră liderii drept niste oameni extrem de proști. Nu ne vor trata niciodată cu respect dacă nu facem ceva tare. Avem comerț foarte, foarte nedrept. Eu il numesc un comerț neloial. I-aș impozita 25 la sută. Ei vor veni imediat la masă. "
In august 2011, el a spus că va" trimite [Chinei] un proiect de lege privind valoarea secretelor pe care le-au furat ", referindu-se la furtul chinezesc al tehnologiei stealth americane.
În noiembrie 2015, Trump a promis să desemneze Republica Populară Chineză drept un manipulator de valută în prima zi a mandatului său. El a promis acțiunea "rapidă, robustă și fără echivoc" împotriva pirateriei chinezești, a mărfurilor americane contrafăcute și a furtului de secrete comerciale și de proprietate intelectuală din SUA; și a condamnat "subvențiile ilegale de export ale Chinei și normele muncii și standardelor de mediu". 
În ianuarie 2016, Trump a propus un tarif de 45 % pentru exporturile chineze în Statele Unite pentru a oferi muncitorilor americani condiții egale. Întrebat despre revoltarea potențială a Chinei față de punerea în aplicare a tarifelor, cum ar fi vânzările Statele Unite ale Americii, Trump au considerat un astfel de scenariu improbabil: "Ei nu vor zdrobi moneda noastră, li se va prăbuși economia, asta vor pati ei dacă încep să joace asa". Într-un discurs din mai 2016, Trump a răspuns legat de un potențial război comercial cu China: "Pierdem 500 de miliarde de dolari în comerțul cu China. Cui dracului îi pasă dacă există un război comercial?" 
A promis crearea de noi locuri de muncă pentru șomerii americani din statele sudiste republicane, rămași fără loc de muncă după ce companiile americane industriale și-au mutat producția în China unde costurile sunt mai mici privind plata muncitorilor chinezi, iar fiscalitatea mai diminuată față de cea din SUA. 

Președintele Trump a plasat la 23 ianuarie 2018 un tarif de 30 % pentru panouri solare străine care au fost reduse la 15 % după patru ani. China, liderul mondial în fabricarea panourilor solare, a denaturat tarifele. În aceeași zi, tarifele de 20 % au fost plasate pe mașinile de spălat pentru primele 1,2 milioane de unități importate în cursul anului. În 2016, China a exportat șaibe în valoare de 425 milioane dolari în Statele Unite.
La 11 martie 2018, Adunarea Națională Populară din China, forul legislativ cu rol decorativ de la Beijing, a adoptat un amendament constituțional istoric, care elimină limita de două mandate la președinția țării, oferindu-i liderului chinez Xi Jinping posibilitatea de a rămâne la putere pe viață. 
Președintele Trump a prezentat la 22 martie reprezentantului american al comerțului (USTR) tarife cu mărfuri chinezești în valoare de 50 de miliarde de dolari. El s-a bazat pe articolul 301 al Legii comerțului din 1974, afirmând că tarifele propuse erau "un răspuns la practicile comerciale neloiale ale Chinei de-a lungul anilor ", inclusiv furtul proprietății intelectuale din SUA. Peste 1300 de categorii de importuri chinezești au fost enumerate pentru tarife, inclusiv piese de aeronavă, baterii, televizoare cu ecran plat, dispozitive medicale, sateliți și diverse arme.
China a răspuns la 2 aprilie prin impunerea de taxe pe 128 de produse importate din America, inclusiv aluminiu, avioane, mașini, carne de porc și soia (care au un tarif de 25 %), precum și fructe, nuci și oțeluri (15 %).
La 20 mai s-au raportat că oficialii chinezi au fost de acord să "reducă substanțial" deficitul comercial al Americii cu China, angajându-se să "majoreze semnificativ" achizițiile de bunuri americane. Drept urmare, secretarul Trezoreriei, Steven Mnuchin, a anunțat că "punem războiul comercial în așteptare". Directorul Consiliului Național pentru Comerț, Peter Navarro, a spus că nu există niciun "război comercial", ci că a fost o "dispută comercială, echitabilă și simplă. Am pierdut războiul comercial de mult timp".
Casa Albă a anunțat pe 29 mai că va impune un tarif de 25 % la 50 de miliarde de mărfuri chinezești cu "tehnologia industrială semnificativă"; lista completă a produselor afectate va fi anunțată până la data de 15 iunie. De asemenea, a fost planificată impunerea restricțiilor privind investițiile și controalele sporite ale exporturilor anumitor persoane fizice și organizații chineze pentru a le împiedica să achiziționeze tehnologia din S.U.A. China a declarat că va întrerupe negocierile comerciale cu Washingtonul dacă va impune sancțiuni comerciale ".
Pe 15 iunie, Trump a declarat într-o scurtă declarație a Casei Albe că Statele Unite ar impune un tarif de 25 % la 50 de miliarde de dolari exporturilor chinezești- 34 de miliarde de dolari la 6 iulie, cu încă 16 miliarde de dolari pentru la o dată ulterioară. Ministerul de Comerț al Chinei a acuzat Statele Unite de lansarea unui război comercial și a declarat că China va răspunde în natură cu tarife similare pentru importurile din SUA, începând cu 6 iulie. Trei zile mai târziu, Casa Albă a declarat că Statele Unite vor impune taxe suplimentare de 10 % pe alte importuri chinezești în valoare de 200 de miliarde de dolari, dacă China ar fi retaliat împotriva tarifelor din S.U.A. Lista produselor incluse în această rundă de tarife a fost lansată pe 11 iulie și a fost pusă în aplicare în 60 de zile.
China a retaliat aproape imediat cu propriile sale tarife pe 50 de miliarde de dolari din mărfuri din S.U.A. și a afirmat că Statele Unite "au lansat un război comercial". Piețele de import și export într-un număr de țări se temeau că tarifele ar perturba lanțurile de aprovizionare care ar putea "să se învârtă în întreaga lume".

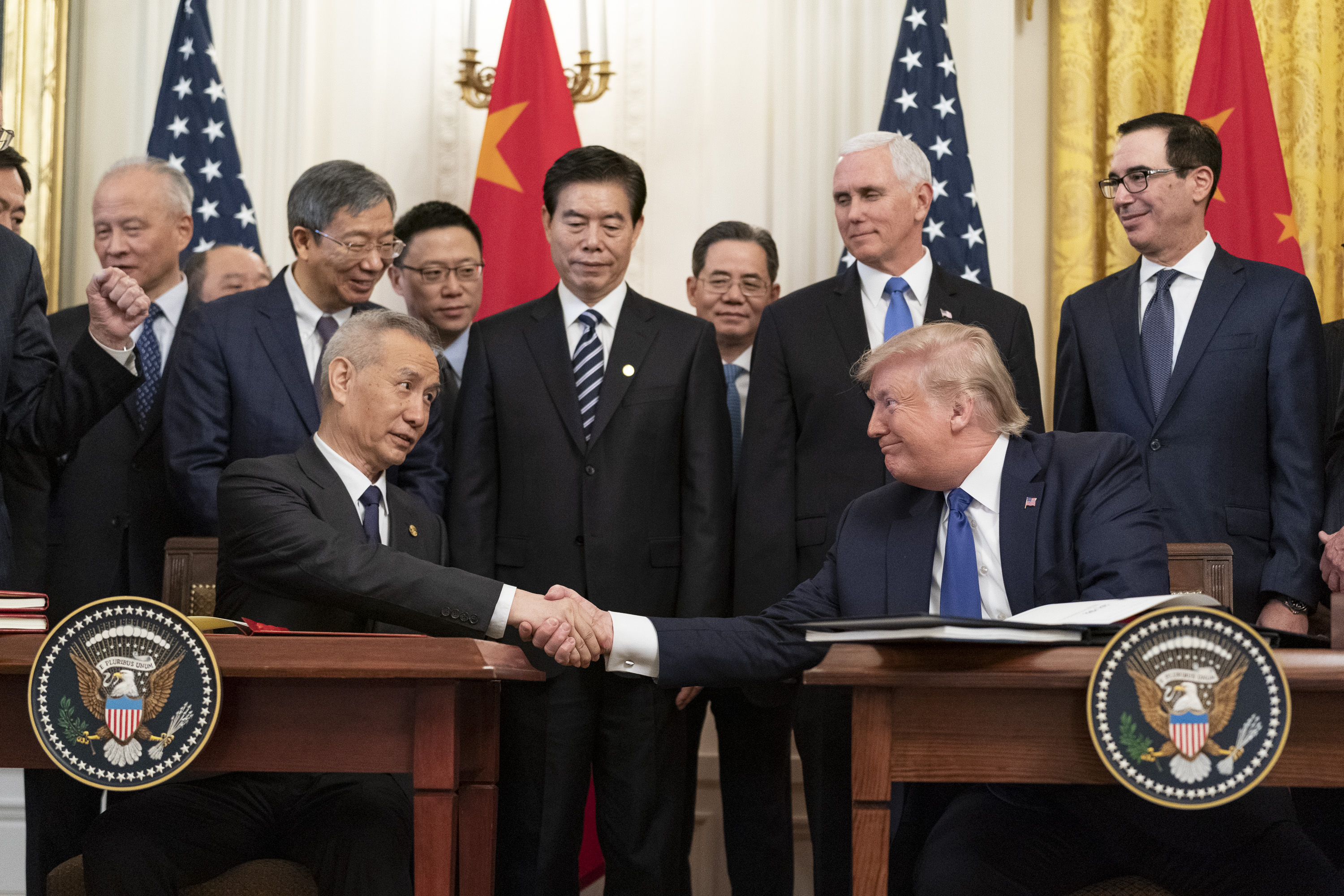
15 ianuarie 2020: Semnarea unui nou acord comercial dintre SUA si China

Pe 6 iulie 2018, Președintele american Donald Trump a impus taxe pe mărfuri chinezești în valoare de 34 miliarde de dolari ca parte a noii sale politici de tarifare. Acest act a determinat China să răspundă cu tarife similare pentru produsele din Statele Unite ale Americii. Administrația Trump a declarat că tarifele erau necesare pentru a proteja securitatea națională și proprietatea intelectuală a întreprinderilor din SUA și pentru a contribui la reducerea deficitului comercial al SUA cu China. Trump a lansat în august 2017 o investigație formală în privința atacurilor cibernetice asupra proprietății intelectuale americane și al aliaților săi, furt care i-a adus prejudicii Americii de aproximativ 225 miliarde - 600 miliarde de dolari pe an.
Administrația Trump se bazează parțial pe secțiunea 301 din Legea comerțului din 1974 pentru a împiedica ceea ce pretind a fi practici comerciale neloiale și furt de proprietate intelectuală. Legea acordă președintelui autoritatea de a impune în mod unilateral amenzi sau alte sancțiuni unui partener comercial dacă se consideră că aduce atingere în mod nedrept intereselor comerciale ale SUA. În aprilie 2018, Trump a impus tarife pentru importurile de oțel și aluminiu din China, Canada, Mexic și statele membre din Uniunea Europeană.
Pe 15 ianuarie, președintele Statelor Unite, Donald Trump și vicepremierul Chinei, Liu El, au semnat un acord comercial SUA-China în faza 1 la Washington DC. „Acordul economic și comercial dintre Statele Unite ale Americii și Republica Populară Chineză” urmează să intre în vigoare începând cu 14 februarie 2020 și se concentrează pe drepturile de proprietate intelectuală (capitolul 1), transferul de tehnologie (capitolul 2), produsele alimentare și produsele agricole (Capitolul 3), servicii financiare (capitolul 4), chestiuni legate de cursul de schimb și transparență (capitolul 5) și extinderea comerțului (capitolul 6), cu referire și la procedurile bilaterale de evaluare și soluționare a litigiilor din capitolul 7. Spre deosebire de alte acorduri comerciale, acordul de faza 1 dintre SUA și China nu s-a bazat pe arbitraj printr-o organizație interguvernamentală precum Organizația Mondială a Comerțului, ci mai degrabă printr-un mecanism bilateral.

### Cursa înarmării

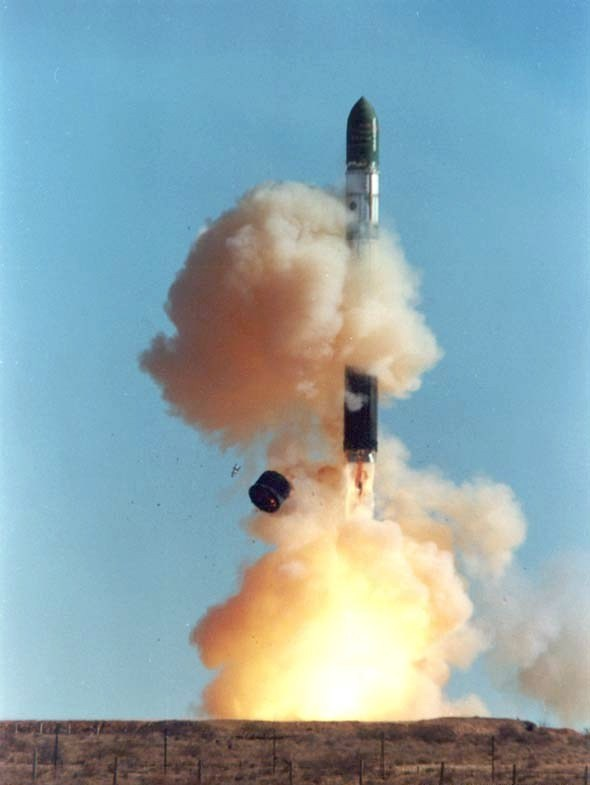
Testarea rachetei R-36

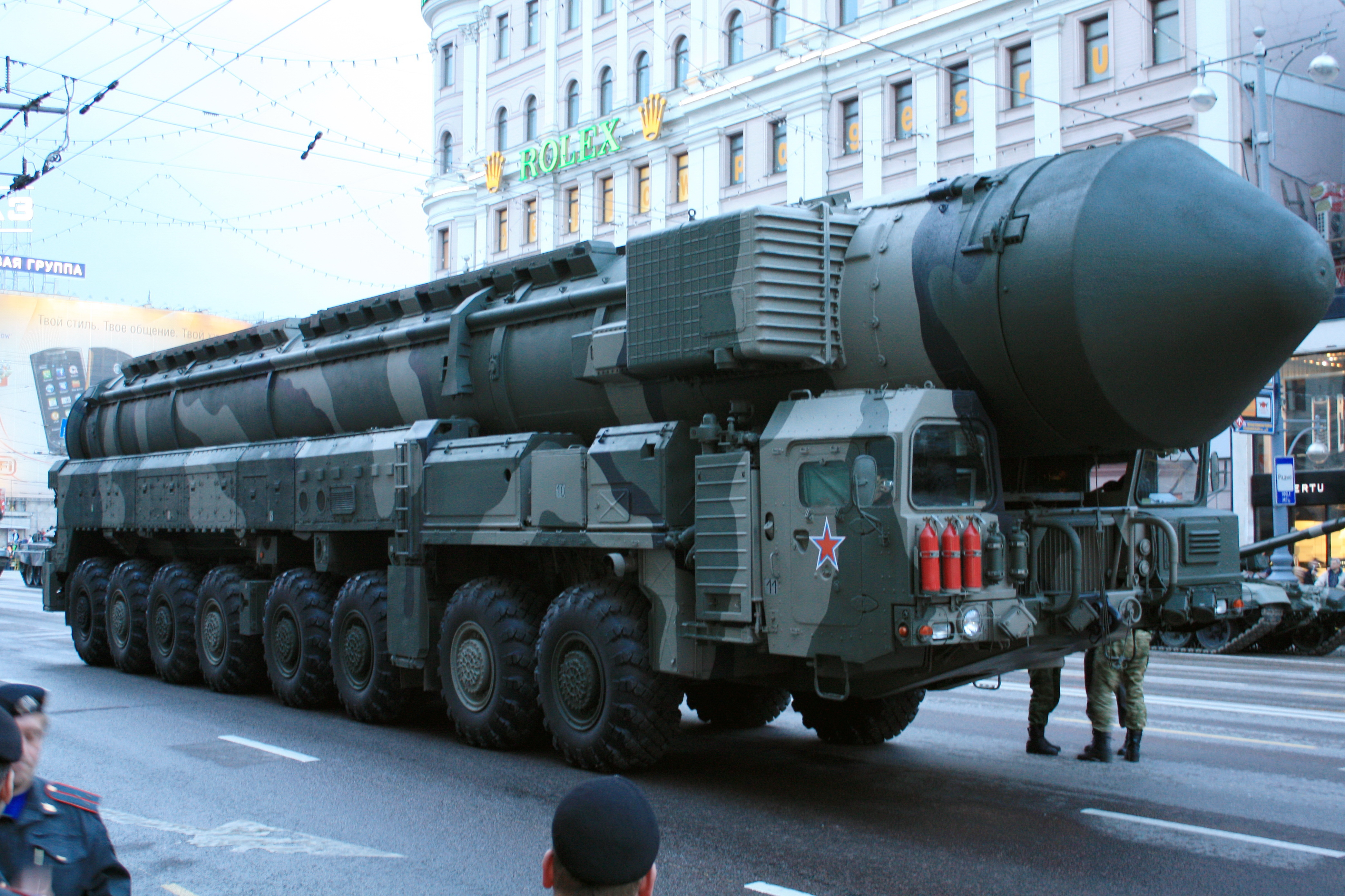
Racheta RT-2PM2

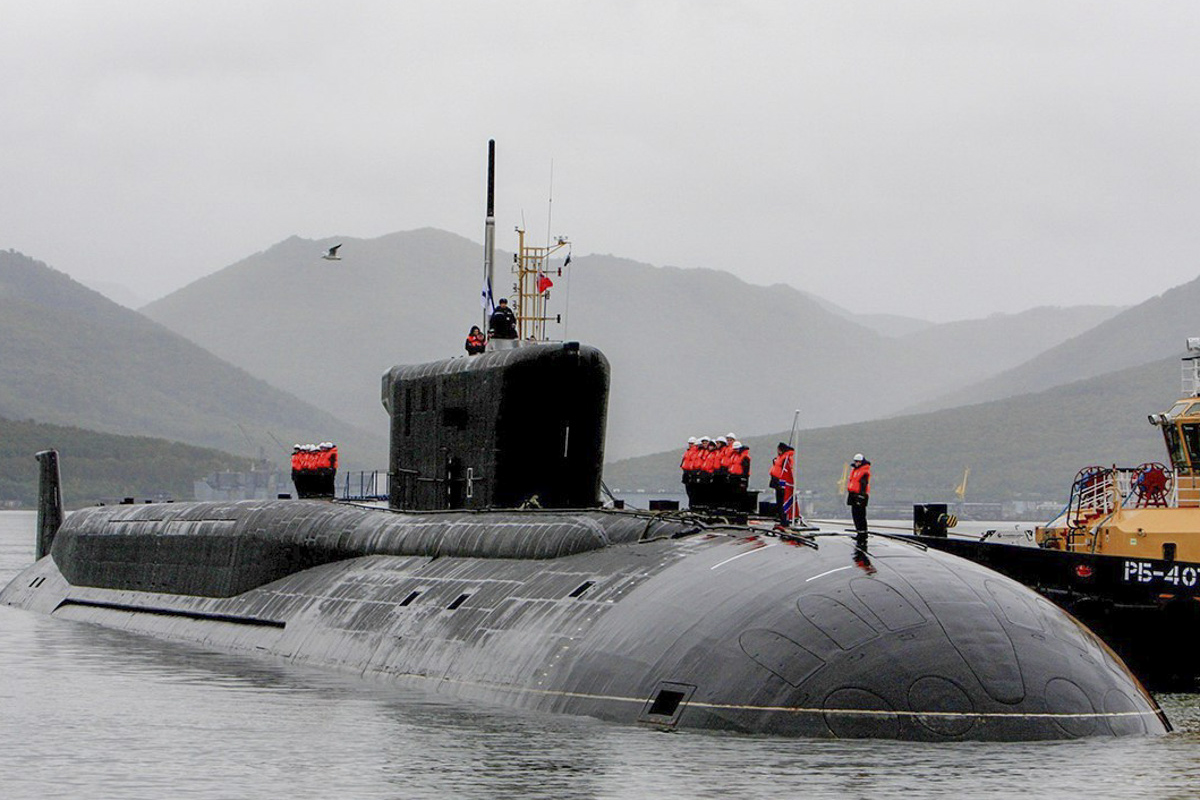
Submarin rusesc Borei

În iulie 2014, China a anunțat dezvoltarea celei mai noi generații de rachete balistice intercontinentale, Dongfeng-41 ( DF-41 ), care are o rază de 12 000 de kilometri, capabilă să ajungă în Statele Unite și pe care analiștii cred că este capabilă de a fi echipate cu tehnologia MIRV.
Rusia s-a ocupat cu fabricarea rachetelor RSM-56 Bulava ( aflată în serviciul marinei militare ruse pe submarine clasa Borei cu combustibil lichid, utilată cu MIRV) și RS-28 Sarmat (SATAN 2), fiind fabricate rachete balistice intercontinentale termonucleare. 
O singură racheta RS-28 Sarmat (SATAN 2) este prevăzută cu 16 focoase nucleare și este capabilă să distrugă o zonă de mărimea Franței sau de mărimea statului Texas
Această armă letală are capacitatea de a transporta o încărcătură nucleară de 50 de megatone, de 2000 de ori mai puternică decât bombele de la Hiroshima și Nagasaki. Racheta se poate deplasa cu 7 km pe secundă, cu 16 focoase, și o rază de acțiune de 10000 de kilometri.
Rusia a amenințat în repetate rânduri Europa și sistemul de apărare antirachetă al SUA cu cele mai noi sisteme de rachete operativ-tactice Iskander-M.
În 2018, Rusia a recunoscut că a testat cele mai puternice rachete balistice (RSM-56 Bulava) de la Războiul Rece încoace. 

În SUA, președintele Trump a cerut cheltuieli de 1200 de miliarde de dolari pentru implementarea unui program de actualizare a laboratoarelor nucleare care să fabrice noi arme că rachete de croazieră și focoase pentru atacuri nucleare tactice.
De asemenea, a sustinut crearea celei de-a șasea ramură a forțelor armate americane, ”o forță spațială”, care va fi separată de aviația militară.
În octombrie 2018, Donald Trump a retras SUA din Tratatul pentru forțele nucleare intermediare (încheiat în 1987 de către Ronald Reagan și Mihail Gorbaciov), declarând că Rusia a încălcat acordul.
Acesta a decis ulterior că va spori arsenalul nuclear al Statelor Unite. 
Vladimir Putin a negat acest lucru și a acuzat în mai multe rânduri că sistemele balistice instalate de Statele Unite în Europa, inclusiv în România, constituie încălcări ale acordului și sunt îndreptate împotriva Rusiei.

În perioada 11-17 septembrie 2018, în regiunea Vostok, Rusia a efectuat un exercițiu militar la cea mai mare scară (implicând unități terestre, aeriene și navale) după exercițiul Zapad efectuat de Uniunea Sovietică în 1981. Au luat parte nu doar Rusia, ci și China, Mongolia și Turcia că membru NATO, fiind în totalitate 300 000 de trupe, 36 000 de vehicule, 1000 de aeronave și 70 de nave de război care au participat la exerciții. 
Exercițiul comun a permis Rusiei să demonstreze că nu este izolată din punct de vedere militar. 
Cu toate astea, sunt rapoarte care atestă că exercițiul nu a îndeplinit așteptările și că doar 75,000 de trupe au fost la Vostok.
Ca reacție, NATO a lansat pe 25 octombrie cele mai ample exerciții de manevră militară de la sfârșitul primului război rece în Norvegia, fiind 50.000 de soldați, 10.000 de vehicule, 65 de nave și 250 de aeronave din 31 de țări angajate în exercițiul Trident Juncture 18, care vizează antrenarea Alianței în susținerea unei țări care este amenințată de Rusia.
În martie 2019, Rusia a decis să plaseze bombardierele strategice cu capacități nucleare Tupolev Tu-22M3 în Crimeea ca răspuns la sistemul anti-rachetă american din România. 
Statele Unite au trimis în Europa două bombardiere de tip B-52 capabile să transporte arme nucleare și rachete de croazieră, staționate la o bază a Forțelor Aeriene Regale din Marea Britanie.

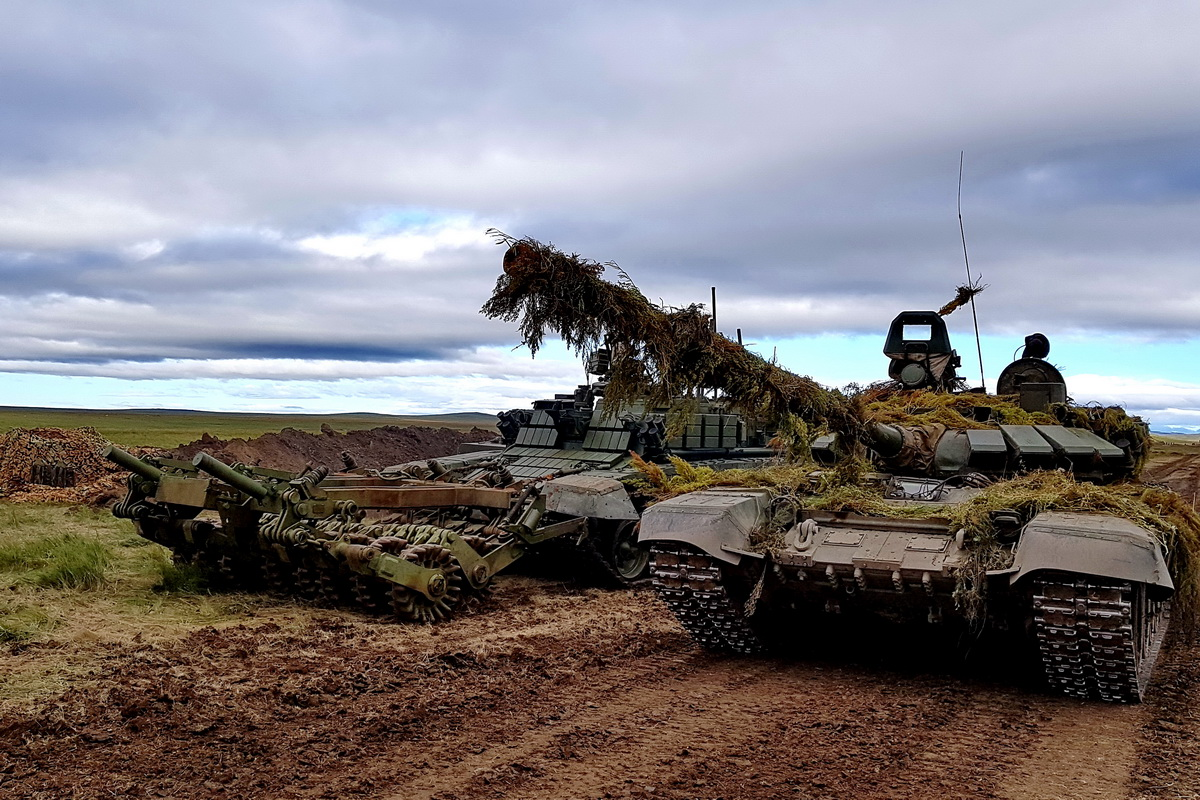
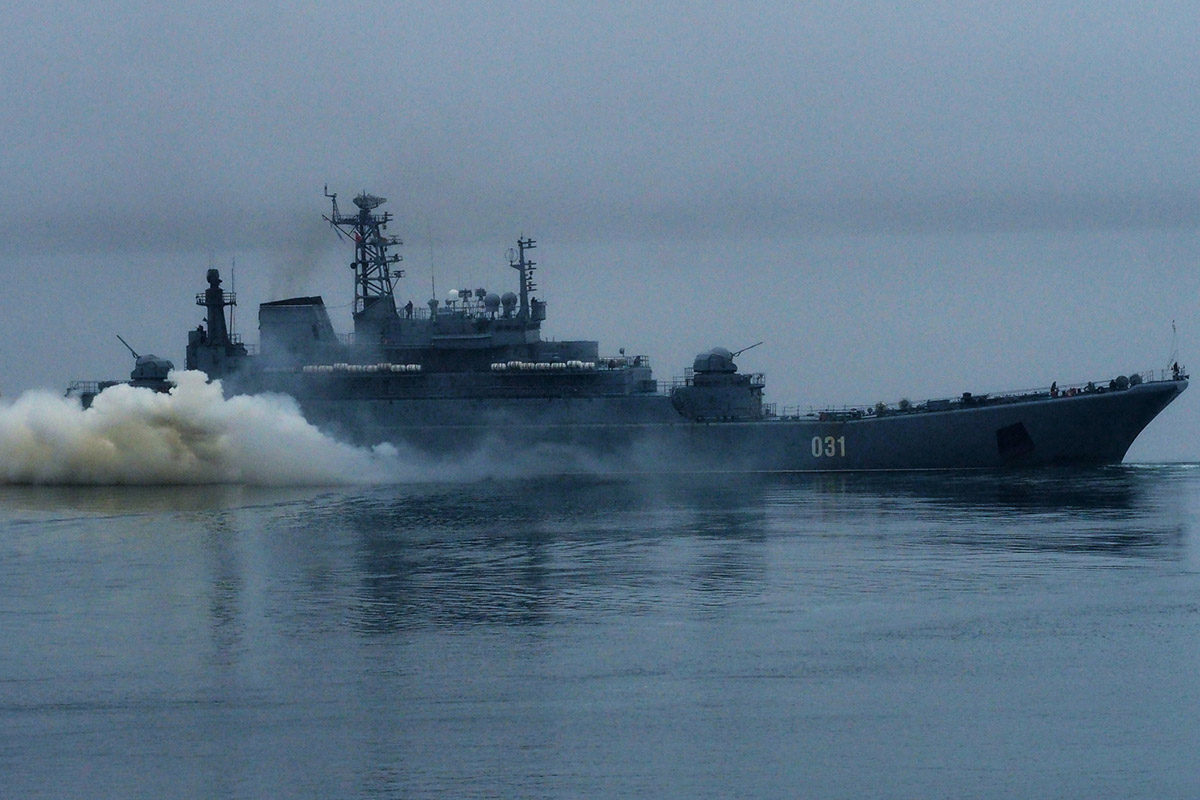
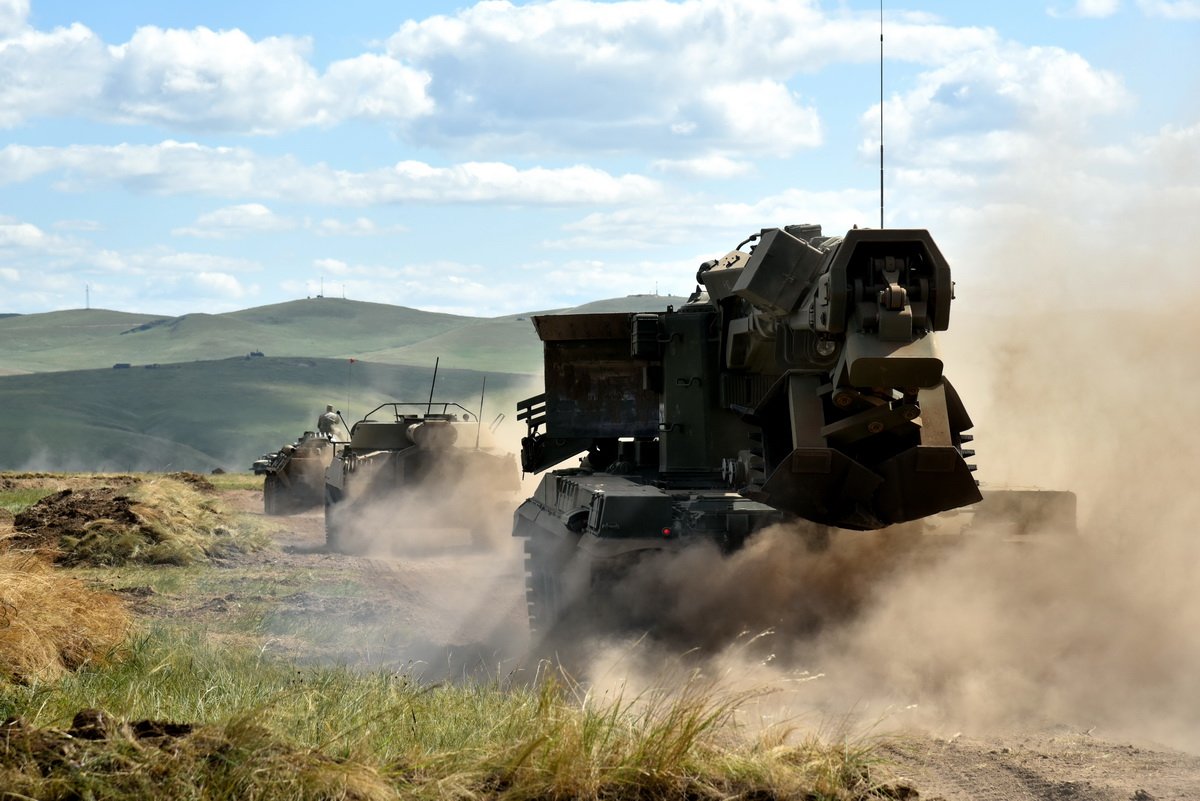
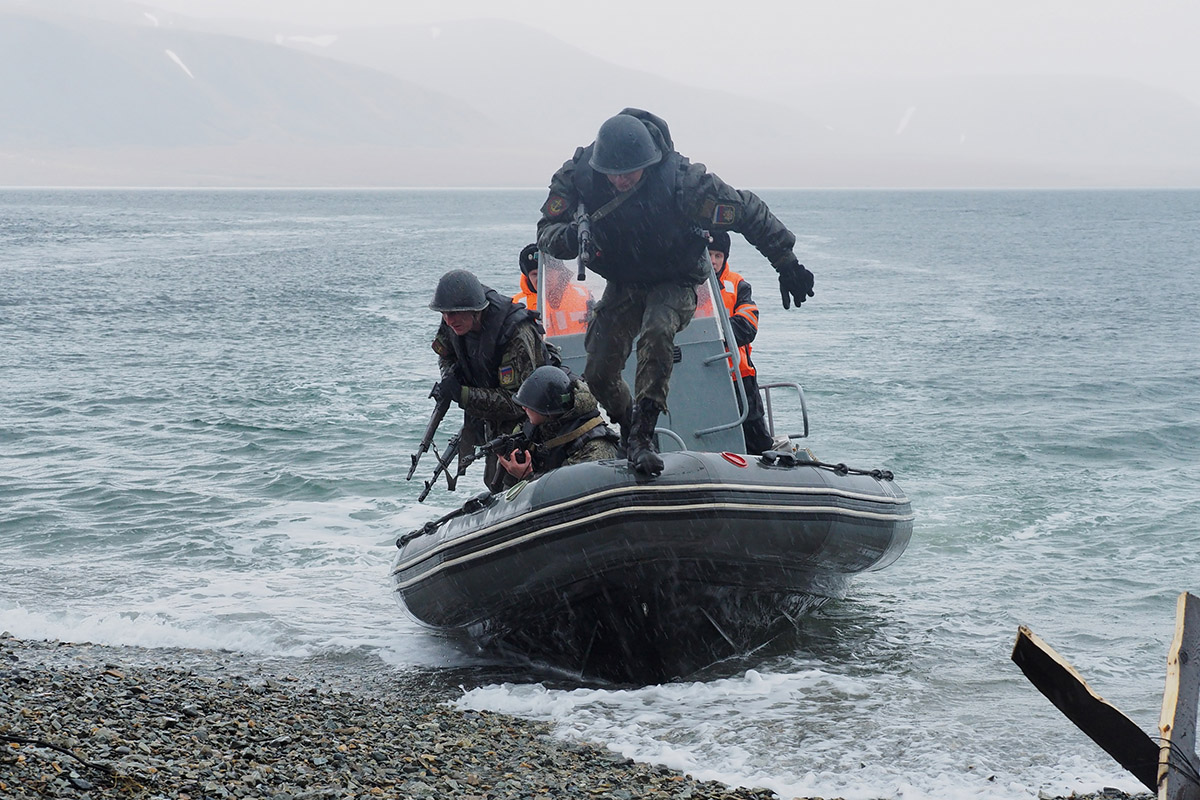
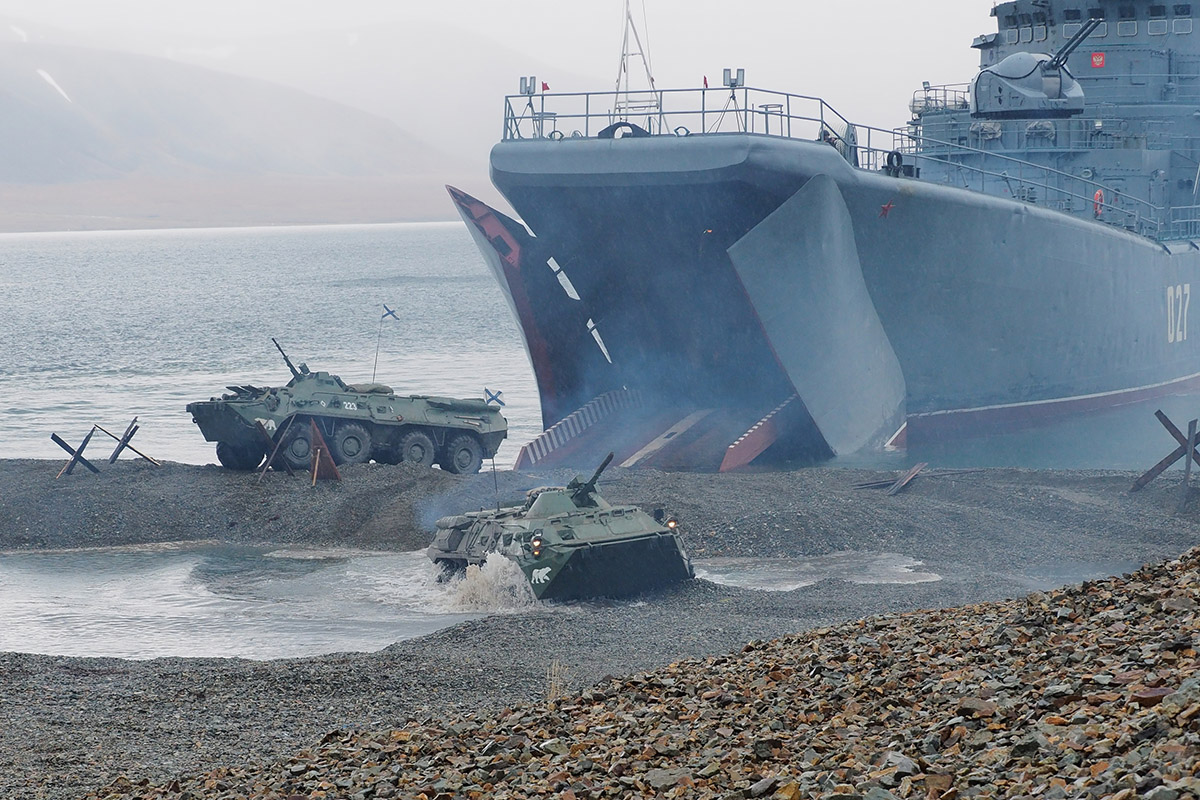
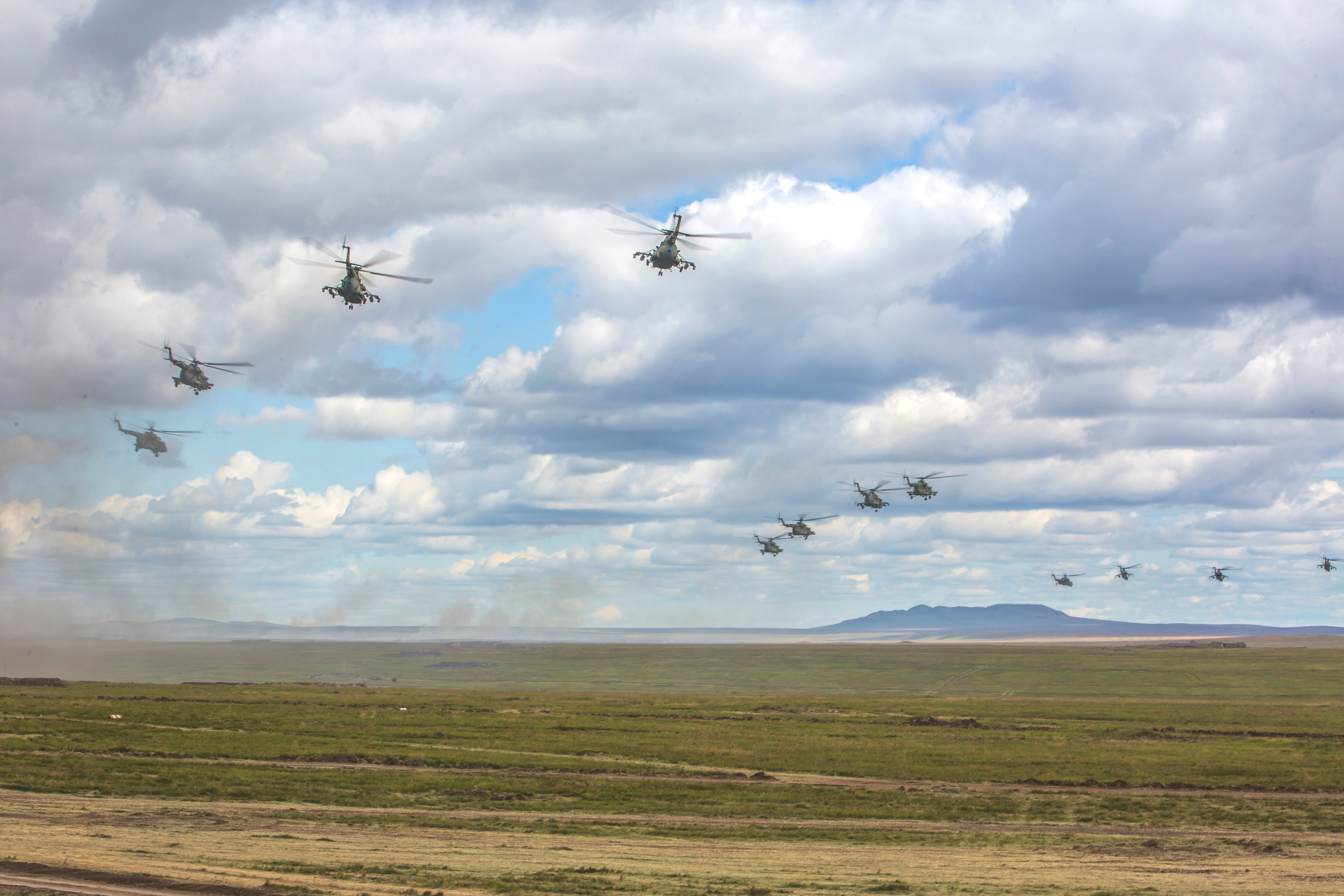
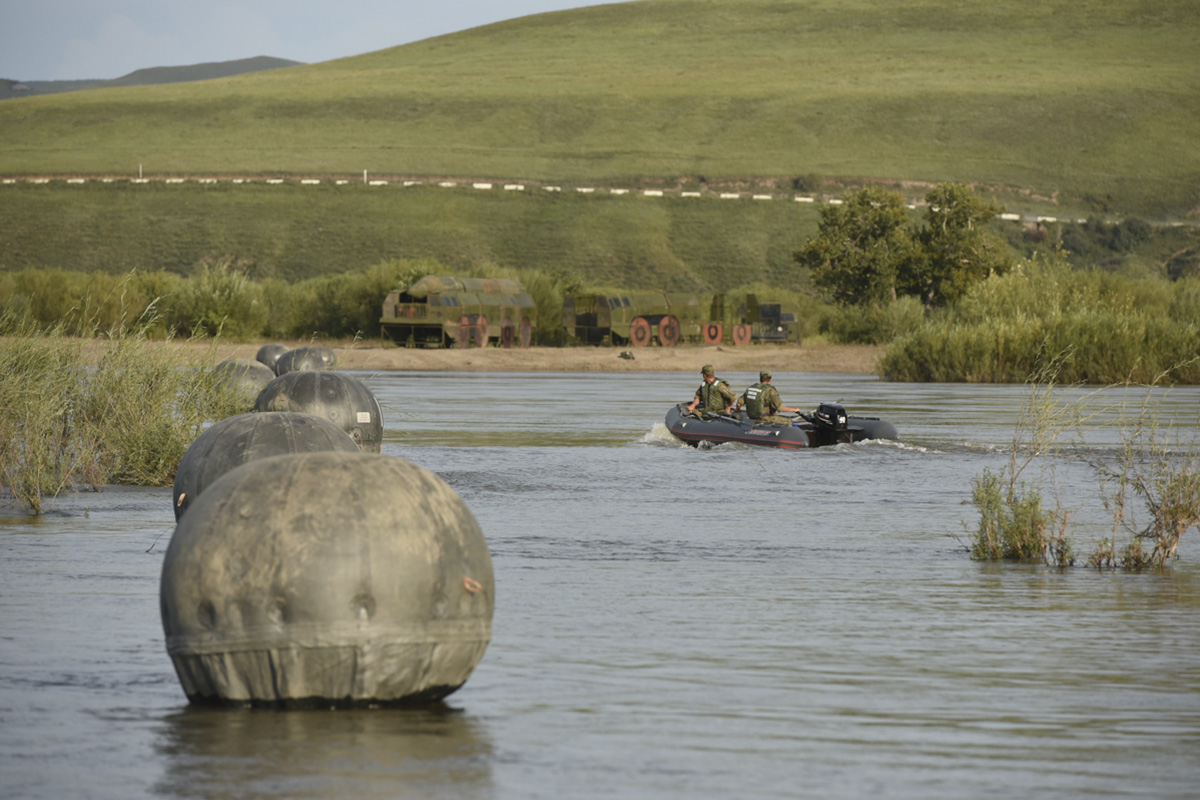

## Confruntari directe
Oficialii de la Kremlin susțin că în ianuarie 2018 un avion american de spionaj Poseidon-8 a coordonat un atac a 13 drone asupra bazei aeriene rusești Hmeymim din Siria. Pe 7 februarie 2018, forțele aeriene ale Statelor Unite ar fi ucis 300 de mercenari ruși în Siria.Mercenarii ruși care luptau alături de forțele militare ale regimului Assad, au atacat o baza militară și o rafinărie care erau aparate de forțele americane în regiunea Deir Ezzor. Ministerul Apărării de la Moscova a remarcat "prezența ilegală" a trupelor americane pe teritoriul Siriei și le-a acuzat că au preluat controlul asupra unor obiective economice sub pretextul luptei împotriva teroriștilor. Ministrul rus de Externe, Serghei Lavrov, a denunțat informațiile din presă referitoare la uciderea a sute de mercenari ruși în Siria, susținând că acest fapt reprezintă "o încercare de exploatare a războiului din această țară".
Pe 23 iunie 2021, forțele armate rusești au tras salve de avertisment înspre distrugătorul britanic HMS Defender pe care Moscova îl acuză că a intrat în apele sale teritoriale din largul Capului Fiolent aflat în apropierea Sevastopolului.

## Războiul Ruso-Ucrainean
Termenul de „Al Doilea Război Rece” a câștigat actualitate și relevanță pe măsură ce tensiunile dintre Rusia și Occident au escaladat pe parcursul tulburărilor pro-ruse din 2014 din Ucraina, urmate de intervenția militară rusă și în special de doborarea zborului 17 Malaysia Airlines în iulie 2014. Până în august 2014, ambele părți au implementat sancțiuni financiare și diplomatice reciproce: practic toate țările occidentale, conduse de SUA și Uniunea Europeană, au impus Rusiei măsuri punitive, care au introdus măsuri de represalii.
În 2014, personalități de seamă precum Mihail Gorbaciov au avertizat, pe fundalul unei confruntări dintre Rusia și Occident din cauza războiului ruso-ucrainean, că lumea se află în pragul unui nou război rece sau că acesta se produce deja. Politologul american Robert Legvold crede, de asemenea, că a început în 2013, în timpul crizei din Ucraina.. Alții au susținut că termenul nu descrie cu exactitate natura relațiilor dintre Rusia și Occident.
În octombrie 2016, John Sawers, un fost șef MI6, a spus că crede că lumea intră într-o eră care este posibil „mai periculoasă” decât Războiul Rece, deoarece „nu ne concentrăm pe o relație strategică între Moscova și Washington”. În mod similar, Igor Zevelev, un coleg la Wilson Center, a spus că „nu este un Război Rece, ci o situație mult mai periculoasă și mai imprevizibilă”. CNN a opinat: „Nu este un nou Război Rece. Nu este nici măcar o răcoare profundă. Este un conflict total”.
În ianuarie 2017, un fost consilier al guvernului american Molly K. McKew a declarat la Politico că SUA vor câștiga un nou război rece. Editorul New Republic, Jeet Heer, a respins această posibilitate ca fiind „o inflație nesăbuită a amenințărilor la fel de tulburătoare, exagerând în mod sălbatic amploarea ambițiilor și puterii Rusiei în sprijinul unei politici costisitoare” și prea centrată pe Rusia, în timp ce „ignorând ascensiunea unor puteri precum China și India". Heer l-a criticat și pe McKew pentru că a sugerat această posibilitate. Jeremy Shapiro, un membru senior la Brookings Institution, a scris în postarea sa de pe blog la RealClearPolitics, referindu-se la relațiile dintre SUA și Rusia: „O deriva într-un nou Război Rece a părut rezultatul inevitabil”.
Vorbind presei la Berlin pe 8 noiembrie 2019, cu o zi înainte de aniversarea a 30 de ani de la căderea Zidului Berlinului, secretarul de stat american Mike Pompeo a avertizat asupra pericolelor pe care le reprezintă Rusia și China și a acuzat în mod specific Rusia, „condusă de un fost ofițer KGB staționat cândva la Dresda”, de a-și invada vecinii și de a zdrobi disidența. Jonathan Marcus de la BBC a opinat că cuvintele lui Pompeo „păreau să declare izbucnirea unui al doilea Război Rece”.
În februarie 2022, jurnalistul H. D. S. Greenway a citat invazia rusă a Ucrainei și declarația comună din 4 februarie între Rusia și China (sub Putin și Xi Jinping) drept unul dintre semnele că al Doilea Război Rece a început oficial.
În martie 2022, istoricul Yale Arne Westad și istoricul Harvard Fredrik Logevall, într-o conversație prin videotelefonie, au afirmat „că confruntarea globală asupra Ucrainei” „nu va semnala un al doilea Război Rece”. Mai mult, Westad a spus că cuvintele lui Putin despre Ucraina seamănă, pe care jurnalistul de la Harvard James F. Smith a rezumat, „unele dintre argumentele rasiale coloniale ale puterilor imperiale din trecut, idei de la sfârșitul secolului al XIX-lea și începutul secolului al XX-lea, mai degrabă decât cu Războiul Rece”.
În iunie 2022, jurnalistul Gideon Rachman a afirmat că invazia rusă a Ucrainei este începutul unui al doilea Război Rece.

## Tentative de pacificare

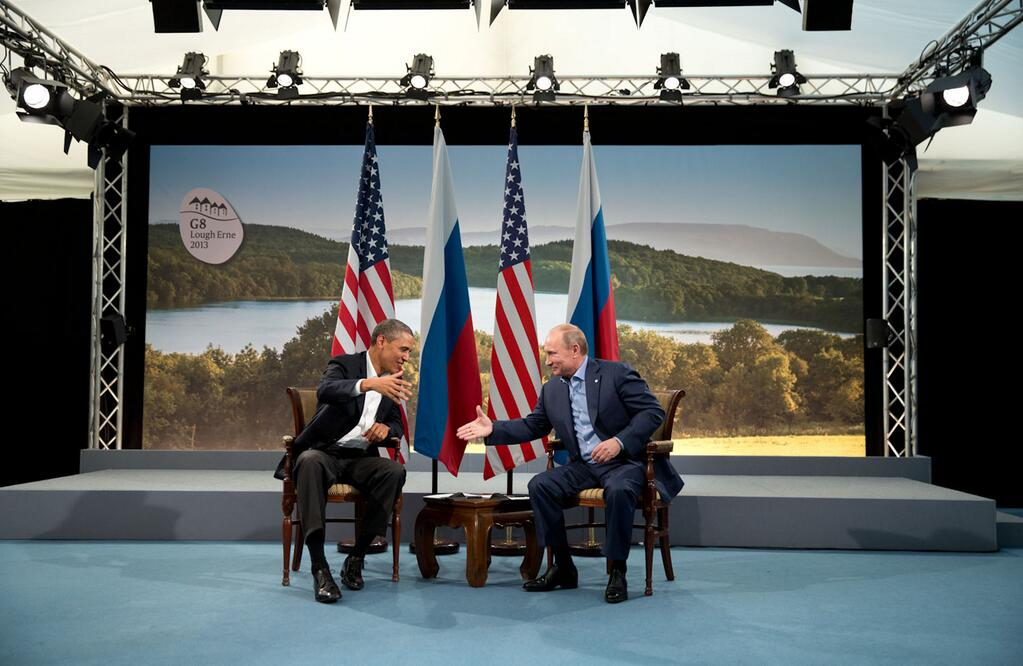
Barack Obama si Vladmir Putin la summitul G8 din 2013
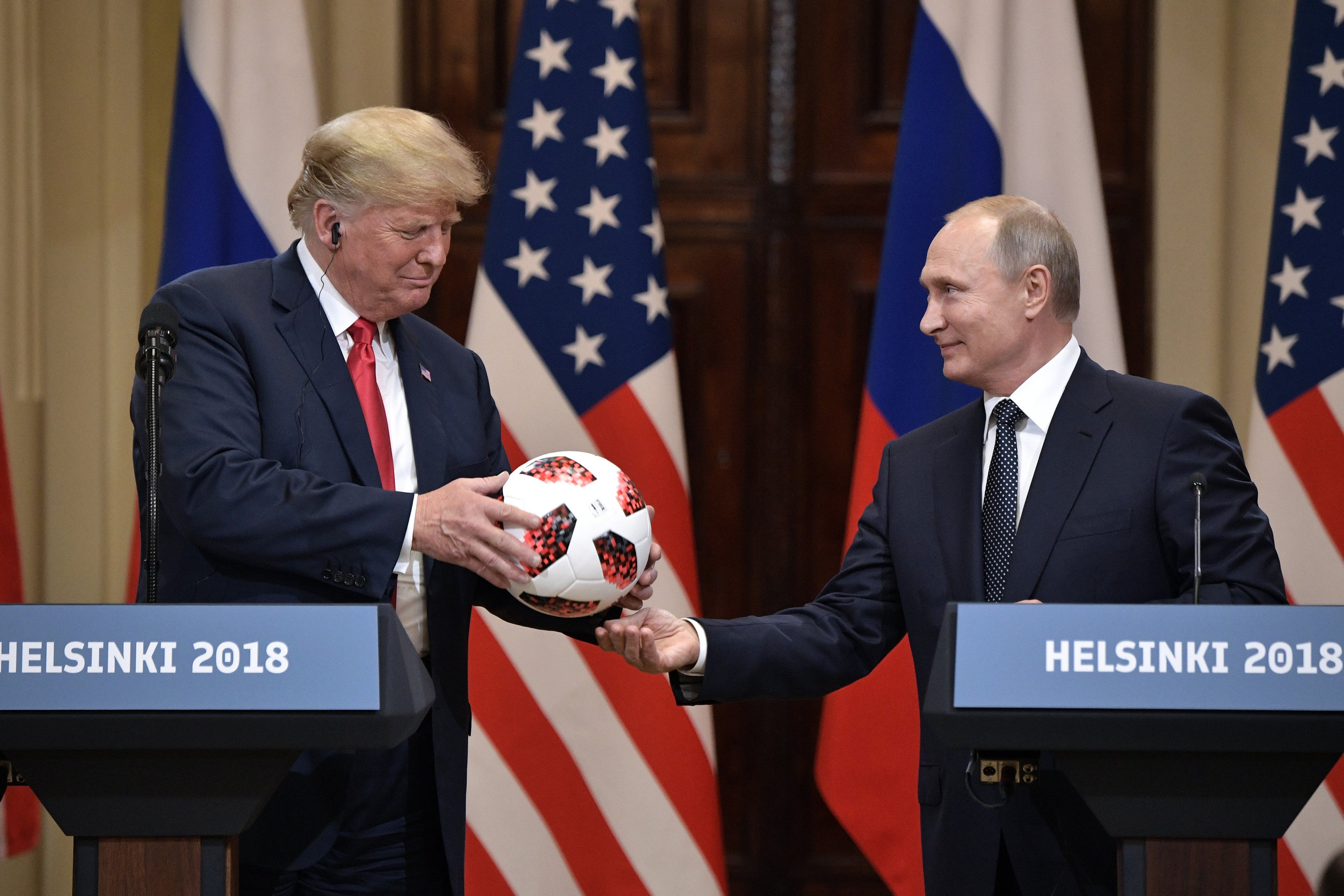
Donald Trump & Vladimir Putin la Helsinki
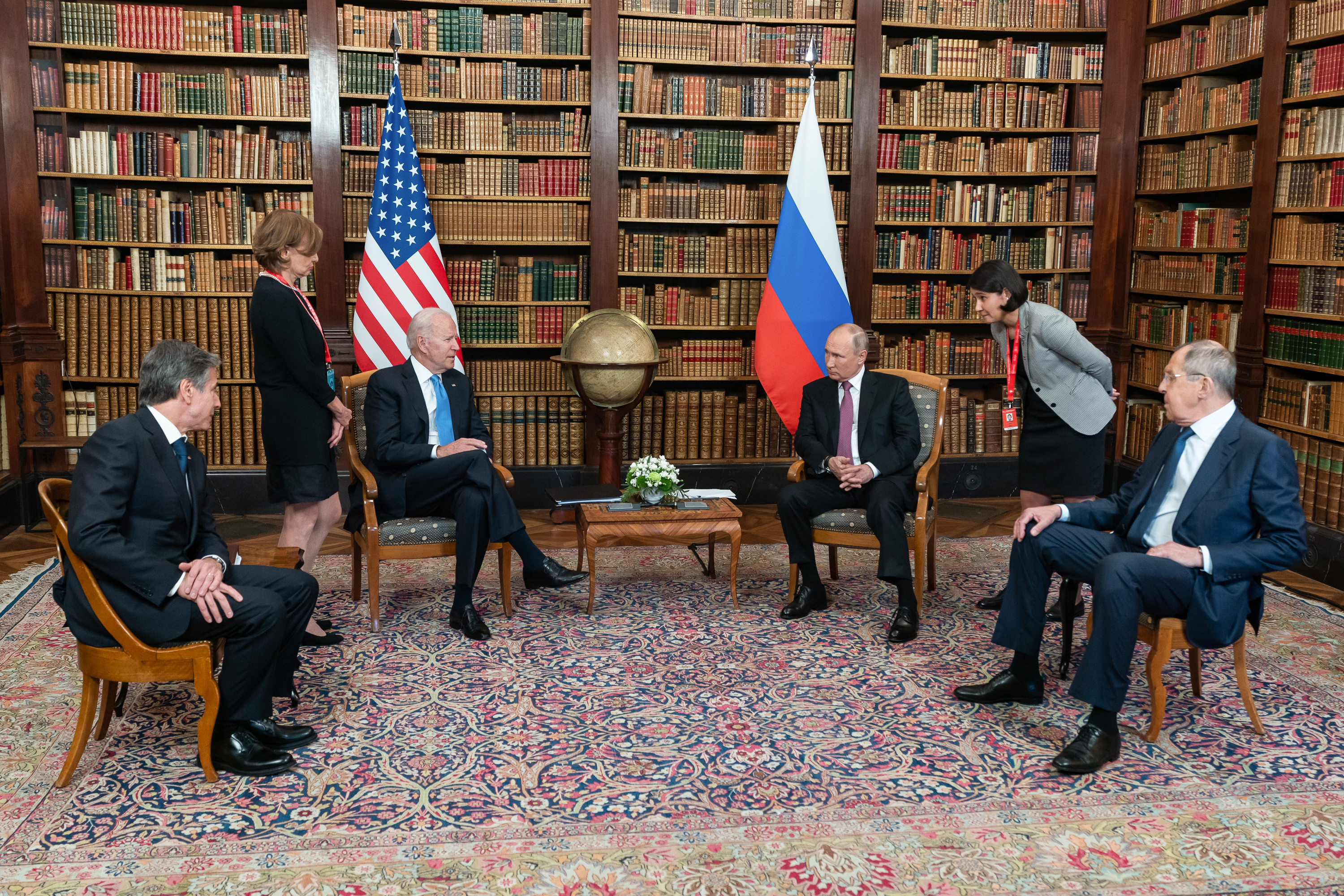
Biden si Putin in summitul de la Geneva de la 16 iunie 2021

După ce a câștigat alegerile prezidențiale, Trump a conversat telefonic cu președintele taiwanez Tsai Ing-wen întrebându-l de angajamentul SUA față de politică sa privind China.Pe 9 februarie 2017 Trump reafirmă politica O singură China. Politică de la Washington de patru decenii a recunoscut că există doar o singură China. În cadrul acestei politici, Statele Unite au menținut legături oficiale cu Republica Populară Chineză, dar și legături neoficiale cu Taiwanul, inclusiv furnizarea de ajutor pentru apărare. Secretarul de stat Rex Tillerson, care a vizitat Beijingul în martie, a descris relația SUA-China ca fiind una "cladită pe non-confruntare, fără conflicte, respect reciproc și mereu în căutarea unor soluții profitabile".
Pe 6 - 7 aprilie 2017, Trump l-a găzduit pe liderul chinez Xi Jinping la Mar-a-Lago, Florida.Trump a susținut că a făcut un " progres imens " în relația SUA-China, iar Xi a declarat c există o înțelegere aprofundată și încredere reciprocă.
La 16 iulie 2018, la summitul organizat la Helsinki, a avut loc o reuniune între președintele Statelor Unite, Donald Trump și președintele rus Vladimir Putin după întâlnirile la summiturile G20 de la Hamburg și APEC din Vietnam din 2017. Helsinki a servit anterior ca loc pentru semnarea Acordurilor de la Helsinki în 1975 ca urmare a unei serii de întâlniri menite să reducă tensiunile dintre blocul occidental și cel sovietic în timpul Războiului Rece.
Subiecte pe care Trump a anunțat să le discute la summit a inclus situațiile conflictuale din Siria și Ucraina. Pe durata unei conferințe de presă comune cu Putin, Trump a negat interferența Rusiei în alegerile din 2016 ale SUA. 
În timpul unui interviu în ajunul summitului cu CBS News, Trump a fost întrebat cine este cel mai mare dușman al Americii. El a spus că Rusia este "un inamic în anumite aspecte" și a numit Uniunea Europeană cel mai mare dușman al comerțului din Statele Unite. Trump a comentat pe Twitter în dimineața summitului că relația dintre Rusia și Statele Unite "nu a fost niciodată mai rea". El a acuzat acest lucru drept "o nebunie și prostie" din partea SUA și a făcut referire la anchetă specială a consiliului special privind interferența Rusiei în alegerile din 2016, numindu-o " vânătoare de vrăjitoare ".
Pe 16 iunie 2021 a fost organizat Summitul Rusia-Statele Unite din 2021, o reuniune la nivel înalt între președintele Statelor Unite Joe Biden și președintele rus Vladimir Putin la 16 iunie 2021, la Geneva, Elveția.